# Équipe de Belgique de football
Cet article traite de l'équipe masculine. Pour l'équipe féminine, voir Équipe de Belgique féminine de football.
Maillots
Actualités
L'équipe de Belgique de football est la sélection de joueurs belges représentant le pays lors des compétitions internationales de football masculin, sous l'égide de la Royal Belgian Football Association (RBFA).
Les internationaux belges sont surnommés les « Diables Rouges » (en néerlandais Rode Duivels) en référence à la couleur de leur maillot, depuis 1906, bien que ce surnom ne soit devenu officiel que plus tard. Durant le mandat de Raymond Goethals, dans les années 1970, ils sont aussi appelés les « Diables Blancs »,, ou encore les « Diables Noirs » au début des années 2000, après l'introduction du maillot extérieur entièrement noir.
Le premier match officiel de la Belgique est organisé le 1er mai 1904 à Bruxelles contre la France et se solde par un partage (3-3). La sélection belge remporte en 1920 la médaille d'or aux Jeux olympiques. La Belgique a depuis participé à treize phases finales de la Coupe du monde. Son meilleur résultat est la troisième place atteinte lors de la Coupe du monde 2018 en Russie. En Championnat d'Europe, son meilleur résultat est une finale en 1980, perdue contre l'Allemagne de l'Ouest.
Les résultats des Diables Rouges lors des qualifications à l'Euro 2016 leur permettent de devenir la huitième nation à accéder à la première place du classement mondial de la FIFA en novembre 2015, tout en étant classée cinquième en Europe au ranking UEFA. Éliminée en quarts de finale de l'Euro 2016, elle redescend à la cinquième place mais un excellent parcours lors de la Coupe du monde 2018 lui permet de réintégrer la pole position. D'octobre 2018 à mars 2022, l'équipe de Belgique maintient sa première place au classement mondial de la FIFA avant de la perdre au profit du Brésil et, éliminée dès la phase de groupe de la Coupe du monde au Qatar, chute ensuite à la quatrième place. Éliminée prématurément de l'Euro 2024 au stade des huitièmes de finale et troisième et barragiste au terme de la phase de groupes de la Ligue des nations 2024-2025, elle pointe actuellement à la huitième position.

## Histoire

### La genèse d'une équipe nationale (1900-1904)

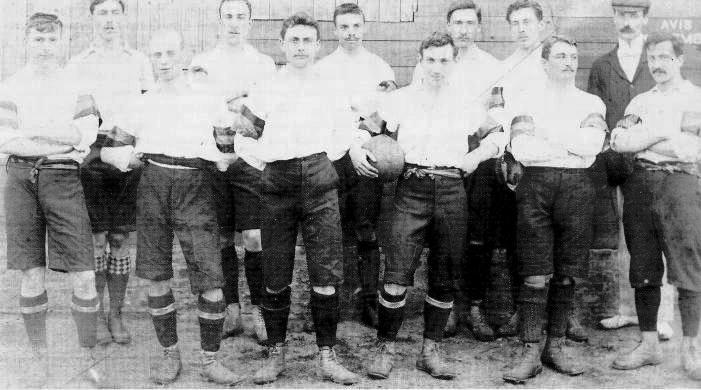
1re sélection belge, le 28 avril 1901 (match non officiel). Derrière, à partir de la gauche: Harry Menzies (FC Liégeois), Georges Simon (A&RC Bruxelles), Fernand Defalle (Gardien - FC Liégeois), Hughes Ryan (Léopold CB), Gustave Pelgrims (Léopold CB), Charles Maggee (Arbitre - Beerschot).
Devant, à partir de la gauche: Herbert Potts (Beerschot), Jan Robyns (Beerschot), Ernest Gillon (A&RC Bruxelles), Albert Friling (Capitaine - Beerschot), Lucien Londot (FC Liégeois), Walter Potts (Beerschot).

Les premiers matchs de football internationaux d'une sélection belge remontent à l'aube du XXe siècle. Dès la période de Pâques 1900, le Royal Léopold Football Club organise au Kiel d'Anvers un tournoi international réservé aux clubs baptisé Coupe Van der Straeten-Ponthoz,. Le Beerschot, sur le terrain duquel se dispute la coupe, entend lui aussi mettre sur pied un événement similaire. Le 11 octobre 1900, Jorge Diaz, président d'honneur du club et futur entraîneur de l'équipe nationale, offre dès lors un second challenge pour voir s'affronter à Anvers les meilleures équipes d'Europe. Les organisateurs rencontrent cependant des difficultés car le projet ne soulève pas l'enthousiasme des clubs, une alternative est alors proposée : faire s'affronter les sélections des meilleurs joueurs du championnat belge et de nations étrangères. Frédéric Vanden Abeele, dont le fils était le secrétaire du Beerschot, offre un trophée à remettre aux vainqueurs. Le tournoi se résume finalement à une seule partie entre une sélection belge et une sélection néerlandaise constituée de joueurs de Celeritas et de deux autres clubs rotterdamois de deuxième division, Rapiditas et Olympia, choisie par un ex-footballeur de Rotterdam, Cees van Hasselt (nl),. Ce tout premier match de l'équipe nationale belge se déroule le 28 avril 1901 et se conclut par une victoire pour la Belgique (8-0). Cette rencontre, disputée devant 300 spectateurs, n'est aujourd'hui pas reconnue officiellement puisque plusieurs étrangers étaient présents sur le terrain, tant du côté belge que néerlandais. Il était habituel à l'époque que les expatriés, notamment britanniques, soient intégrés à l'équipe nationale, comme cela avait été accepté lors d'un référendum organisé en novembre 1903 par La Vie Sportive (publication de la fédération).
Dans les années qui suivent le premier match, le Challenge Vanden Abeele se tient encore à trois reprises : deux fois en 1902 et une fois en janvier 1904. Ces trois matchs, toujours officieux, se soldent également par des victoires belges. Le capitaine de la Belgique lors du dernier de ces matchs est Francis Dessain, futur président du FC Malinois.
À cette époque, l'encadrement de l'équipe est bien différente de celui d'aujourd'hui. Ce n'est par exemple que lors du troisième match, en 1902, qu'il est décidé de fournir aux joueurs une « chemise aux couleurs nationales […] [qui désignera], par un galon, le nombre de fois que chaque joueur a participé à une rencontre ». On notera aussi qu'alors, non seulement il n'y a pas d'entraîneur national, mais de plus les joueurs ne sont pas désignés par un sélectionneur mais bien par les votes des délégués des clubs. Ces votes faisaient d'ailleurs l'objet d'âpres négociations et se trouvaient influencés par bien d'autres éléments que la seule qualité des joueurs.
Auparavant, la Belgique participe au tout premier tournoi de football aux Jeux olympiques lors de l'édition de 1900 qui se tient à Paris, en France du 20 octobre 1900 au 23 octobre 1900. La Belgique y est représentée par une sélection de joueurs, formée par la Fédération athlétique universitaire belge, ancêtre de la Fédération Sportive Universitaire Belge (FSUB), issus de différents clubs et tous étudiants auprès des diverses Universités de Belgique. Deux étrangers en faisaient partie : l'Anglais Eric Thornton, qui défendra encore les couleurs belges à deux reprises en 1905, et le Hollandais Hendrik van Heuckelum. La Belgique sera médaillée de bronze a posteriori par le Comité international olympique.

### Les débuts officiels (1904-1914)
| Alfred Verdyck (Anvers FC) Albert Friling (Beerschot) Edgard Poelmans (Union St-Gilloise) Guillaume Van Den Eynde (Union St-Gilloise) Charles Cambier (FC Bruges) Camille Van Hoorden (Racing Club Bruxelles) Maurice Tobias (Union St-Gilloise) Alexandre Wigand (Union St-Gilloise) Georges Queritet (Racing Club Bruxelles) Pierre-Joseph Destrebecq (Union St-Gilloise) Charles Vanderstappen (Union St-Gilloise) |

Les joueurs étrangers n'étant plus sélectionnés, le premier match reconnu comme officiel de la Belgique se tient le 1er mai 1904 contre l'équipe de France qui fait également ses débuts officiels. Les deux formations s'affrontent au stade du Vivier d'Oie à Uccle, sur le terrain du Racing de Bruxelles et sous les encouragements de 1 500 spectateurs. Le match se termine sur une égalité (3-3). Les premiers buts belges sont inscrits par Georges Quéritet (deux fois) et Pierre-Joseph Destrebecq. Le gardien belge n'est autre qu'Alfred Verdyck, futur secrétaire général de l'Union belge de football.

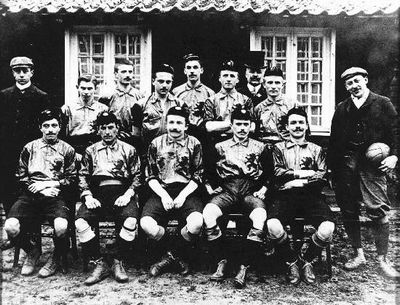
Équipe de Belgique le 30 avril 1905 avant un match contre les Pays-Bas.

En 1905, l'organisation évolue. Un comité de sélection est mis sur pied afin de sélectionner les joueurs sur des critères sportifs et non plus en fonction de leur province d'origine. Ce comité est composé de MM. Paul Havenith, Albert Friling, Joseph Romdenne et Rodolphe William Seeldrayers; viennent s'y ajouter Louis Convert et Achille Grant-Dalton en 1906, ainsi que le futur président fédéral, le Comte Joseph d'Oultremont, en 1909. Des matchs d'entraînements, auxquels les internationaux sont convoqués, sont également organisés, notamment contre les cadets de l'Académie militaire de Breda, le CVV Velocitas. Enfin, l'équipe de Belgique revêt le fameux maillot rouge qui lui donnera bientôt son surnom. C'est en effet en 1906 que l'éditeur de La Vie Sportive, Pierre Walckiers, qualifie pour la première fois les internationaux belges de « Diables Rouges » après l'enchaînement de deux victoires impressionnantes (5-0) aux dépens de la France, le 22 avril, puis des Pays-Bas, le 29 avril.
Juste avant ces succès, la Belgique essuie pourtant une dure défaite pour son premier déplacement en Angleterre. Le 6 janvier 1906 à Leyton, les Diables Rouges rencontrent les Corinthians pour un match de préparation. Les amateurs londoniens infligent une très lourde défaite à la sélection belge (12-0), qui n'est cependant pas reconnue officiellement vu qu'il s'agit d'un match contre une équipe de club. Les journaux évoquent, à la décharge des rouges, une traversée de la Manche catastrophique quelques heures avant le match et un mal de mer qui n'avait épargné aucun joueur. Deux ans plus tard, pour un match officiel cette fois, c'est la sélection des internationaux anglais amateurs qui se déplace en Belgique. L'issue du match ne sera pas plus favorable aux joueurs belges, avec une défaite (2-8). Le match retour en Angleterre reste, lui, la plus lourde défaite officielle des Diables Rouges, battus (11-2).

### Trois tournois olympiques dont un victorieux (1918-1930)

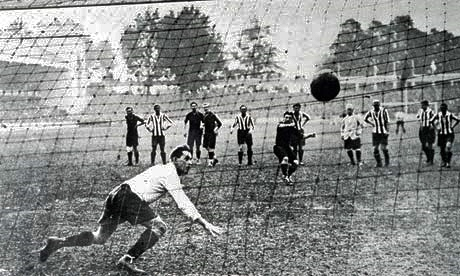
But de Robert Coppée en finale des Jeux Olympiques de 1920.

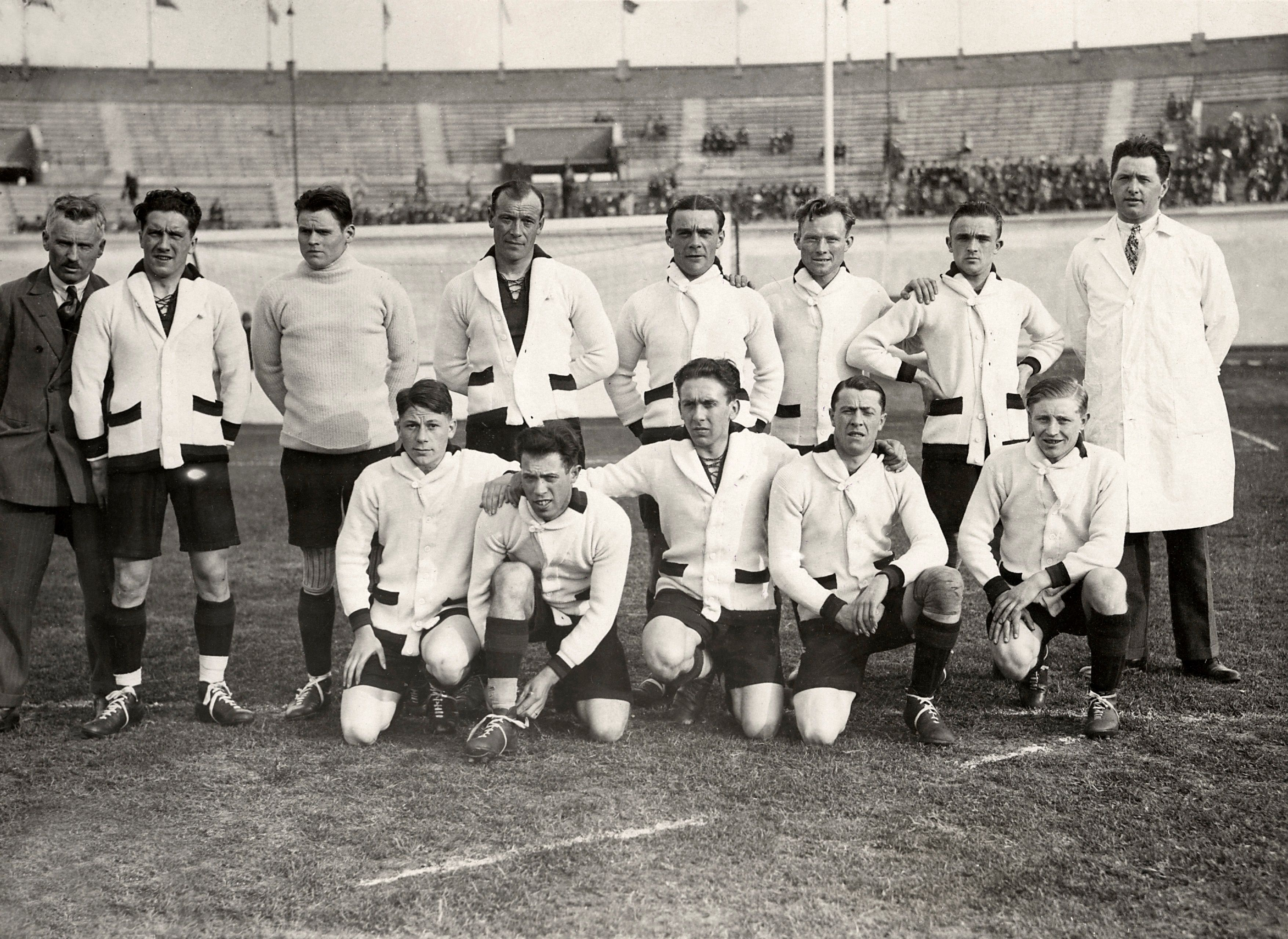
L'équipe de Belgique aux Jeux olympiques de 1928.

Après la Première Guerre mondiale, le sport reprend peu à peu ses droits. Les Jeux olympiques d'été de 1920 sont organisés à Anvers, en Belgique. Dans le tournoi de football, la sélection-hôte est dispensée du premier tour. En quart de finale, emmenée par l'emblématique Armand Swartenbroeks, premier Diable Rouge à dépasser les 50 capes, et Oscar Verbeeck en défense, devant le gardien emblématique du Racing Club de Bruxelles, Jean De Bie, et derrière la plaque tournante de l'Union saint-gilloise, Émile Hanse, capitaine pour les deux derniers matchs, distribuant l'attaque dirigée par Louis Van Hege, buteur prolifique du Milan AC, cette première « génération dorée » élimine l'Espagne (3-1), les trois buts belges étant inscrits par Robert Coppée. En demi-finale, les Diables Rouges battent les Pays-Bas (3-0). En finale, la Belgique est opposée à la Tchécoslovaquie. Elle prend rapidement l'avance (2-0) après une demi-heure de jeu mais à cinq minutes de la mi-temps, les joueurs tchécoslovaques quittent le terrain, se plaignant d'un arbitrage favorable aux Belges. Le pays hôte est déclaré vainqueur du tournoi et son adversaire est disqualifié. Cette médaille d'or olympique est à ce jour le seul titre majeur au palmarès de la sélection belge.
Quatre ans plus tard, lors des Jeux olympiques à Paris, la Belgique est dispensée du tour préliminaire en tant que tenante du titre. Toutefois, elle est éliminée dès les huitièmes de finale par la Suède (8-1). En 1928 à Amsterdam, les Belges éliminent difficilement au premier tour leur voisin luxembourgeois (5-3) puis sont battus sèchement par l'Argentine en huitième de finale (6-3).

### Trois participations desDiables Rougesà la Coupe du monde (1930-1940)

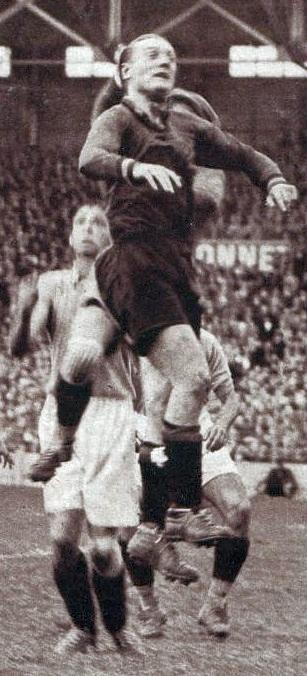
Bernard Voorhoof (en noir) face à la France, en 8e de finale de Coupe du monde 1938.

États-Unis - Belgique (3-0) joué à Montevideo lors de la première Coupe du monde en 1930.

L'équipe de Belgique est une des quatre nations européennes à participer à la première Coupe du monde en 1930, organisée par l'Uruguay. C'est après la décision de la fédération belge de faire le déplacement que ses homologues française, roumaine et yougoslave décident également de prendre part à la compétition. Elle est éliminée au premier tour après deux défaites contre les États-Unis (0-3) et le Paraguay (0-1)
.
Quatre ans plus tard, la Belgique se qualifie de justesse pour la Coupe du monde 1934 organisée en Italie, pour avoir concédé un but de moins que l'Irlande face aux Pays-Bas. Elle y est éliminée dès les huitièmes de finale par l'Allemagne, (2-5) après avoir mené (2-1) à la mi-temps, les deux buts belges étant inscrits par Bernard Voorhoof, le seul participant national à trois éditions consécutives de l'épreuve planétaire avant guerre.
L'équipe est sortie au même stade de la compétition en 1938 par le pays hôte, la France (1-3).
D'après l'historien Richard Henshaw, « La croissance [du football] en Scandinavie, en Europe Centrale ainsi qu'en Amérique du Sud laissa la Belgique à la traîne ».

### Une longue traversée du désert (1940-1968)
La Seconde Guerre mondiale interrompt toutes les compétitions de football. Elles reprennent en 1945 et la FIFA décide de reprendre l'organisation de la Coupe du monde à partir de 1950. La Belgique s'inscrit aux qualifications mais déclare forfait avant de disputer son premier match. Le pays participe aux éliminatoires de la Coupe du monde 1954 et se qualifie pour la phase finale en Suisse. Versée dans un groupe comprenant l'Angleterre et l'Italie, la Belgique parvient à décrocher un partage (4-4) face aux Anglais mais s'incline (1-4) contre les Italiens et se trouve éliminée au premier tour.
Malgré la présence de joueurs de qualité tels que les attaquants Rik Coppens et Denis Houf ou les milieux de terrain Louis Carré et Victor Mees, la Belgique ne parvient pas à se qualifier pour la Coupe du monde 1958, distancée par la France dans son groupe de qualification. La Belgique, bien que membre fondateur de l'Union des associations européennes de football (UEFA), ne s'inscrit pas à la première édition de la Coupe d'Europe des nations en 1960.

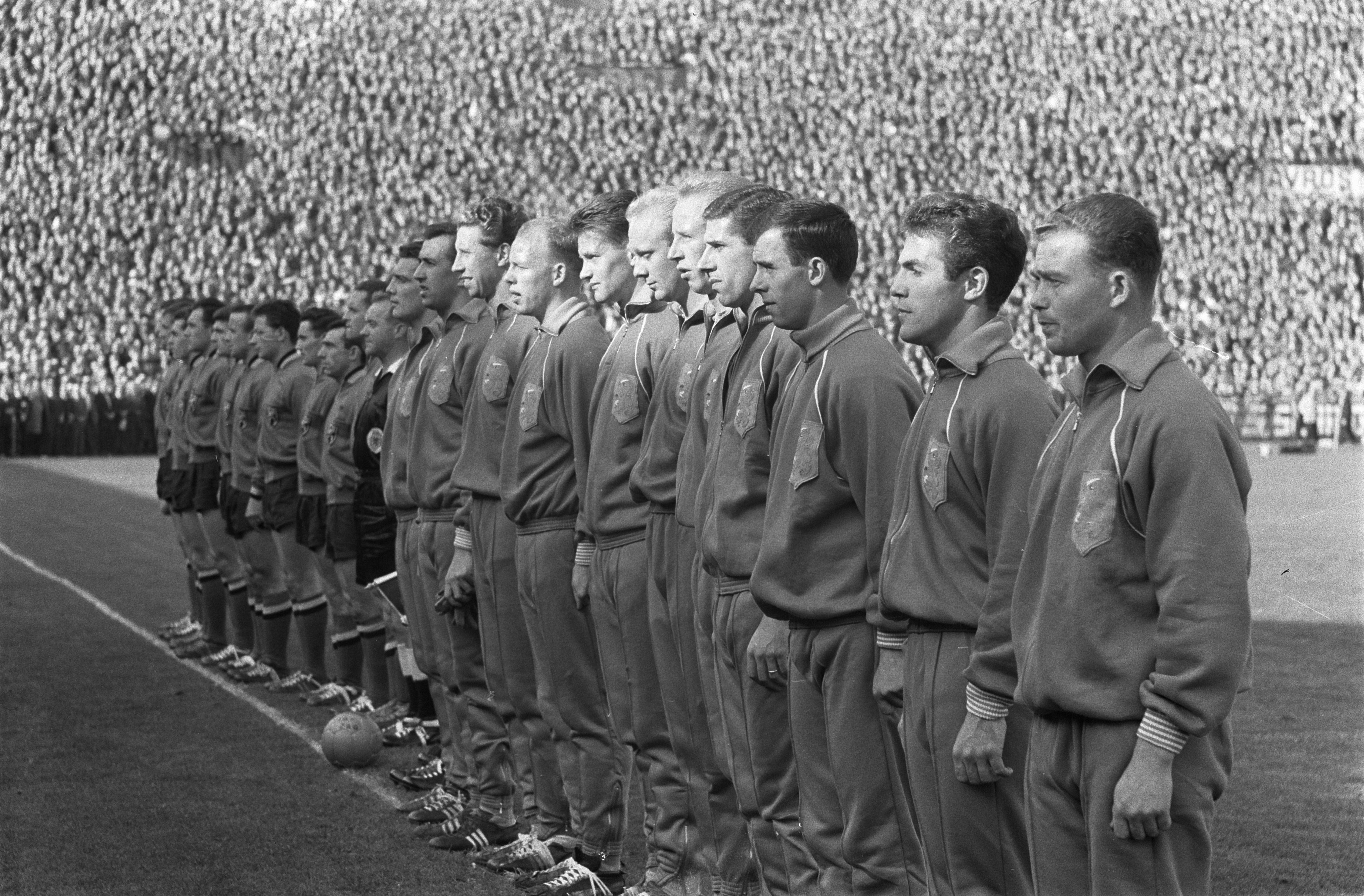
Présentation des sélections belge (à gauche) et néerlandaise, en 1960.

Durant la décennie qui suit, une génération de joueurs offensifs d'envergure émerge parmi les Diables Rouges, avec des joueurs comme Jacques Stockman, Paul Van Himst et Roger Claessen notamment. Mais ces joueurs ne parviennent pas à qualifier le pays pour une grande compétition internationale. La Belgique est éliminée lors des qualifications pour la Coupe du monde 1962 avec quatre défaites en autant de matchs. Deux ans plus tard, elle est battue dès les huitièmes de finale de la Coupe d'Europe des nations par la Yougoslavie. Lors des éliminatoires de la Coupe du monde 1966, la Belgique termine ex-aequo avec la Bulgarie. Les deux équipes doivent disputer un match de barrage à Florence pour les départager, que les Bulgares remportent (2-1). Les Diables Rouges échouent également de peu durant les éliminatoires de l'Euro 1968, terminant un point derrière la France,.

### Retour timide au niveau international (1968-1978)
Versée dans un groupe relevé en compagnie de l'Espagne, la Yougoslavie et la Finlande, la Belgique parvient à se qualifier pour la Coupe du monde 1970 en déjouant les pronostics. L'équipe est emmenée par les attaquants Johan Devrindt et Odilon Polleunis, auteurs respectivement de six et cinq buts sur les quatorze inscrits par la Belgique durant les qualifications. Durant la phase finale, la Belgique remporte sa première victoire en Coupe du monde face au Salvador (3-0) mais est ensuite battue par l'URSS (1-4) et le Mexique (0-1), deux défaites signifiant son élimination. Les joueurs les plus en vue sont l'attaquant Raoul Lambert et le milieu Wilfried Van Moer, qui inscrivent chacun deux buts durant le tournoi.
Lors des éliminatoires de l'Euro 1972, les Belges sortent premiers de leur groupe, composé du Portugal, de l'Écosse et du Danemark. En quart de finale, ils sont opposés à l'Italie des Riva, Rivera, Mazzola et Zoff, tenante du titre et finaliste de l'épreuve mondiale deux ans plus tôt. Après avoir tenu le nul (0-0) au match aller à San Siro, la Belgique remporte le match retour (2-1) et se qualifie pour les demi-finales de l'épreuve, ce qui constitue le début de la phase finale. Le pays est désigné hôte de la compétition. En demi-finale, les Diables Rouges s'inclinent contre la RFA (1-2) sur un doublé de Gerd Müller. Ils remportent ensuite le match pour la troisième place face à la Hongrie (2-1). L'avant-centre Raoul Lambert est nommé dans l'équipe-type du tournoi, dont il est le seul joueur non-finaliste.
Après ces deux participations encourageantes à des tournois internationaux, la Belgique entame les qualifications pour la Coupe du monde 1974 avec confiance. Les joueurs terminent invaincus sans encaisser le moindre but mais sont toutefois devancés à la différence de buts par les Pays-Bas, avec qui ils ont partagé deux fois (0-0), et sont donc éliminés alors que les Pays-Bas seront finalistes du Mondial. La Belgique confirme ses bonnes performances lors des éliminatoires de l'Euro 1976, en terminant en tête de leur groupe devant la RDA, la France et l'Islande. Ils sont ensuite sèchement battus par les Pays-Bas en quart de finale (5-0) et (1-2). Les Belges sont une nouvelle fois opposés à leurs voisins bataves lors des qualifications pour la Coupe du monde 1978. Le résultat final est identique, les Néerlandais remportant le groupe haut la main.

### La Belgique dans legothaeuropéen (1978-1986)

Équipes de départ de la finale de l'Euro 1980 RFA-Belgique.

Dotée d'une nouvelle « génération dorée », avec le gardien de but Jean-Marie Pfaff, les défenseurs Eric Gerets et Walter Meeuws ou encore l'attaquant Jan Ceulemans, la Belgique termine en tête de son groupe des éliminatoires pour l'Euro 1980 sans connaître la défaite. Pour la première fois, la phase finale oppose huit équipes, réparties en deux groupes de quatre. Les Belges héritent d'une poule très relevée avec le pays hôte, l'Italie, ainsi que l'Espagne et l'Angleterre. Après un partage contre les Anglais et une victoire sur les Espagnols, les Diables Rouges conservent le nul (0-0) face à l'Italie lors du match décisif et se qualifient pour la finale du tournoi. Les troupes du sélectionneur Guy Thys s'inclinent (2-1) contre la RFA, le second but d'Horst Hrubesch tombant à deux minutes de la fin du match. Jan Ceulemans apparaît à son tour dans l'équipe-type du tournoi publiée par l'UEFA.
Cette finale est encore aujourd'hui la meilleure performance de la Belgique lors d'un championnat d'Europe. Cette première historique marque le début d'un « âge d'or » pour l'équipe nationale belge qui obtient un nouveau statut dans le football européen.

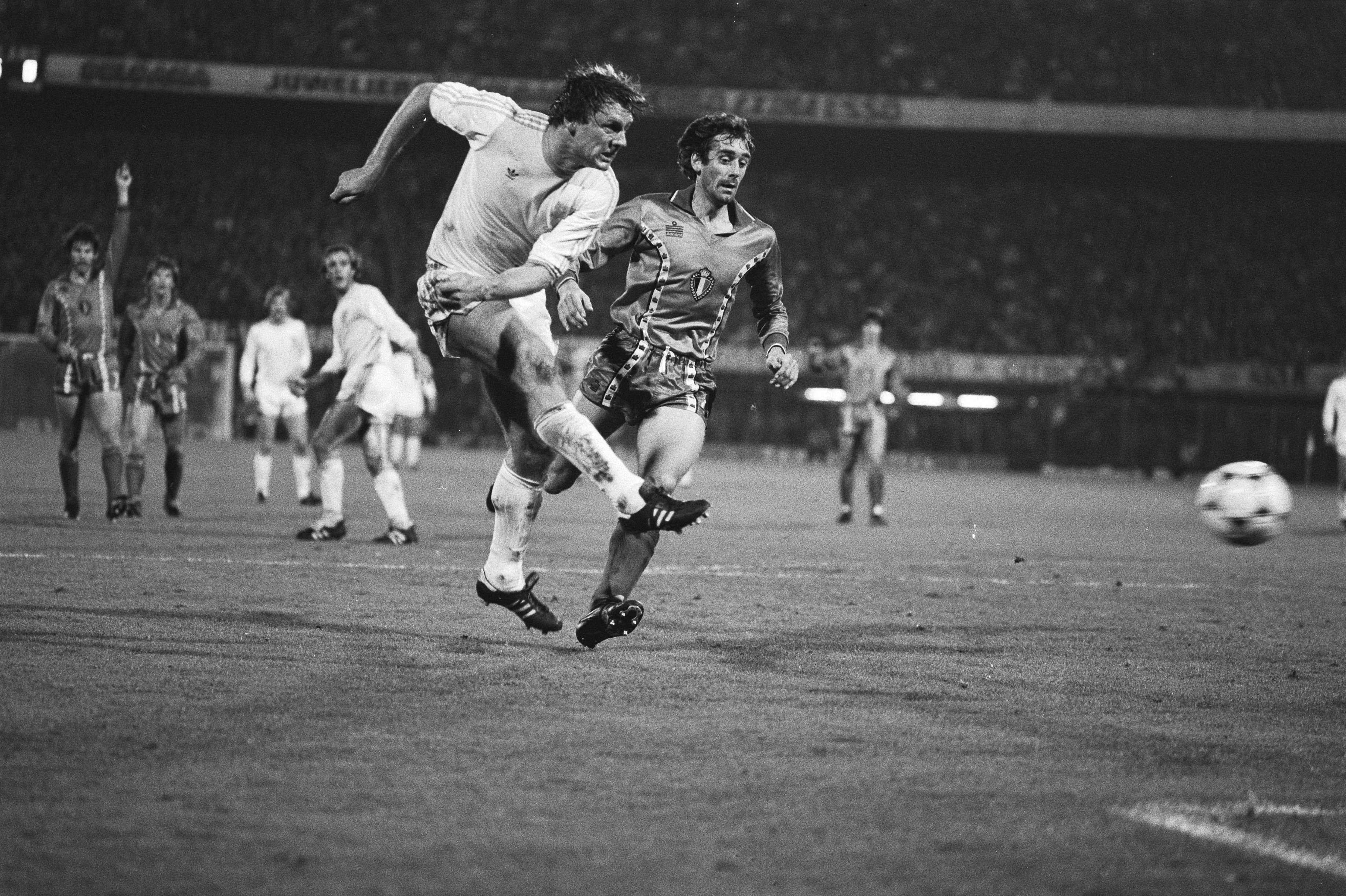
Walter Meeuws (à droite) contre les Pays-Bas en 1981.

Après leur performance à l'Euro italien, les Diables Rouges sont de nouveau pris au sérieux par leurs adversaires. Ils terminent premiers de leur groupe de qualification pour la Coupe du monde 1982, devant la France et les Pays-Bas, finalistes des deux dernières éditions, qui sont donc éliminés. Avec un noyau quasiment identique à celui qui avait atteint la finale de l'Euro (16 joueurs sur 22), la Belgique se qualifie donc pour sa première phase finale de Coupe du monde depuis douze ans. Au premier tour, elle hérite d'un groupe équilibré et dispute le match d'ouverture contre les champions du monde argentins. Les Belges créent la sensation en s'imposant (1-0), sur un but d'Erwin Vandenbergh,. Ils remportent leur deuxième rencontre face au Salvador également (1-0), puis partagent contre la Hongrie (1-1),. Grâce à ces résultats, la Belgique termine en tête de sa poule et franchit un tour pour la première fois de son histoire. Pour la suite, elle hérite de la Pologne et de l'URSS. L'équipe perd ses deux rencontres, respectivement (0-3) et (0-1), et est éliminée.
Chose assez rare, les Diables Rouges doivent aligner leurs trois gardiens durant la compétition. Le titulaire à ce poste, Jean-Marie Pfaff, se blesse après le premier tour et est remplacé par Theo Custers. Ce dernier ne dispute qu'une rencontre et se blesse à son tour. C'est ensuite Jacky Munaron, troisième gardien du noyau, qui joue le dernier match contre l'URSS.
Après le mondial, plusieurs cadres de l'équipe prennent leur retraite internationale, parmi lesquels Wilfried Van Moer et les frères Luc et Marc Millecamps. Leurs remplaçants les font vite oublier et entament les éliminatoires de l'Euro 1984 par quatre victoires en quatre rencontres, des résultats qui leur permettent d'assurer leur qualification alors qu'il reste encore deux rencontres à jouer. Celles-ci se solderont par un partage puis une défaite.
En phase finale, les Diables Rouges font figure d'outsider et tombent dans un groupe à leur portée avec la France, pays hôte et favori de la compétition, la Yougoslavie et le Danemark, qualifié surprise dont c'est seulement la deuxième grande compétition internationale, vingt ans après l'Euro 1964. Les Belges commencent bien le tournoi en s'imposant (2-0) contre la Yougoslavie puis subissent une défaite cinglante (5-0) contre la France, avec un triplé de Michel Platini. Le dernier match contre le Danemark est décisif. La Belgique mène (0-2) après 39 minutes mais se fait rejoindre puis dépasser, les Danois l'emportant finalement (3-2),.

Équipes de départ de la demi-finale de la Coupe du monde 1986 Argentine-Belgique.

Après cet Euro 1984 décevant, la Belgique entame plutôt mal les qualifications pour la Coupe du monde 1986 avec une défaite en Albanie (0-2) et un partage en Grèce (0-0). L'équipe se reprend sur la fin des éliminatoires et termine deuxième du groupe, une position qui la pousse aux barrages contre les Pays-Bas. Les Diables Rouges gagnent le match aller à Bruxelles (1-0). Lors du retour, ils tiennent le 0-0 pendant une heure puis encaissent deux buts en moins de quinze minutes. À la 85e, le défenseur Georges Grün inscrit un but de la tête qui qualifie les Belges (1-2). Pour la deuxième fois consécutive, les « Oranje » sont éliminés d'une Coupe du monde par leurs voisins.
En phase finale, la Belgique retrouve le Mexique, à nouveau le pays-hôte de la compétition, le Paraguay et l'Irak. Sur le papier, le groupe est plus qu'abordable pour les Belges mais une défaite d'entrée (1-2) face au Mexique et des dissensions internes font craindre une élimination précoce. Les joueurs parviennent toutefois à se qualifier comme meilleur troisième après une victoire poussive (2-1) contre l'Irak et un partage (2-2) face au Paraguay,.
En huitième de finale, la Belgique est opposée à l'un des favoris de la compétition, l'URSS. Les Soviétiques prennent deux fois l'avance mais les Belges parviennent à chaque fois à égaliser, et prennent ensuite deux buts d'avance durant les prolongations, le dernier but des Russes ne changeant rien au résultat final (3-4). En quart de finale, la Belgique affronte l'Espagne et ouvre le score en première mi-temps. Les Espagnols égalisent à cinq minutes du terme (1-1) puis les Belges s'imposent aux tirs au but (5-4). L'aventure des Diables Rouges s'arrête en demi-finale face à l'Argentine de Diego Maradona, auteur des deux buts du match (0-2). Dans la petite finale, les joueurs belges sont à nouveau battus, après prolongations, par la France (4-2),. Cette quatrième place finale fut longtemps le meilleur résultat de l'équipe nationale belge en Coupe du monde, jusqu'à leur troisième place en 2018. Le meneur de jeu Enzo Scifo est nommé meilleur jeune joueur du tournoi par la FIFA, il disputera quatre Coupe du monde consécutives tout comme Franky Van der Elst (tous deux en 1986, 1990, 1994 et 1998) et Marc Wilmots (en 1990, 1994, 1998 et 2002).

### Trois fois en Coupe du monde, jamais à l'Euro (1986-1999)
Quelques mois après le mondial mexicain, débutent les éliminatoires de l'Euro 1988. La Belgique tient son rang jusqu'à deux défaites (2-0) en fin de campagne, en Bulgarie et en Écosse, qui la privent d'une nouvelle participation au championnat d'Europe. L'équipe se lance ensuite dans les qualifications pour la Coupe du monde 1990 et termine en tête de son groupe avec quatre victoires et quatre partages. En phase finale, les Diables Rouges enlèvent deux victoires sur la Corée du Sud (2-0) et l'Uruguay (3-1) puis concèdent une défaite sans conséquence face à l'Espagne (1-2). En huitième de finale face à l'Angleterre, ils dominent largement et se créent plusieurs occasions franches mais, sans réussite, sont finalement éliminés sur un but inscrit à une minute de la fin de la prolongation par David Platt (0-1),.
La sélection belge renouvelle son effectif à l'entame des éliminatoires de l'Euro 1992. Dans un groupe difficile comprenant notamment les champions du monde allemands, la Belgique termine troisième et est éliminée. Après un bref interim effectué par Walter Meeuws, désigné comme son successeur par la fédération, Guy Thys, le sélectionneur emblématique de l'équipe depuis 1976, décide de prendre sa retraite de manière définitive et passe le relais à l'ancien international Paul Van Himst.
Sous la conduite de Van Himst, les Belges terminent en tête de leur groupe de qualification pour la Coupe du monde 1994, à égalité avec la Roumanie. Durant sa préparation, la Belgique signe la plus large victoire de son histoire jusqu'alors en s'imposant (9-0) face à la Zambie, Josip Weber inscrivant cinq buts au cours du match. Grâce à leurs bonnes performances lors des éditions précédentes, ils héritent du statut de tête de série pour la phase finale aux États-Unis. Les Diables Rouges entament la compétition par deux victoires, sur le Maroc (1-0) et les Pays-Bas (1-0), grâce notamment à Michel Preud'homme, élu meilleur gardien de but du tournoi. Ils se font pourtant surprendre lors de leur dernier match contre l'Arabie saoudite (0-1) et terminent 3e, à la différence de buts. Ils héritent en huitième de finale de l'Allemagne, tenante du titre, et s'inclinent (3-2), face à leur « bête noire ».
En qualifications de l'Euro 1996, la Belgique se retrouve versée dans un groupe difficile et finit troisième, derrière l'Espagne et le Danemark, qualifiés. Cette élimination coûte sa place à Paul Van Himst qui est remplacé par l'ancien meneur de jeu de l'équipe durant les années 1970, Wilfried Van Moer. Ce dernier débute les éliminatoires de la Coupe du monde 1998 par deux victoires poussives contre la Turquie (2-1) et à Saint-Marin (3-0), suivies par une défaite cinglante (0-3) à domicile face aux Pays-Bas qui lui vaut d'être directement licencié. La Fédération belge engage Georges Leekens pour lui succéder, ce dernier parvenant à redresser la barre et à qualifier le pays pour la phase finale de la compétition après un barrage victorieux contre l'Irlande (1-1) et (2-1).
Malgré une préparation encourageante, les Diables Rouges sont éliminés au premier tour de la Coupe du monde en France après avoir concédé trois partages face aux Pays-Bas (0-0), au Mexique (2-2) et à la Corée du Sud (1-1). De plus, des dissensions internes entre l'entraîneur et certains cadres de l'équipe dont Enzo Scifo sont rendues publiques et rendent la position du sélectionneur délicate. Après un an de matchs amicaux en demi-teinte, Leekens est finalement démis de ses fonctions en août 1999 à la suite d'une défaite à domicile (3-4) contre la Finlande.

### La déception de l'Euro à domicile, un beau Mondial puis le déclin (1999-2010)
Un an avant l'Euro 2000, que la Belgique co-organise avec les Pays-Bas, Robert Waseige est nommé sélectionneur de l'équipe nationale. Ses premiers résultats rassurent, rendant les joueurs, la presse et les supporters enthousiastes. Les Belges entament le tournoi par une victoire sur la Suède (2-1), puis s'inclinent contre l'Italie après avoir dominé la rencontre (0-2). La qualification se joue lors du dernier match contre la Turquie, face à laquelle ils peuvent se contenter d'un partage pour accéder aux quarts de finale. Les Diables Rouges concèdent un but juste avant la mi-temps à la suite d'une erreur de leur gardien Filip De Wilde. Les joueurs belges tentent d'égaliser mais encaissent un second but en contre-attaque et sont éliminés de la compétition dès le premier tour, devenant la première équipe d'un pays organisateur à réaliser cette contre-performance,.

Équipes de départ du huitième de finale de la Coupe du monde 2002 Brésil-Belgique.

Après cette déception, les Diables commencent les qualifications pour la Coupe du monde 2002. Lors de la troisième rencontre de ces éliminatoires, la Belgique signe sa seconde victoire la plus large (10-1) contre Saint-Marin
. Le match suivant, en Écosse, est un tournant dans ces qualifications. Menés 2-0 à la mi-temps et réduits à dix, les Belges arrachent l'égalisation dans les arrêts de jeu grâce au jeune défenseur Daniel Van Buyten. Suivent ensuite trois victoires consécutives qui placent l'équipe belge en tête de son groupe avant la dernière rencontre, un déplacement en Croatie. Les Belges tiennent le nul jusqu'à un quart d'heure du terme, mais un but d'Alen Bokšić qualifie les Croates (1-0) et envoie la Belgique vers les barrages. Elle y est opposée à la Tchéquie. À dix contre onze, les Diables Rouges remportent le match aller à Bruxelles (1-0). Au retour, ils résistent au pressing des coéquipiers de Pavel Nedvěd et assurent finalement leur qualification (0-1) grâce à un pénalty transformé en toute fin de match par le capitaine Marc Wilmots.
La Belgique commence le tournoi par un match nul encourageant contre le Japon (2-2), un des deux pays organisateurs de la compétition, suivi d'un autre plus inquiétant contre la Tunisie (1-1). Elle remporte néanmoins le match décisif contre la Russie (3-2) et se qualifie pour les huitièmes de finale. Opposée au Brésil, favori de la compétition et futur vainqueur, la Belgique fait jeu égal avec son adversaire. Marc Wilmots pense inscrire le premier but du match mais celui-ci est injustement annulé par l'arbitre Peter Prendergast. Les Belges s'inclinent en fin de match (2-0) et sont éliminés,,. Wilmots est cité par la FIFA dans l'équipe-type du tournoi.
Waseige parti au Standard de Liège, le poste de sélectionneur est confié à Aimé Anthuenis, entraîneur à succès d'Anderlecht. Son mandat débute difficilement, avec deux cinglantes défaites, à domicile contre la Bulgarie (0-2) puis en Croatie (4-0), au cours des éliminatoires de l'Euro 2004. La Belgique termine son parcours de meilleure manière mais échoue à la 3e place du groupe. Malgré cet échec, Aimé Anthuenis est confirmé à son poste pour les qualifications pour la Coupe du monde 2006. Le début de ces éliminatoires est catastrophique avec un partage 1-1 contre la Lituanie puis deux défaites (0-2) à domicile, contre l'Espagne et contre la Serbie-et-Monténégro. Les victoires contre la Bosnie-Herzégovine à domicile (4-1) et face à Saint-Marin (1-2 et 8-0) seront les seules de la Belgique dans ce groupe. Les Diables Rouges terminent à la quatrième place et ne participent pas à la Coupe du monde pour la première fois depuis 1978, provoquant la colère des médias,.

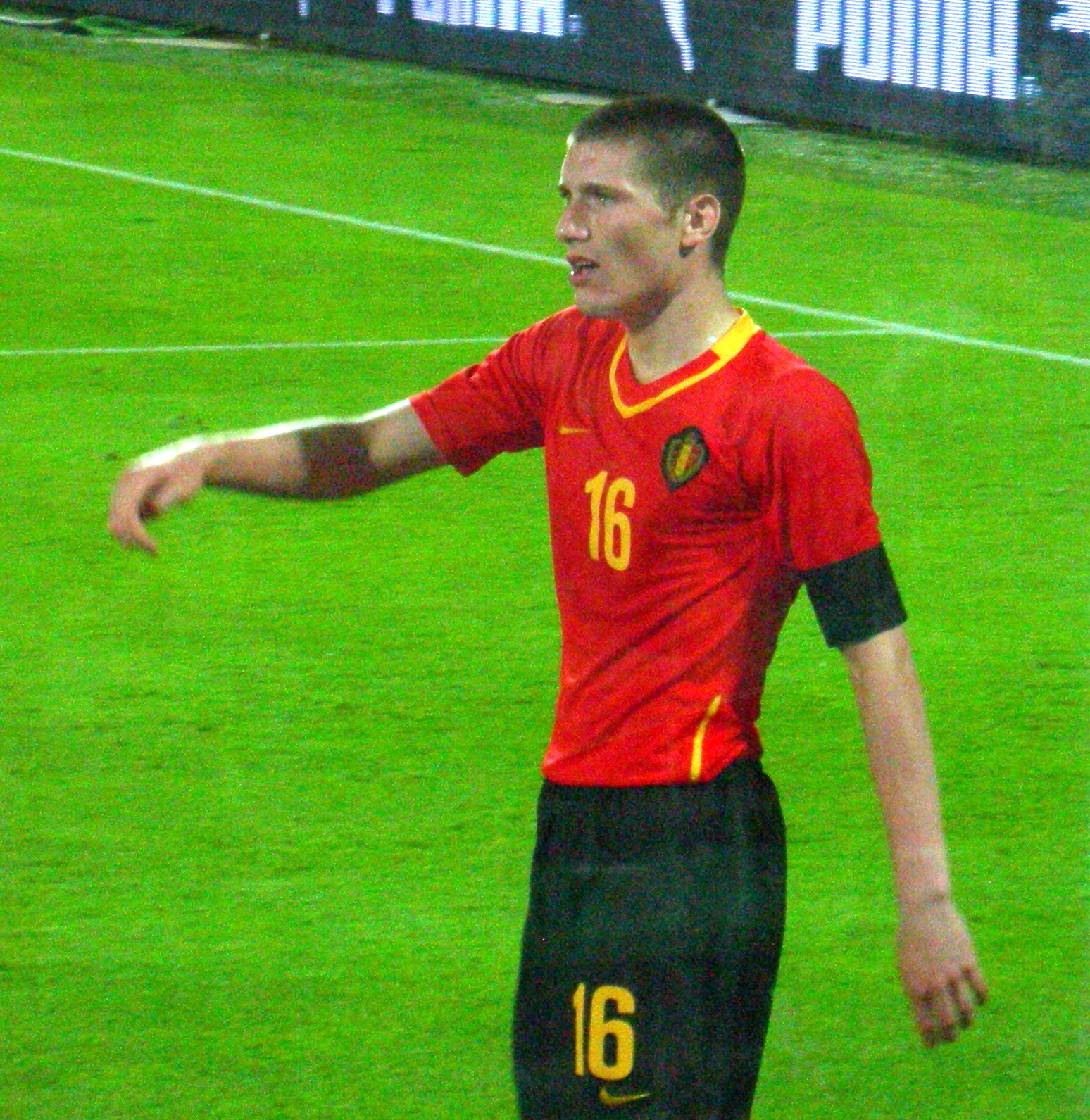
Sébastien Pocognoli lors du match Italie-Belgique en mai 2008.

Cette nouvelle déconvenue conduit à la démission d'Anthuenis. L'Union belge le remplace par René Vandereycken, pilier des Diables Rouges dans les années 1980, avec comme objectif de qualifier la Belgique pour l'Euro 2008. Mais dès l'entame des éliminatoires, les résultats ne sont pas à la hauteur des attentes, avec notamment un nul à domicile contre le Kazakhstan en ouverture, puis deux défaites (4-0 et 1-2) face au Portugal et des revers en Serbie, face à la Pologne à domicile et en Finlande (1-0, 0-1 puis 2-0). Elles entérinent rapidement l'élimination de la Belgique, qui finit cinquième de son groupe. En juin 2007, la Belgique apparaît à la 71e place du classement FIFA, sa plus mauvaise position depuis la création de ce classement en 1993. Dans l’ombre de l’équipe A, une nouvelle génération de jeunes joueurs atteint cependant les demi-finales du Championnat d'Europe espoirs en juin 2007, décrochant ainsi un ticket pour les Jeux olympiques pour la première fois depuis 1928. L’équipe belge espoirs atteindra les demi-finales du tournoi olympique en août 2008, avec une défense composée notamment de Vincent Kompany, Thomas Vermaelen et Jan Vertonghen, et un milieu de terrain où Marouane Fellaini et Mousa Dembélé impressionnent.
Malgré la campagne catastrophique de l’équipe A pour les qualifications de l’Euro 2008, le contrat de Vandereycken est prolongé pour deux ans par la fédération nationale. Il change néanmoins d'adjoint, Franky Vercauteren remplaçant Stéphane Demol. Les matchs amicaux du premier semestre 2008 ne sont guère encourageants mais l'équipe parvient tout de même à redresser la barre à l'entame des qualifications pour la Coupe du monde 2010, signant deux victoires (3-2 et 2-0) contre les modestes équipes d'Estonie et d'Arménie, un bon partage (1-1) en Turquie et ne s'inclinant que dans les dernières minutes (1-2) face à l'Espagne, championne d'Europe en titre. Les espoirs de qualification pour le mondial sud-africain sont réduits à néant après deux défaites (2-4 et 2-1) en une semaine contre la Bosnie-Herzégovine. Ces contre-performances poussent l'URBSFA à licencier le sélectionneur le 7 avril 2009. Son adjoint, Franky Vercauteren, est chargé de l’intérim en attendant l'arrivée de son successeur désigné, le Néerlandais Dick Advocaat, en contrat avec le Zénith Saint-Pétersbourg jusqu'en décembre. Les résultats ne s'améliorent pas et après une défaite humiliante (2-1) en Arménie, Vercauteren remet sa démission. Dans le même temps, Advocaat est libéré par son club et peut entrer immédiatement en fonction à la tête des Diables Rouges. Une première polémique survient quand, en décembre, le sélectionneur s'engage également avec le club néerlandais d'AZ Alkmaar, une double-casquette finalement acceptée par l'Union belge, l'équipe nationale ne devant disputer que deux rencontres amicales d'ici le début des qualifications pour l'Euro 2012. Malgré cette largesse, le 15 avril 2010, il annonce au président de la fédération belge son intention de quitter son poste pour… prendre en main la sélection de Russie.

### L'émergence d'une nouvelle génération dorée (2010-2015)

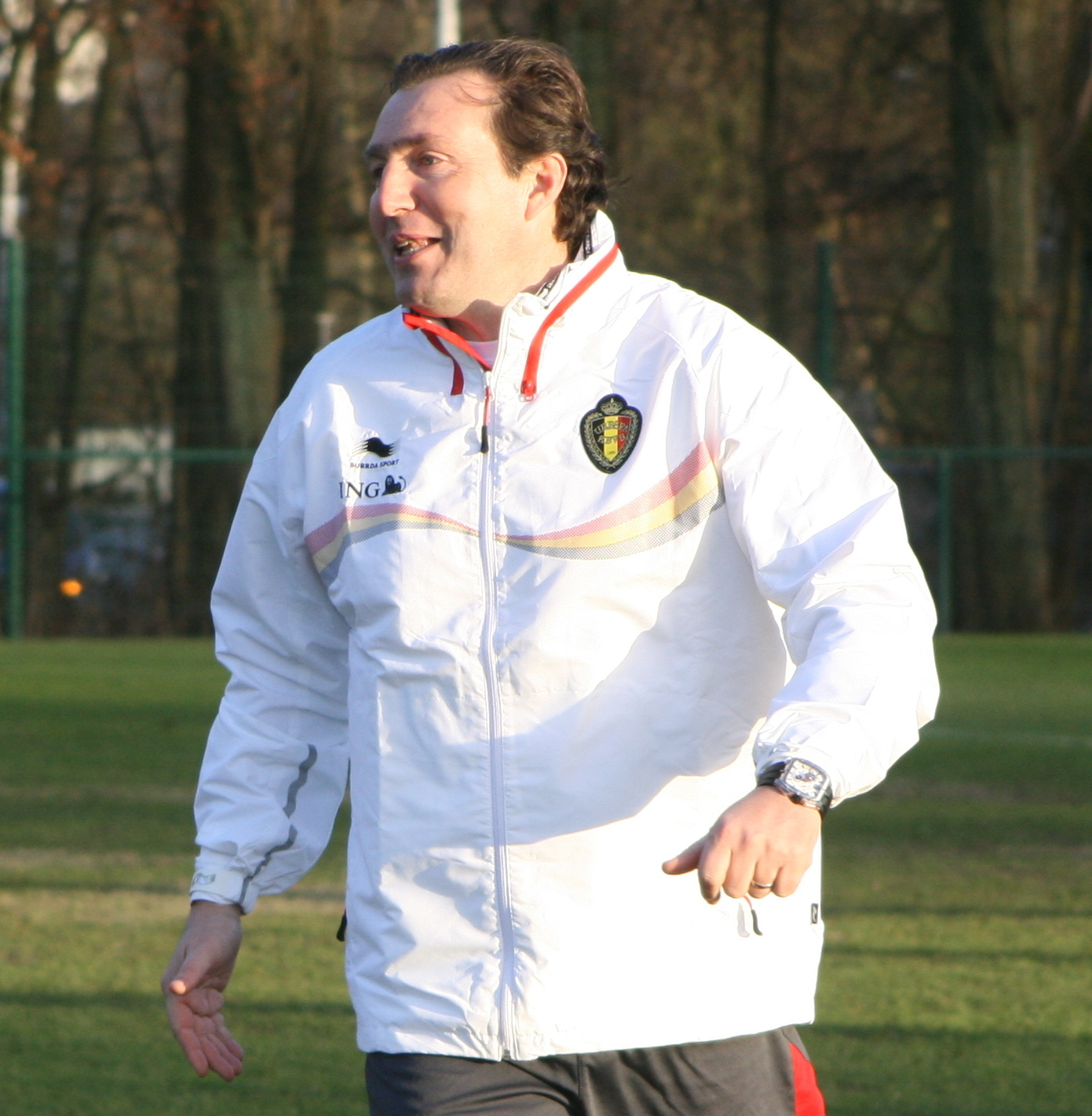
Marc Wilmots, sélectionneur entre 2010 et 2016.

Parmi les candidats, la fédération belge décide de nommer Georges Leekens, onze ans après son licenciement, avec Marc Wilmots pour adjoint. Les premiers matchs amicaux sont encourageants. Néanmoins la campagne de qualification démarre mal avec deux défaites contre l'Allemagne (0-1) à domicile et (3-2) en Turquie, suivies d'un spectaculaire 4-4 à domicile contre l'Autriche. L'équipe revient dans la course à la deuxième place mais concède ensuite deux partages (1-1) contre les Turcs et l'Azerbaïdjan, scellant son élimination. Le jeu proposé est encourageant mais l'équipe belge, qui compte dans ses rangs des jeunes joueurs talentueux comme Eden Hazard, Axel Witsel, Marouane Fellaini, Steven Defour ou Kevin De Bruyne, manque de maturité à des moments cruciaux, ce qui lui coûte des points précieux.
Le 13 mai 2012, Leekens annonce qu'il quitte son poste pour le Club de Bruges qui double son salaire. Marc Wilmots assure l'intérim avant d'être confirmé comme sélectionneur en vue de la Coupe du monde 2014 au Brésil. Ce changement coïncide avec des résultats en progression et provoque un engouement parmi les supporters, qui remplissent le Stade Roi Baudouin à chaque rencontre. Les éliminatoires de la Coupe du monde 2014 sont une réussite pour la Belgique, qui termine en tête de son groupe. La qualification est assurée le 11 octobre 2013 grâce à une victoire 1-2 en Croatie, son dauphin. Ces bonnes prestations permettent à la Belgique de remonter au classement FIFA : cinquième place à la sortie des éliminatoires, la position la plus haute qu'elle ait alors jamais atteinte, l'équipe nationale est en tête de série lors du tirage au sort des groupes de la phase finale de l'épreuve.

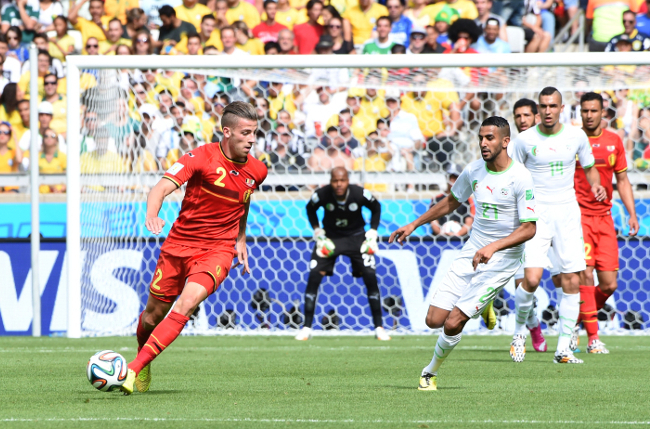
La Belgique (en rouge) contre l'Algérie à Belo Horizonte durant la Coupe du monde 2014.

Les matchs amicaux de préparation sont dans un premier temps décevants: une défaite 0-2 contre la Colombie, suivie d'une autre contre le Japon (2-3) et d'un nul contre la Côte d'Ivoire (2-2). Les trois suivants sont plus encourageants, avec trois victoires successives contre le Luxembourg (5-1), la Suède (2-0) et la Tunisie (1-0).
Malgré un niveau de jeu qualifié de décevant par une partie de la presse, la Belgique passe le premier tour après trois victoires contre l'Algérie (2-1, après avoir été menée 0-1), la Russie (1-0, grâce à un but à la 88e minute) et la Corée du Sud (1-0),. Se basant sur une défense solide, les Diables peinent à marquer, le faisant à chaque fois en deuxième mi-temps. Ils affrontent les États-Unis en huitième de finale. Ils dominent mais doivent attendre les prolongations pour marquer deux buts par Kevin De Bruyne et Romelu Lukaku. Le score final est de 2-1, et ils atteignent les quarts de finale pour la deuxième fois depuis 1986. Les Belges jouent contre l'Argentine. Ils encaissent un but dès la 8e minute et n'arrivent pas à revenir. Le score reste donc de 1-0 et la Belgique est éliminée de la compétition,.
En juin 2015, à mi-chemin des éliminatoires du Championnat d'Europe 2016, la sélection se présente comme la deuxième meilleure nation mondiale de football, selon le classement FIFA qui en fait l'équipe la plus forte derrière l'Allemagne.
Le 10 octobre 2015, les Diables Rouges valident leur ticket pour « Le Rendez-Vous » du Championnat d'Europe 2016, soit le second grand tournoi de rang de l'actuelle « génération dorée », sur une victoire en Andorre (1-4) en ne concédant qu'un match nul à domicile (0-0) et une seule défaite à Cardiff (1-0) face à leur dauphin, le Pays de Galles de Gareth Bale, ainsi qu'un partage contre la Bosnie-Herzégovine à Zenica (1-1). Une dernière victoire à domicile contre Israël (3-1) pour le prestige lors de l'ultime match des qualifications, le 13 octobre 2015, leur assure à la fois la première place de leur groupe et le statut de tête de série lors de la phase finale, et leur permet d'accéder le 5 novembre 2015 à la première place du classement mondial de la FIFA. La Belgique devient ainsi la huitième nation à atteindre la plus haute marche du podium.

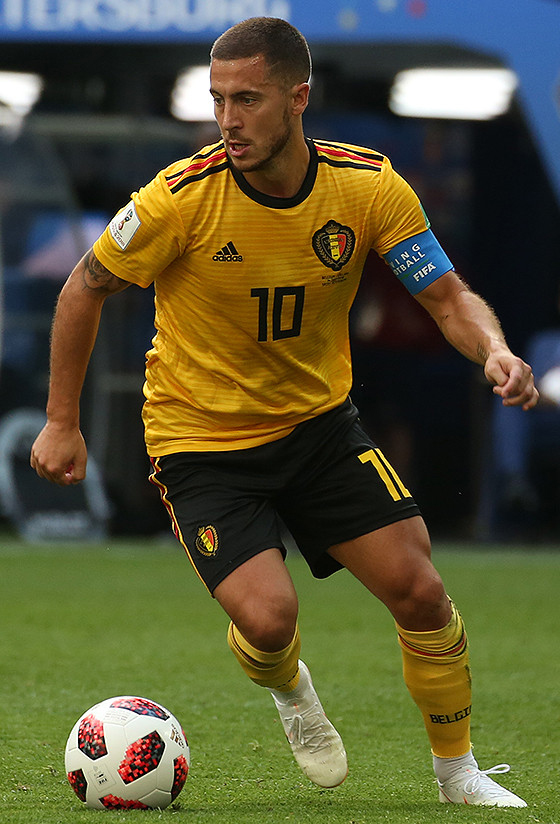
Eden Hazard, joueur phare et capitaine de la génération dorée.

### La difficulté à confirmer (2016-2017)
Les matchs amicaux de préparation au Championnat d'Europe de football 2016 sont irréguliers. Une défaite au Portugal (2-1) avec une équipe largement remaniée, une victoire convaincante en Suisse (1-2), un nul inquiétant à domicile face à la Finlande (1-1) et une victoire poussive contre la Norvège (3-2) laissent apparaître une défense fébrile, remaniée en l'absence de plusieurs forfaits pour blessure, notamment celui du capitaine Vincent Kompany.
La Belgique rate son match d'entrée à l'Euro contre une Italie beaucoup plus réaliste (0-2). Elle se reprend ensuite et se qualifie pour les huitièmes de finale en battant d'abord sèchement l'Irlande (3-0), grâce à deux buts de Romelu Lukaku et un but de Axel Witsel, puis la Suède (1-0) après un match très engagé et indécis. Elle surclasse et écarte ensuite la Hongrie (4-0), un score historique pour les Belges à ce stade de la compétition et par la même occasion le plus important du tournoi, et retrouve en quarts de finale le Pays de Galles, dont elle avait déjà croisé la route en qualifications. Les Diables Rouges, qui n'avaient récolté qu'un seul point sur six lors de cette double confrontation, doivent s'incliner une nouvelle fois (3-1), après avoir néanmoins réussi à ouvrir la marque à la 13e minute, et sont éliminés d'un tournoi pour lequel ils avaient pourtant été classés parmi les favoris à la victoire finale. À la suite de ce résultat considéré comme décevant, la fédération nationale licencie l'entraîneur Marc Wilmots deux semaines plus tard.
Roberto Martínez est nommé comme successeur de Wilmots le 3 août 2016 et celui-ci se distingue rapidement par le choix marquant de l'ex-international français Thierry Henry au sein de son staff. La première rencontre de l'ère Martinez se solde par une défaite (0-2) à domicile et en amical, face à son pays d'origine, l'Espagne, le 1er septembre 2016. Un match au cours duquel les Diables Rouges ont été privés de ballon et ridiculisés face à une Roja revancharde après un Euro considéré comme manqué, les joueurs belges sont d'ailleurs sortis sous les sifflets d'un public qui n'a pas reconnu son équipe. Cependant, la sélection belge et son staff reprennent du poil de la bête et démarrent en trombe la phase qualificative de la Coupe du monde 2018, alignant quatre victoires et inscrivant 21 goals contre 1 seul encaissé en seulement quatre rencontres, respectivement à Chypre (0-3), contre la Bosnie-Herzégovine à Bruxelles (4-0), à Loulé face à Gibraltar (0-6) et en écrasant à domicile l'Estonie (8-1), signant par la même occasion le troisième plus gros score en matches officiels, juste après un match nul insipide à Amsterdam en amical face aux Pays-Bas (1-1). L'enthousiasme s'éteint un peu début 2017 après que les Belges enchaînent deux partages décevants, contre la Grèce (1-1) à domicile dans le cadre des éliminatoires de la Coupe du monde et face à la Russie à Sotchi en amical (3-3), avant de s'imposer (2-1) mais sans convaincre à Bruxelles face à la Tchéquie dans une rencontre amicale initialement classée non officielle,,. À la suite de ces prestations plutôt frigides, les Diables tentent de renouer avec le succès lors du match retour face à l'Estonie à Tallinn. Malgré une victoire (0-2) face à des Estoniens combatifs, l'équipe belge ne parvient pas à se réconcilier avec ses fans. Toutefois, l'occasion leur sera donnée deux mois plus tard, lors du match retour face à Gibraltar à Sclessin. Lors de cette rencontre, les Belges pulvérisent littéralement les joueurs du territoire britannique d'outre-mer (9-0), égalant ainsi leur plus large victoire pour la seconde fois. Ils sécurisent ensuite leur participation à leur 13e Coupe du monde face à la Grèce (1-2) trois jours plus tard en inscrivant deux buts en cinq minutes dans un match excessivement fermé et défensif dans le chef des Grecs. Deux ultimes victoires face à la Bosnie-Herzégovine (3-4) à Sarajevo et contre Chypre (4-0) à domicile permettent à la Belgique d'égaler le record de buts inscrits lors d'une seule et même phase de qualification détenu par l'Allemagne (43 buts) et de figurer parmi les têtes de série pour le tirage au sort de la phase finale. Jan Vertonghen fut honoré avant la rencontre face à Chypre pour sa 97e sélection pour les Diables, battant ainsi le précédent record de Jan Ceulemans. D’autre part, Eden Hazard, capitaine attitré en l’absence de Vincent Kompany, a spontanément offert le brassard à Vertonghen pour l’occasion. Deux rencontres amicales, un nul à Bruxelles face au Mexique (3-3) et une courte victoire à Bruges contre les Samouraïs Bleus du Japon (1-0) clôturent l'année 2017 sans convaincre les observateurs, voire en décevant les médias étrangers qui attendent enfin la confirmation de cette myriade de stars qui composent les Diables Rouges à cet instant.

### Retour sur le devant de la scène (2018-2019)

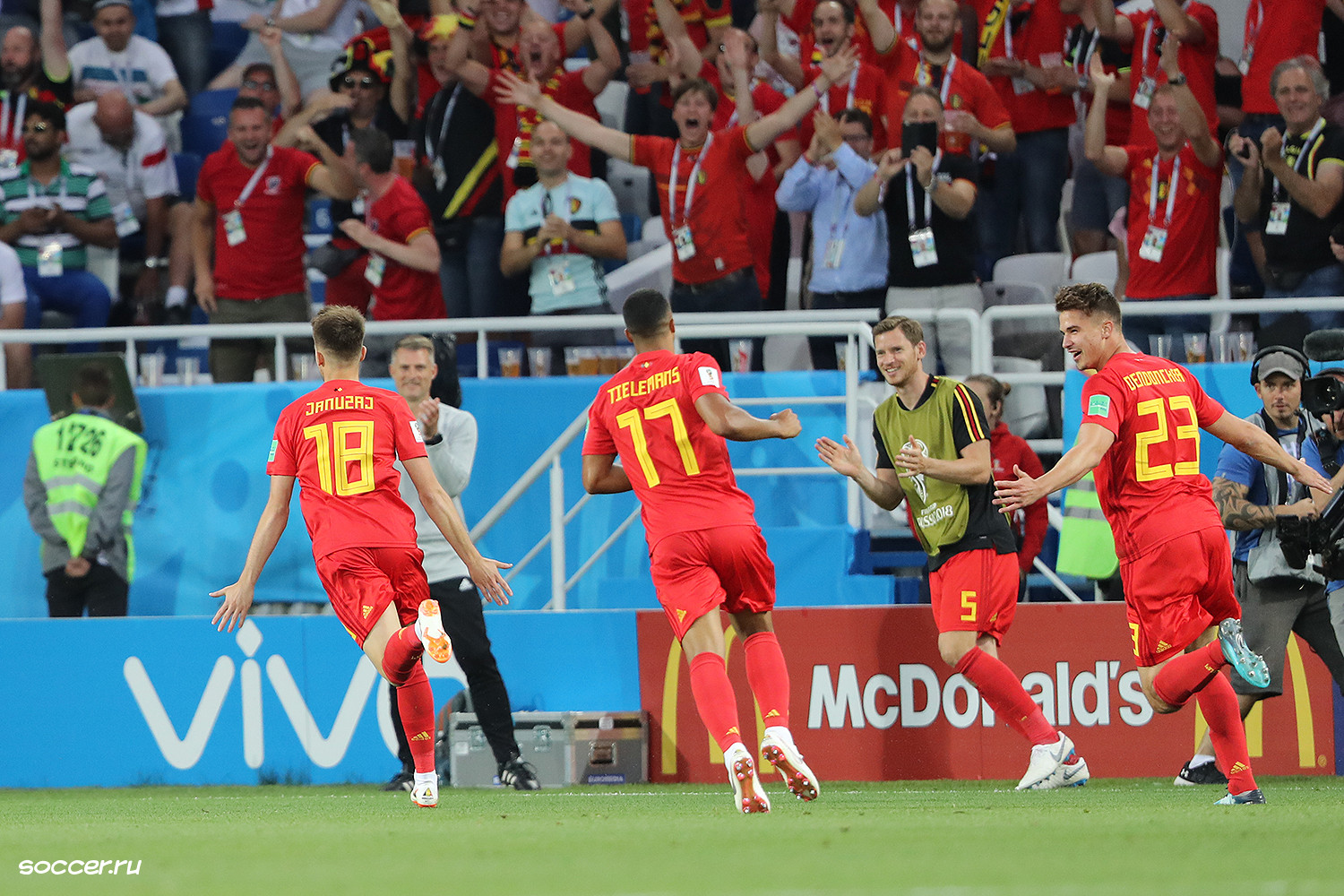
Adnan Januzaj (à gauche) inscrit l'unique but face à l'Angleterre (1-0), le 28 juin 2018, lors de la Coupe du monde en Russie.

Les Diables Rouges commencent leur campagne de préparation à la Coupe du monde en Russie par une large victoire, sans grand effort, face à l'Arabie saoudite (4-0), grâce notamment à un doublé de Romelu Lukaku qui en profite pour égaler à ce moment le record de buts en sélections détenu conjointement par Bernard Voorhoof et Paul Van Himst, avant de partager l'enjeu sur un nul blanc (0-0) face au Portugal, champion d'Europe en titre, sans toutefois totalement convaincre. Si le début de match est à l'avantage de la Belgique, la Seleção prend les rênes de la rencontre en fin de première période après avoir endormi les Diables Rouges et le repos vient à point nommé pour des Belges dépassés chez qui l'absence d'Axel Witsel se fait cruellement ressentir. Pas pleinement satisfait, Roberto Martínez opère quatre changements qui rétablissent l'équilibre et la partie se termine dans un faux rythme sur un score vierge qui n'enthousiasme pas les spectateurs. Au lendemain de la divulgation de la liste officielle des 23 joueurs sélectionnés pour la Russie, la Belgique s'offre une belle victoire dans les chiffres et dans la manière face à l'Égypte (3-0), orpheline il est vrai de son meilleur joueur Mohamed Salah, avant de punir le Costa Rica (4-1), alors que les Ticos étaient pourtant parvenus à ouvrir la marque avant de sombrer par la suite. Lukaku inscrit trois nouveaux buts à l'occasion de ces deux rencontres et devient dès lors seul meilleur buteur de l'histoire de l'équipe nationale de belge. C'est donc en pleine confiance que les Diables Rouges s'envolent pour leur 13e tournoi planétaire.

Équipes de départ de la petite finale de la Coupe du monde 2018 Angleterre-Belgique.

Dans une compétition où la plupart des favoris se sont fait surprendre d'entrée de jeu, la Belgique ne tombe pas dans le piège du premier match et s'impose largement face au Panama (3-0),. Courageux et résistants en première mi-temps à l'occasion de leur toute première participation à la Coupe du monde, les Panaméens s'effondrent ensuite face à la supériorité technique et la vitesse d'exécution de leurs adversaires. Toutefois la défense belge laisse entrevoir des lacunes. La Tunisie va les exploiter à deux reprises dans la rencontre suivante, ce qui n'empêche pas les Diables Rouges de battre largement l'équipe maghrébine (5-2), signant le second plus gros score du tournoi grâce, entre autres, à deux doublés d'Eden Hazard et de Romelu Lukaku. Anglais et Belges ayant tous deux remporté leurs deux premières rencontres, leur face à face a dès lors comme seul enjeu la première place du groupe, garantissant un huitième de finale en théorie plus abordable dans une moitié de tableau à priori plus forte. Les entraîneurs respectifs remanient fondamentalement leurs effectifs et l'équipe belge qui se présente à l'Angleterre ne contient pas moins de neuf joueurs différents par rapport aux compositions précédentes. Néanmoins, les Diables Rouges jouent le coup à fond et surprennent (1-0), pour la première fois depuis 1936 et grâce à un bijou d'Adnan Januzaj, des britanniques calculateurs et hésitants qui se retrouvent confrontés à la Colombie au tour suivant alors que les Belges se voient opposés au Japon. Avec ce premier tour pleinement réussi, la Belgique confirme figurer parmi les favoris
À l'image des deux précédentes confrontations entre les deux nations, les Samouraïs Bleus défendent crânement leur chance et déroutent la Belgique par leur jeu rapide et technique, faisant exploser la défense tricolore et menant 2-0 en l’espace de cinq minutes en début de seconde période. Cependant, le Japon qui affiche un jeu très ouvert et offensif, ne se replie pas suffisamment en défense et laisse beaucoup d'espaces aux Diables Rouges, qui profitent de cette naïveté nippone,, ainsi que de leur supériorité sur le plan physique et athlétique pour renverser la vapeur et finir par l'emporter (3-2), à l'ultime minute d'un match devenu complètement fou, une telle remontée au score n'ayant plus eu lieu en phase à élimination directe de Coupe du monde depuis l'édition 1970. Les Belges rencontrent ensuite l'un des favoris à la victoire finale, le Brésil, en quarts de finale et s'imposent contre toute attente (2-1), impressionnants tactiquement et physiquement, extrêmement efficaces et solides défensivement tout en bénéficiant d'un brin de chance, de la classe de leur gardien de but Thibaut Courtois et de la maladresse des Auriverde dans la zone de vérité. La France se dresse sur la route des Diables Rouges en demi-finale, niveau qu'ils n'ont plus jamais atteint depuis 1986, et Les Bleus, qui affichent un style de jeu opposé à celui du Japon en se basant avant tout sur une défense rigoureuse, la possession laissée à l'adversaire et des contre-attaques rapides (ce qui a suscité des critiques de certains joueurs belges sur le style de jeu français), s'imposent par le plus petit écart (1-0). Motivés à la fois par le parcours exceptionnel effectué, par l'occasion de faire mieux que leurs aînés et par le fait d'être opposés pour la deuxième fois en quinze jours à l'Angleterre, où évoluent la plupart des éléments belges dont beaucoup sont coéquipiers en club de plusieurs joueurs parmi les Britanniques, les Diables Rouges battent les Anglais pour la seconde fois (2-0) dans la petite finale et terminent troisièmes, le meilleur résultat jamais atteint par la Belgique jusqu'alors en Coupe du monde. Eden Hazard figure dans l'équipe-type du tournoi selon la FIFA à l'inverse de Thibaut Courtois, pourtant élu meilleur gardien de but de la compétition, au profit du français Hugo Lloris.
La Belgique entame la toute nouvelle Ligue des nations de la meilleure des manières en battant les Vikings (0-3) en Islande et semble ensuite en mesure de se qualifier aisément pour le Final Four en prenant la mesure de son plus sérieux concurrent, la Suisse, à domicile (2-1) avant de défaire une seconde fois les Islandais (2-0) à Bruxelles. Au moment de rencontrer les Suisses pour le match retour à Lucerne, les Diables Rouges comptent le même nombre de points que les Helvètes mais une rencontre de moins, dès lors un partage leur suffit à décrocher la qualification pour les demi-finales, seule une défaite avec minimum deux buts d'écart les en priverait. Après 17 minutes de jeu, la Belgique mène au score (0-2) avant de se faire remonter puis dépasser… et éliminer (5-2) dans ce qui devient la plus large défaite des Belges depuis 2009, pire, les Diables Rouges ne s'étaient plus inclinés en cédant un avantage de deux buts depuis 2002 en amical et l'Euro 1984 lors d'un match à enjeu ! Les résultats de la Belgique lui permettent toutefois d'être assurée de la 5e place de la compétition, et dès lors du maintien en Ligue A, une bien maigre consolation pour une formation devenue avide de reconnaissance et de trophées.

### Leader mondial mais sans trophée (2019-2021)
L'équipe belge est la première à assurer sa qualification lors des éliminatoires pour l'Euro 2020 grâce à un carton à domicile face à Saint-Marin (9-0), en égalant au passage sa plus large victoire de l'histoire pour la troisième fois, et après avoir enchaîné sept victoires en sept rencontres. Les Belges se sont en effet auparavant imposés à domicile face à la Russie (3-1), en déplacement à Chypre (0-2), à domicile contre le Kazakhstan (3-0) et l'Écosse (3-0) et à l'extérieur à Saint-Marin (0-4) et en Écosse (0-4). Les Diables Rouges clôturent leur campagne qualificative avec trois nouvelles victoires au Kazakhstan (0-2), en Russie (1-4) et à domicile face à Chypre (6-1) signant un bilan parfait de 30 points et 10 victoires en 10 rencontres.
La pandémie de Covid-19 interrompt toutes les compétitions nationales et internationales pendant les premiers mois de 2020 et, face à la crise sanitaire, l'UEFA décide de reporter la phase finale du Championnat d'Europe en 2021. Dans le même temps, la première édition du Qatar Airways International Tournament, un lucratif tournoi amical que la Belgique devait disputer au Qatar fin mars en guise de préparation à l'Euro en compagnie de la Croatie, de la Suisse et du Portugal, est annulée.
C'est donc après une longue période d'inactivité que l'équipe belge retrouve les pelouses et démarre la nouvelle édition de la Ligue des nations par deux victoires face au Danemark à Copenhague (0-2) et à l'Islande (5-1) à domicile. Les groupes étant passés de trois à quatre participants, le tirage au sort avait également désigné l'Angleterre comme adversaire des Belges, les Three Lions défaits à deux reprises par ceux-ci lors de la Coupe du monde, prennent leur revanche à Wembley (2-1) peu après une mièvre rencontre amicale achevée sur un partage (1-1) contre la Côte d'Ivoire par une équipe belge expérimentale et fortement rajeunie. Il s'agira toutefois de la seule défaite de Diables Rouges qui semblent avoir gagné en maturité, capables aussi à présent de gagner lors de rencontres plus difficiles en abandonnant la possession du ballon à l'adversaire et en restant concentrés dans l'organisation défensive. Les Belges alignent ensuite en effet quatre victoires de rang : en déplacement en Islande (1-2) et à domicile face à la Suisse (amical, 2-1), à l'Angleterre (2-0) et au Danemark (4-2). La Belgique se place ainsi pour un carré final royal qui la verra opposée à la France et à l'Espagne ou l'Italie.

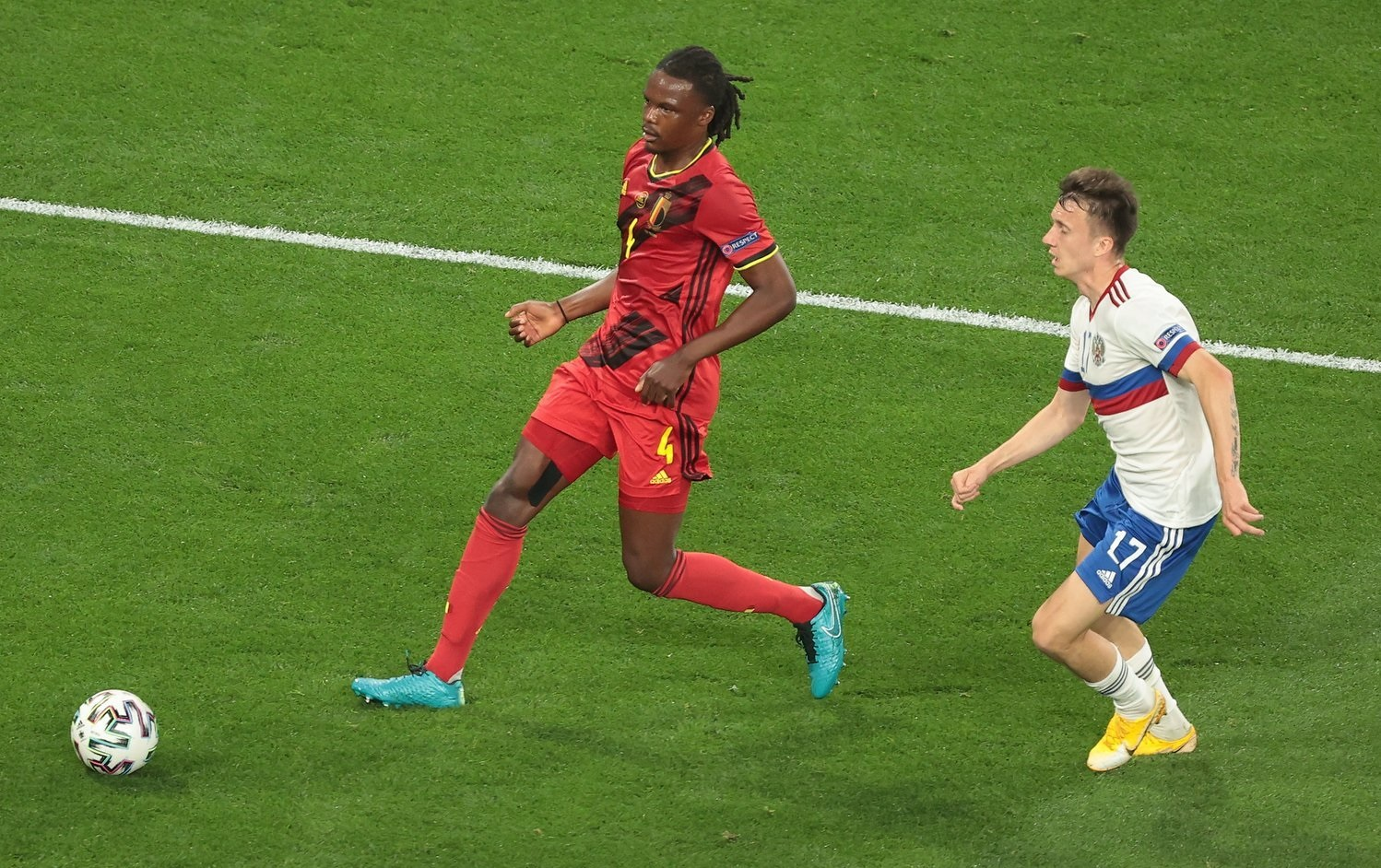
Dedryck Boyata (à gauche) et Aleksandr Golovine lors de Belgique-Russie (3-0), le 12 juin 2021, à l'Euro 2020.

En 2021, les Diables font face à un programme chargé : ils entament la phase éliminatoire de la Coupe du monde 2022, participent à la phase finale de l'Euro 2020 et disputent la phase finale de la Ligue des nations. Alignant en mars deux victoires face au pays de Galles (3-1) et à la Biélorussie (8-0) ainsi qu'un partage en Tchéquie (1-1), l'équipe belge prend d'emblée la tête de son groupe qualificatif. Les Belges jouent ensuite deux parties amicales de préparation à domicile contre la Grèce (1-1) et la Croatie (1-0), avec de fortunes diverses, avant de s'en aller disputer la phase finale de l'Euro où l'objectif minimum fixé par la fédération est une demi-finale.
Une victoire aisée face à la Russie (3-0), une deuxième acquise dans la douleur contre le Danemark (2-1), après avoir été menée au score, et une dernière tout en contrôle et patience face à la Finlande (2-0) permettent à la Belgique de terminer en tête de sa poule en signant un 9 points sur 9 pour la troisième fois sur les quatre dernières grandes compétitions. Cette position enviable ne favorise toutefois pas les Diables Rouges qui font face au Portugal, tenant du titre et cité parmi les favoris à la victoire finale, lors des huitièmes de finale. Ceux-ci s'imposent néanmoins 1-0 mais perdent leur capitaine Eden Hazard sur blessure dans l'aventure. La Belgique échoue ensuite au stade des quarts de finale face à une Italie en pleine reconstruction (1-2), révélation et futur vainqueur du tournoi. Au vu des ambitions initiales de la fédération et des joueurs, ce résultat est synonyme d'échec mais il faut bien reconnaître que la Belgique ne s'est pas présentée munie de toutes ses armes : une multitude de blessures et le manque de rythme ou la méforme, notamment parmi les éléments incontournables, alliés à une longueur de banc insuffisante n'ont pas permis à l'équipe de développer le jeu qui avait attiré la sympathie du monde entier lors du Mondial russe.
Un nouveau triptyque de victoires contre l'Estonie (5-2), la Tchéquie (3-0) et la Biélorussie (1-0) permet aux Diables Rouges d'entrevoir la qualification pour le Qatar avec sérénité et de faire le plein de confiance en vue du Final Four de la Ligue des nations. La première rencontre en demi-finales face à la France est synonyme de revanche pour les Belges, après la demi-finale perdue en 2018 en Russie, et ceux-ci mènent au repos (2-0) après un match quasi parfait en première mi-temps. Au retour des vestiaires, la partie va prendre une tout autre tournure, un but de Karim Benzema redonne l'espoir aux Bleus qui reprennent les commandes du match, inscrivent un deuxième but peu après l'heure de jeu et finissent par s'imposer (2-3) à l'ultime minute. Un scénario qui n'est pas sans rappeler le retournement de situation incroyable opéré par les Belges face au Japon lors de cette même Coupe du monde 2018. La Belgique retrouve ensuite l'Italie pour la troisième place avec la possibilité d'effacer l'élimination précoce lors de l'Euro mais c'est une équipe meurtrie et amputée de titulaires importants qui s'incline à nouveau (1-2) face aux champions d'Europe Azzuri.
La volonté affichée par certains, dont Romelu Lukaku, d'absolument remporter ce trophée alliée à la déception profonde de s'être incliné une nouvelle fois face aux Français au même stade des demi-finales fait pleuvoir les critiques sur le sélectionneur, Roberto Martínez, et remettent en cause sa position et ses choix en vue de la Coupe du monde au Qatar. Les Diables Rouges peuvent toutefois se consoler en se disant qu'ils ont été éliminés pour la troisième fois consécutive par les futurs vainqueurs de la compétition.
Grâce à une victoire éclatante face à l'Estonie (3-1),, alors qu'un partage leur suffisait, dans un match parfaitement maîtrisé et dont le score final ne reflète pas leur domination, les joueurs belges confirment leur participation à un cinquième tournoi de rang, une performance historique pour le pays. Un dernier partage insignifiant dans les faits face aux Gallois (1-1), leur bête noire, avec une équipe à deux visages largement remaniée, qui aura permis à Martínez de déjà faire quelques essais, conclut le parcours qualificatif de la Belgique qui finit en tête de son groupe en comptant cinq points d'avance sur son dauphin.

### La fin de l'ère Martínez et le faux espoir avec Tedesco (2022-2025)
Dès novembre 2021, une fois la qualification pour le Mondial qatari en poche, Roberto Martínez annonce que le prochain rassemblement des Diables Rouges en mars, face à l'Irlande (2-2) et au Burkina Faso (3-0), ne concernerait que les joueurs ayant moins de 50 capes. L'objectif du sélectionneur est, d'une part, de préparer l'avenir et de développer les joueurs nés entre 1997 et 2008 qui seront amenés à disputer la Coupe du monde 2026 et, d'autre part, de préserver les joueurs cadres en leur octroyant un peu de repos, à l'image du prélude à la Coupe du monde en Russie où la Belgique n'avait disputé qu'une seule rencontre amicale.
Les cadres effectuent ensuite leur retour pour disputer la nouvelle édition de la Ligue des nations avec l'objectif d'effacer la déception de la phase finale italienne. Une double défaite dans le derby des plats pays (1-4 et 0-1), coupe les ailes des ambitions des Belges qui doivent laisser filer la première place qualificative aux Pays-Bas, ainsi que la possibilité d'accueillir le Final Four, ce qui aurait pu diriger les projecteurs de l'Europe entière sur le pays alors que la dernière compétition d'envergure organisée sur le territoire fut l'Euro 2000, une nouvelle déception qui plonge l'équipe belge un peu plus dans le doute et attise les débats parmi les observateurs.

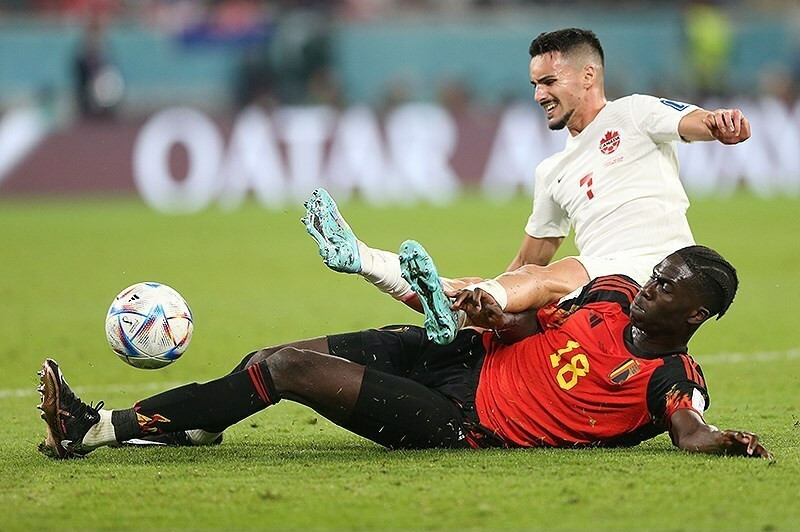
Amadou Onana face au Canada (1-0), le 23 novembre 2022, lors de la Coupe du monde au Qatar.

Une seule rencontre de préparation est prévue avant l'envol vers le Qatar, face à l'Egypte au Koweït, et celle-ci s'achève sur une défaite (1-2) qui, bien que le match soit émaillé de certaines décisions arbitrales discutables, couplée aux performances décevantes enregistrées lors des deux dernières phases finales, aurait dû mettre la puce à l'oreille quant aux résultats à venir lors du mondial qatari.
Une première victoire acquise dans la douleur face au Canada (1-0), tant les nord-américains, parmi lesquels certains ont joué ou jouent encore dans le championnat belge, ont malmené les Diables Rouges, suivie d'une défaite contre le Maroc (0-2), au sein duquel évoluent de nombreux bi-nationaux ayant soif de revanche face à un pays où les choix des entraîneurs leur sont souvent défavorables et qui va reproduire le parcours mythique de la Belgique à l'occasion du Mundial mexicain en atteignant lui aussi les demi-finales, condamnent la Belgique à l'exploit face à la Croatie lors de la dernière partie, achevée sur un nul blanc (0-0). Alors que les Diables Rouges espéraient enfin soulever un trophée, c'est une équipe vieillissante et en manque d'inspiration qui est éliminée prématurément en réalisant sa pire performance en phase finale d'une Coupe du monde depuis 1998.
Lors de la conférence de presse consécutive à cette dernière rencontre, Roberto Martínez annonce son départ après six ans à la tête de l'équipe de Belgique. Alors que les éliminatoires du Championnat d'Europe en Allemagne sont dans le viseur, la fédération doit partir à la recherche, non seulement, d'un nouveau sélectionneur mais également d'un nouveau directeur technique car Martínez cumulait les deux fonctions depuis 2018. C'est chose faite début février 2023, Franky Vercauteren et Domenico Tedesco sont nommés, respectivement directeur technique et sélectionneur, par la fédération. Si le premier nommé n'est pas vraiment une surprise, Vercauteren est en effet un pilier du football belge qui s'est imposé tant comme joueur que comme entraîneur aussi bien au niveau national qu'international, l'Italo-Allemand ne correspond pas vraiment au profil de serial winner taillé par la fédération initialement, soulevant ainsi les questions parmi les observateurs,.
Pour son entrée en matière, Tedesco n'hésite pas à afficher des choix forts en sélectionnant notamment pour la première fois le jeune prodige bruxellois Roméo Lavia, l'une des révélations de la saison sous le maillot de Southampton et que beaucoup d'observateurs espéraient déjà voir figurer dans la liste de Roberto Martínez pour le Qatar, mais aussi en écartant Axel Witsel, pilier du milieu de terrain, sans toutefois lui fermer complètement la porte à un retour par la suite, et en nommant Kevin De Bruyne comme nouveau capitaine. Grâce à deux victoires à l'extérieur, face à la Suède (3-0), en qualifications de l'Euro 2024, et contre l'Allemagne (3-2), future hôte de la compétition en amical, le sélectionneur, qui ne pouvait rêver de meilleurs débuts, balaie les doutes émis à son égard et ces résultats convaincants soulèvent à nouveau l'enthousiasme, tant au sein de son effectif que parmi les journalistes et les supporters.
Les qualifications pour l'Euro 2024 sont rondement menées (six victoires et deux partages, dont le match arrêté contre la Suède à la suite de la fusillade du 16 octobre 2023) et, après s'être facilement défaits de l'Azerbaidjan (5-0), notamment grâce à un quadruplé de Romelu Lukaku, les Diables Rouges terminent en tête de leur poule et se présentent au tirage au sort avec un statut de tête de série. Les troupes de Domenico Tedesco entament leur préparation début 2024 par deux partages en terres britanniques, d'abord face à l'Irlande à Dublin (1-1) dans une partie décevante qui s'apparente à un laboratoire d'expérimentation pour le stratège Italo-Allemand, puis contre l'Angleterre à Wembley (2-2), où les Belges sont rejoints à la toute dernière seconde de la rencontre non sans avoir convaincu la presse internationale qu'ils sont bel et bien candidats au titre final.
Malgré deux occasions sérieuses d'ouvrir la marque dans les premières minutes et cueillie à froid par un but rapide de la Slovaquie, la Belgique n’est jamais parvenue à revenir dans sa première rencontre et rate son entrée en lice dans le tournoi (0-1). Les Diables Rouges se rassurent ensuite face à la Roumanie, qui a pourtant facilement défait l'Ukraine (3-0) au match précédent, et l'emportent aisément (2-0) avant, décevants, de partager l'enjeu face à l'Ukraine (0-0) mais de se qualifier néanmoins face à la France pour les huitièmes de finale. À l'issue d'une rencontre globalement dominée par les Bleus, les Belges sont éliminés de l'Euro 2024 à cause d’un tir de Randal Kolo Muani détourné par Jan Vertonghen dans son propre but en fin de match (1-0).

### Un nouveau départ avec Rudi Garcia (depuis 2025)
(mai 2025).
Si vous disposez d'ouvrages ou d'articles de référence ou si vous connaissez des sites web de qualité traitant du thème abordé ici, merci de compléter l'article en donnant les références utiles à sa vérifiabilité et en les liant à la section « Notes et références ».
En septembre 2024, la Belgique démarre une nouvelle campagne lors de la Ligue des nations de l'UEFA 2024-2025 dans un groupe relevé, composé de la France, de l'Italie et d'Israël. Après une victoire 3-1 au Nagyerdei Stadion de Debrecen en Hongrie, les Diables Rouges ne remporteront plus aucun match lors de cette phase de groupes en s'inclinant à deux reprises face à la France (2-0 et 1-2), en partageant et perdant contre l'Italie (2-2 et 0-1) et en donnant la victoire à Israël en fin du dernier match (1-0). Les Belges se retrouvent alors à la troisième place de leur groupe de Ligues des Nations, à égalité avec Israël, devant donc disputer un barrage pour le maintien en Ligue A face à l'Ukraine en mars 2025. 
Ces résultats compliqués combinés à la mauvaise prestation de l'équipe à l'Euro 2024, auront raison de Domenico Tedesco dont le contrat est rompu le 17 janvier 2025. Une semaine plus tard, le 24 janvier, Rudi Garcia est annoncé par la Fédération belge de football pour prendre la tête de l'équipe nationale masculine à partir de mars 2025.
Lors de sa première sélection, le tacticien français appelle plusieurs nouveaux joueurs pour endosser le maillot des Diables Rouges, Nicolas Raskin, Bryan Heynen, ou encore Jorthy Mokio. Le match aller de barrage pour le maintien de Ligue des Nations se joue en Espagne à Murcie en raison du conflit en Ukraine, et la Belgique entre doucement dans le match en première mi-temps globalement pauvre en occasions de part et d'autre. Il faudra attendre un coup franc de Kevin De Bruyne déposé sur la tête de Romelu Lukaku pour voir les Diables ouvrir le score. Néanmoins, au cours d'une deuxième période où le niveau de jeu belge n'augmentera pas, l'Ukraine rattrape son retard et passe devant en moins de 10 minutes, creusant même l'écart et portant le score à 3-1. La Belgique se sauvera lors du match retour à Genk en seconde période en 15 minutes, à partir de la 70ème minute grâce à un but de Maxim de Cuyper et un doublé de Romelu Lukaku (3-0).
Le 20 mai 2025, lors de l'annonce du groupe pour le rassemblement de juin, Rudi Garcia annonce la séléction de Diego Moreira, qui avait joué avec les équipes de jeunes du Portugal, fruit d'un travail sur la naturalisation de talents binationnaux belges.

## Résultats de l'équipe de Belgique

### Palmarès
Le tableau suivant liste le palmarès de l’équipe de Belgique de football actualisé au 14 juillet 2024 dans les différentes compétitions internationales officielles.
| Compétitions internationales | Compétitions continentales | Trophées divers |
| --- | --- | --- |
| - Coupe du monde de la FIFA - Demi-finaliste en 2018 (3e) - Demi-finaliste en 1986 (4e) - Jeux olympiques (1) - Vainqueur en 1920 - Troisième en 1900 | - Championnat d'Europe de football - Finaliste en 1980 - Demi-finaliste en 1972 (3e) - Ligue des nations de l'UEFA - Demi-finaliste en 2021 (4e) | - Coupe Kirin (1) - Co-Vainqueur en 1999 - Deuxième en 2009 - Tournoi international de Chypre «Argyris Gavalas» - Finaliste en 1999 - Tournoi Hassan II - Troisième en 1998 - Coupe Van den Abeele (12) - Vainqueur en 1901, 1902, 1903, 1904, 1906, 1910, 1922, 1927, 1928, 1929, 1930 et 1931 - Rotterdamsch Nieuwsblad Beker (4) - Vainqueur en 1906, 1907, 1913 et 1922 - Challenge Evance-Coppée (1) - Co-Vainqueur en 1904 |

| Meilleurs joueurs | Meilleurs buteurs | Équipes types |
| --- | --- | --- |
| - Meilleur joueur de la Coupe du monde : - Eden Hazard, Ballon d'argent (2e, 2018) - Meilleur gardien de but de la Coupe du monde (2) : - Michel Preud'homme (1994) - Thibaut Courtois (2018) - Meilleur espoir de la Coupe du monde (1) : - Enzo Scifo (1986) - Meilleur passeur de la Ligue des nations (1) : - Kevin De Bruyne (2021) | - Meilleur buteur de la Coupe du monde : - Romelu Lukaku, Soulier de bronze (3e, 2018) - Meilleur buteur de la Ligue des nations (1) : - Romelu Lukaku (2021) | - Équipe(s) type(s) de la Coupe du monde (3 tournois) : - Michel Preud'homme (1994) - Marc Wilmots (2002) - Thibaut Courtois, Kevin De Bruyne, Eden Hazard (2018) - Équipe type du Championnat d'Europe (3 tournois) : - Raoul Lambert (1972) - Jan Ceulemans (1980) - Romelu Lukaku (2020) |

### Parcours dans les compétitions internationales

#### Coupe du monde
La Belgique a participé à quatorze reprises à une phase finale de la Coupe du monde. Elle fait partie des treize nations ayant fait le déplacement pour la première édition de la compétition et a dû se qualifier sur le terrain les autres fois, la dernière étant pour l'édition 2022. Les meilleures performances de l'équipe nationale belge sont une demi-finale, atteinte à deux reprises en 1986 et en 2018.
| Phase finale | Phase finale       | Phase finale  | Phase finale  | Phase finale  | Phase finale  | Phase finale  | Phase finale  | Phase finale  |                            | Phase qualificative        | Phase qualificative        | Phase qualificative        | Phase qualificative        | Phase qualificative        | Phase qualificative        | Phase qualificative |
| Édition      | Résultat           | Classement    | J             | G             | N             | P             | BP            | BC            | Class.                     | J                          | G                          | N                          | P                          | BP                         | BC                         |                     |
| ------------ | ------------------ | ------------- | ------------- | ------------- | ------------- | ------------- | ------------- | ------------- | -------------------------- | -------------------------- | -------------------------- | -------------------------- | -------------------------- | -------------------------- | -------------------------- | ------------------- |
| 1930         | Phase de groupes   | 11e           | 2             | 0             | 0             | 2             | 0             | 4             | Pas de phase qualificative | Pas de phase qualificative | Pas de phase qualificative | Pas de phase qualificative | Pas de phase qualificative | Pas de phase qualificative | Pas de phase qualificative |                     |
| 1934         | Huitième de finale | 15e           | 1             | 0             | 0             | 1             | 2             | 5             | 2/3                        | 2                          | 0                          | 1                          | 1                          | 6                          | 8                          |                     |
| 1938         | Huitième de finale | 13e           | 1             | 0             | 0             | 1             | 1             | 3             | 2/3                        | 2                          | 1                          | 1                          | 0                          | 4                          | 3                          |                     |
| 1950         | Non qualifiée      | Non qualifiée | Non qualifiée | Non qualifiée | Non qualifiée | Non qualifiée | Non qualifiée | Non qualifiée | Forfait                    | Forfait                    | Forfait                    | Forfait                    | Forfait                    | Forfait                    | Forfait                    |                     |
| 1954         | Phase de groupes   | 12e           | 2             | 0             | 1             | 1             | 5             | 8             | 1/3                        | 4                          | 3                          | 1                          | 0                          | 11                         | 6                          |                     |
| 1958         | Non qualifiée      | Non qualifiée | Non qualifiée | Non qualifiée | Non qualifiée | Non qualifiée | Non qualifiée | Non qualifiée | 2/3                        | 4                          | 2                          | 1                          | 1                          | 16                         | 11                         |                     |
| 1962         | Non qualifiée      | Non qualifiée | Non qualifiée | Non qualifiée | Non qualifiée | Non qualifiée | Non qualifiée | Non qualifiée | 3/3                        | 4                          | 0                          | 0                          | 4                          | 3                          | 10                         |                     |
| 1966         | Non qualifiée      | Non qualifiée | Non qualifiée | Non qualifiée | Non qualifiée | Non qualifiée | Non qualifiée | Non qualifiée | 1/3                        | 5                          | 3                          | 0                          | 2                          | 12                         | 5                          |                     |
| 1970         | Phase de groupes   | 10e           | 3             | 1             | 0             | 2             | 4             | 5             | 1/4                        | 6                          | 4                          | 1                          | 1                          | 14                         | 8                          |                     |
| 1974         | Non qualifiée      | Non qualifiée | Non qualifiée | Non qualifiée | Non qualifiée | Non qualifiée | Non qualifiée | Non qualifiée | 2/4                        | 6                          | 4                          | 2                          | 0                          | 12                         | 0                          |                     |
| 1978         | Non qualifiée      | Non qualifiée | Non qualifiée | Non qualifiée | Non qualifiée | Non qualifiée | Non qualifiée | Non qualifiée | 2/4                        | 6                          | 3                          | 0                          | 3                          | 7                          | 6                          |                     |
| 1982         | Second tour        | 10e           | 5             | 2             | 1             | 2             | 3             | 5             | 1/5                        | 8                          | 5                          | 1                          | 2                          | 12                         | 9                          |                     |
| 1986         | Demi-finale        | 4e            | 7             | 2             | 2             | 3             | 12            | 15            | 2/4                        | 8                          | 4                          | 2                          | 2                          | 9                          | 5                          |                     |
| 1990         | Huitième de finale | 11e           | 4             | 2             | 0             | 2             | 6             | 4             | 1/5                        | 8                          | 4                          | 4                          | 0                          | 15                         | 5                          |                     |
| 1994         | Huitième de finale | 11e           | 4             | 2             | 0             | 2             | 4             | 4             | 2/6                        | 10                         | 7                          | 1                          | 2                          | 16                         | 5                          |                     |
| 1998         | Phase de groupes   | 19e           | 3             | 0             | 3             | 0             | 3             | 3             | 2/5                        | 10                         | 7                          | 1                          | 2                          | 23                         | 13                         |                     |
| 2002         | Huitième de finale | 14e           | 4             | 1             | 2             | 1             | 6             | 7             | 2/5                        | 10                         | 7                          | 2                          | 1                          | 27                         | 6                          |                     |
| 2006         | Non qualifiée      | Non qualifiée | Non qualifiée | Non qualifiée | Non qualifiée | Non qualifiée | Non qualifiée | Non qualifiée | 4/6                        | 10                         | 3                          | 3                          | 4                          | 16                         | 11                         |                     |
| 2010         | Non qualifiée      | Non qualifiée | Non qualifiée | Non qualifiée | Non qualifiée | Non qualifiée | Non qualifiée | Non qualifiée | 4/6                        | 10                         | 3                          | 1                          | 6                          | 13                         | 20                         |                     |
| 2014         | Quart de finale    | 6e            | 5             | 4             | 0             | 1             | 6             | 3             | 1/6                        | 10                         | 8                          | 2                          | 0                          | 18                         | 4                          |                     |
| 2018         | Demi-finale        | 3e            | 7             | 6             | 0             | 1             | 16            | 6             | 1/6                        | 10                         | 9                          | 1                          | 0                          | 43                         | 6                          |                     |
| 2022         | Phase de groupes   | 22e           | 3             | 1             | 1             | 1             | 1             | 2             | 1/5                        | 8                          | 6                          | 2                          | 0                          | 25                         | 6                          |                     |
| 2026         |                    |               |               |               |               |               |               |               | 3/5                        | 2                          | 1                          | 1                          | 0                          | 5                          | 4                          |                     |
| 2030         |                    |               |               |               |               |               |               |               |                            |                            |                            |                            |                            |                            |                            |                     |
| 2034         |                    |               |               |               |               |               |               |               |                            |                            |                            |                            |                            |                            |                            |                     |
| Total        | 14/22              |               | 51            | 21            | 10            | 20            | 69            | 74            |                            | 143                        | 84                         | 28                         | 31                         | 307                        | 151                        |                     |

#### Championnat d'Europe
L'équipe belge a participé à six reprises à la phase finale du Championnat d'Europe, cinq fois via les qualifications et une fois en tant que pays co-organisateur. Sa meilleure performance dans la compétition est une finale disputée en 1980, perdue contre la RFA.
| Phase finale | Phase finale       | Phase finale  | Phase finale  | Phase finale  | Phase finale  | Phase finale  | Phase finale  | Phase finale  |                   | Phase qualificative | Phase qualificative | Phase qualificative | Phase qualificative | Phase qualificative | Phase qualificative | Phase qualificative |
| Édition      | Résultat           | Classement    | J             | G             | N             | P             | BP            | BC            | Class.            | J                   | G                   | N                   | P                   | BP                  | BC                  |                     |
| ------------ | ------------------ | ------------- | ------------- | ------------- | ------------- | ------------- | ------------- | ------------- | ----------------- | ------------------- | ------------------- | ------------------- | ------------------- | ------------------- | ------------------- | ------------------- |
| 1960         | Non qualifiée      | Non qualifiée | Non qualifiée | Non qualifiée | Non qualifiée | Non qualifiée | Non qualifiée | Non qualifiée | Non participante  | Non participante    | Non participante    | Non participante    | Non participante    | Non participante    | Non participante    |                     |
| 1964         | Non qualifiée      | Non qualifiée | Non qualifiée | Non qualifiée | Non qualifiée | Non qualifiée | Non qualifiée | Non qualifiée | 14/29             | 2                   | 0                   | 0                   | 2                   | 2                   | 4                   |                     |
| 1968         | Non qualifiée      | Non qualifiée | Non qualifiée | Non qualifiée | Non qualifiée | Non qualifiée | Non qualifiée | Non qualifiée | 2/4               | 6                   | 3                   | 1                   | 2                   | 14                  | 9                   |                     |
| 1972         | Demi-finale        | 3e            | 2             | 1             | 0             | 1             | 3             | 3             | 1/4               | 8                   | 5                   | 2                   | 1                   | 13                  | 4                   |                     |
| 1976         | Non qualifiée      | Non qualifiée | Non qualifiée | Non qualifiée | Non qualifiée | Non qualifiée | Non qualifiée | Non qualifiée | 1/4               | 8                   | 3                   | 2                   | 3                   | 7                   | 10                  |                     |
| 1980         | Finale             | 2e            | 4             | 1             | 2             | 1             | 4             | 4             | 1/5               | 8                   | 4                   | 4                   | 0                   | 12                  | 5                   |                     |
| 1984         | Phase de groupes   | 5e            | 3             | 1             | 0             | 2             | 4             | 8             | 1/4               | 6                   | 4                   | 1                   | 1                   | 12                  | 8                   |                     |
| 1988         | Non qualifiée      | Non qualifiée | Non qualifiée | Non qualifiée | Non qualifiée | Non qualifiée | Non qualifiée | Non qualifiée | 3/5               | 8                   | 3                   | 3                   | 2                   | 16                  | 8                   |                     |
| 1992         | Non qualifiée      | Non qualifiée | Non qualifiée | Non qualifiée | Non qualifiée | Non qualifiée | Non qualifiée | Non qualifiée | 3/4               | 6                   | 2                   | 1                   | 3                   | 7                   | 6                   |                     |
| 1996         | Non qualifiée      | Non qualifiée | Non qualifiée | Non qualifiée | Non qualifiée | Non qualifiée | Non qualifiée | Non qualifiée | 3/6               | 10                  | 4                   | 3                   | 3                   | 17                  | 13                  |                     |
| 2000         | Phase de groupes   | 9e            | 3             | 1             | 0             | 2             | 2             | 5             | Pays organisateur | Pays organisateur   | Pays organisateur   | Pays organisateur   | Pays organisateur   | Pays organisateur   | Pays organisateur   |                     |
| 2004         | Non qualifiée      | Non qualifiée | Non qualifiée | Non qualifiée | Non qualifiée | Non qualifiée | Non qualifiée | Non qualifiée | 3/5               | 8                   | 5                   | 1                   | 2                   | 11                  | 9                   |                     |
| 2008         | Non qualifiée      | Non qualifiée | Non qualifiée | Non qualifiée | Non qualifiée | Non qualifiée | Non qualifiée | Non qualifiée | 5/8               | 14                  | 5                   | 3                   | 6                   | 14                  | 16                  |                     |
| 2012         | Non qualifiée      | Non qualifiée | Non qualifiée | Non qualifiée | Non qualifiée | Non qualifiée | Non qualifiée | Non qualifiée | 3/6               | 10                  | 4                   | 3                   | 3                   | 21                  | 15                  |                     |
| 2016         | Quart de finale    | 6e            | 5             | 3             | 0             | 2             | 9             | 5             | 1/6               | 10                  | 7                   | 2                   | 1                   | 24                  | 5                   |                     |
| 2021         | Quart de finale    | 5e            | 5             | 4             | 0             | 1             | 9             | 3             | 1/6               | 10                  | 10                  | 0                   | 0                   | 40                  | 3                   |                     |
| 2024         | Huitième de finale | 12e           | 4             | 1             | 1             | 2             | 2             | 2             | 1/5               | 8                   | 6                   | 2                   | 0                   | 22                  | 4                   |                     |
| 2028         |                    |               |               |               |               |               |               |               |                   |                     |                     |                     |                     |                     |                     |                     |
| 2032         |                    |               |               |               |               |               |               |               |                   |                     |                     |                     |                     |                     |                     |                     |
| Total        | 7/17               |               | 26            | 12            | 3             | 11            | 33            | 30            |                   | 122                 | 65                  | 28                  | 29                  | 232                 | 119                 |                     |

#### Ligue des nations
La Belgique a participé à trois reprises à la Ligue des nations de l'UEFA en Ligue A, elle s'est placée une fois pour le carré final en 2021.
| Édition   | Ligue | Résultat                         | Classement | Phase finale | Phase finale  | Phase finale  | Phase finale  | Phase finale  | Phase finale  | Phase finale  |        | Phase de groupes | Phase de groupes | Phase de groupes | Phase de groupes | Phase de groupes | Phase de groupes | Phase de groupes |
| Édition   | Ligue | Résultat                         | Classement | Pays hôte    | J             | G             | N             | P             | BP            | BC            | Class. | J                | G                | N                | P                | BP               | BC               |                  |
| --------- | ----- | -------------------------------- | ---------- | ------------ | ------------- | ------------- | ------------- | ------------- | ------------- | ------------- | ------ | ---------------- | ---------------- | ---------------- | ---------------- | ---------------- | ---------------- | ---------------- |
| 2018-2019 | A     | Phase de groupes                 | 5e         | 2019         | Non qualifiée | Non qualifiée | Non qualifiée | Non qualifiée | Non qualifiée | Non qualifiée | 2/3    | 4                | 3                | 0                | 1                | 9                | 6                |                  |
| 2020-2021 | A     | Demi-finale                      | 4e         | 2021         | 2             | 0             | 0             | 2             | 3             | 5             | 1/4    | 6                | 5                | 0                | 1                | 16               | 6                |                  |
| 2022-2023 | A     | Phase de groupes                 | 7e         | 2023         | Non qualifiée | Non qualifiée | Non qualifiée | Non qualifiée | Non qualifiée | Non qualifiée | 2/4    | 6                | 3                | 1                | 2                | 11               | 8                |                  |
| 2024-2025 | A     | Barrages de promotion/relégation | 12e        | 2025         | Non qualifiée | Non qualifiée | Non qualifiée | Non qualifiée | Non qualifiée | Non qualifiée | 3/4    | 8                | 2                | 1                | 5                | 10               | 12               |                  |
| 2026-2027 | A     | Phase de groupes                 |            | 2027         |               |               |               |               |               |               | 0/4    |                  |                  |                  |                  |                  |                  |                  |
| Total     | Total | Total                            | Total      | 1/3          | 2             | 0             | 0             | 2             | 3             | 5             |        | 24               | 13               | 2                | 9                | 46               | 32               |                  |

#### Jeux olympiques
La Belgique a participé aux Jeux olympiques à quatre reprises entre 1900 et 1928, remportant l'édition 1920 disputée à domicile. Cette médaille d'or olympique est à ce jour le seul titre majeur au palmarès de la sélection belge.
| Phase finale | Phase finale                 | Phase finale                 | Phase finale                 | Phase finale                 | Phase finale                 | Phase finale                 | Phase finale                 | Phase finale                 |                            | Phase qualificative        | Phase qualificative        | Phase qualificative        | Phase qualificative        | Phase qualificative        | Phase qualificative        | Phase qualificative |
| Édition      | Résultat                     | Classement                   | J                            | G                            | N                            | P                            | BP                           | BC                           | Class.                     | J                          | G                          | N                          | P                          | BP                         | BC                         |                     |
| ------------ | ---------------------------- | ---------------------------- | ---------------------------- | ---------------------------- | ---------------------------- | ---------------------------- | ---------------------------- | ---------------------------- | -------------------------- | -------------------------- | -------------------------- | -------------------------- | -------------------------- | -------------------------- | -------------------------- | ------------------- |
| 1896         | Pas de compétition organisée | Pas de compétition organisée | Pas de compétition organisée | Pas de compétition organisée | Pas de compétition organisée | Pas de compétition organisée | Pas de compétition organisée | Pas de compétition organisée | Pas de phase qualificative | Pas de phase qualificative | Pas de phase qualificative | Pas de phase qualificative | Pas de phase qualificative | Pas de phase qualificative | Pas de phase qualificative |                     |
| 1900         | Troisième                    | 3e                           | 1                            | 0                            | 0                            | 1                            | 2                            | 6                            | Pas de phase qualificative | Pas de phase qualificative | Pas de phase qualificative | Pas de phase qualificative | Pas de phase qualificative | Pas de phase qualificative | Pas de phase qualificative |                     |
| 1904         | Non participante             | Non participante             | Non participante             | Non participante             | Non participante             | Non participante             | Non participante             | Non participante             | Pas de phase qualificative | Pas de phase qualificative | Pas de phase qualificative | Pas de phase qualificative | Pas de phase qualificative | Pas de phase qualificative | Pas de phase qualificative |                     |
| 1908         | Non participante             | Non participante             | Non participante             | Non participante             | Non participante             | Non participante             | Non participante             | Non participante             | Pas de phase qualificative | Pas de phase qualificative | Pas de phase qualificative | Pas de phase qualificative | Pas de phase qualificative | Pas de phase qualificative | Pas de phase qualificative |                     |
| 1912         | Non participante             | Non participante             | Non participante             | Non participante             | Non participante             | Non participante             | Non participante             | Non participante             | Pas de phase qualificative | Pas de phase qualificative | Pas de phase qualificative | Pas de phase qualificative | Pas de phase qualificative | Pas de phase qualificative | Pas de phase qualificative |                     |
| 1920         | Vainqueur                    | 1re                          | 3                            | 3                            | 0                            | 0                            | 8                            | 1                            | Pas de phase qualificative | Pas de phase qualificative | Pas de phase qualificative | Pas de phase qualificative | Pas de phase qualificative | Pas de phase qualificative | Pas de phase qualificative |                     |
| 1924         | Huitième de finale           | 15e                          | 1                            | 0                            | 0                            | 1                            | 1                            | 8                            | Pas de phase qualificative | Pas de phase qualificative | Pas de phase qualificative | Pas de phase qualificative | Pas de phase qualificative | Pas de phase qualificative | Pas de phase qualificative |                     |
| 1928         | Quart de finale              | 6e                           | 3                            | 1                            | 0                            | 2                            | 9                            | 12                           | Pas de phase qualificative | Pas de phase qualificative | Pas de phase qualificative | Pas de phase qualificative | Pas de phase qualificative | Pas de phase qualificative | Pas de phase qualificative |                     |
| 1932         | Pas de compétition organisée | Pas de compétition organisée | Pas de compétition organisée | Pas de compétition organisée | Pas de compétition organisée | Pas de compétition organisée | Pas de compétition organisée | Pas de compétition organisée | Pas de phase qualificative | Pas de phase qualificative | Pas de phase qualificative | Pas de phase qualificative | Pas de phase qualificative | Pas de phase qualificative | Pas de phase qualificative |                     |
| 1936         | Non participante             | Non participante             | Non participante             | Non participante             | Non participante             | Non participante             | Non participante             | Non participante             | Pas de phase qualificative | Pas de phase qualificative | Pas de phase qualificative | Pas de phase qualificative | Pas de phase qualificative | Pas de phase qualificative | Pas de phase qualificative |                     |
| 1948         | Non participante             | Non participante             | Non participante             | Non participante             | Non participante             | Non participante             | Non participante             | Non participante             | Pas de phase qualificative | Pas de phase qualificative | Pas de phase qualificative | Pas de phase qualificative | Pas de phase qualificative | Pas de phase qualificative | Pas de phase qualificative |                     |
| 1952         | Non participante             | Non participante             | Non participante             | Non participante             | Non participante             | Non participante             | Non participante             | Non participante             | Pas de phase qualificative | Pas de phase qualificative | Pas de phase qualificative | Pas de phase qualificative | Pas de phase qualificative | Pas de phase qualificative | Pas de phase qualificative |                     |
| 1956         | Non qualifiée                | Non qualifiée                | Non qualifiée                | Non qualifiée                | Non qualifiée                | Non qualifiée                | Non qualifiée                | Non qualifiée                | Non participante           | Non participante           | Non participante           | Non participante           | Non participante           | Non participante           | Non participante           |                     |
| 1960         | Non qualifiée                | Non qualifiée                | Non qualifiée                | Non qualifiée                | Non qualifiée                | Non qualifiée                | Non qualifiée                | Non qualifiée                | Non participante           | Non participante           | Non participante           | Non participante           | Non participante           | Non participante           | Non participante           |                     |
| Total        | 4/12                         |                              | 8                            | 4                            | 0                            | 4                            | 20                           | 27                           |                            | 0                          | 0                          | 0                          | 0                          | 0                          | 0                          |                     |

La FIFA ne reconnaît pas les matchs disputés à partir des Jeux olympiques de 1960 comme des sélections internationales. 
Depuis 1992, ce sont les équipes espoirs qui participent aux Jeux olympiques, voir donc Équipe de Belgique espoirs de football pour les résultats récents.

### Distinctions
- Lauréate du Trophée national du Mérite sportif en 1980, une distinction belge visant à récompenser le meilleur (collectif de) sportif(s) belge(s) de l'année.
- Lauréate du Trophée du Fair-Play de la FIFA lors de la Coupe du monde 2002[258].

#### Diable de l'année
Le prix Devil of the year, pour lequel le vote avait lieu en ligne sur le site internet de la fédération belge de football, a été décerné par les supporters entre 2015 et 2019.
| Année | Joueur          |
| ----- | --------------- |
| 2015  | Kevin De Bruyne |
| 2016  | Dries Mertens   |
| 2017  | Eden Hazard     |
| 2018  | Eden Hazard     |
| 2019  | Eden Hazard     |

## Image et identité

### Symboles
Depuis 1981, l'écusson de la Fédération royale belge de football, sous ses différentes formes au long des années, est utilisé comme badge de l'équipe nationale. Auparavant, celui-ci arborait un lion jaune sur champ noir, proche des armoiries de la Belgique. Le lion belge a été présent sous différentes formes sur le maillot national depuis les Jeux olympiques d'Amsterdam en 1928, notamment de manière stylisée de 1948 jusqu'à l'Euro 1980 inclus.

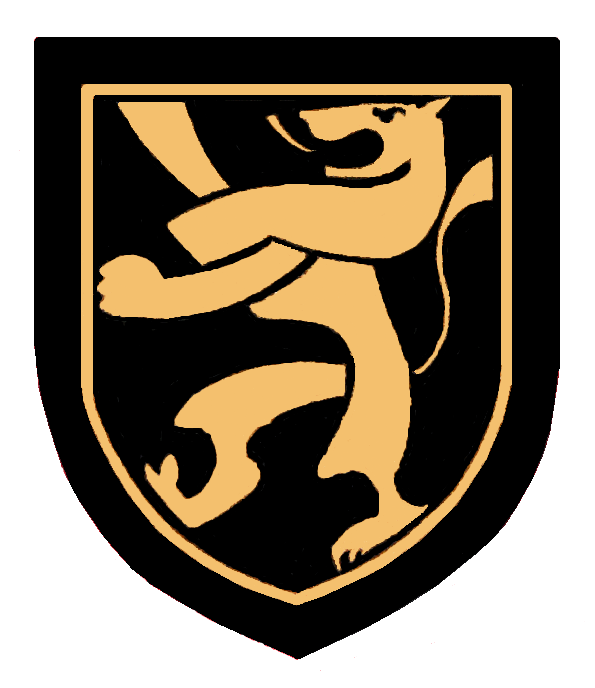
Le lion stylisé (1948-80).
Emblème (1970-1988).
Emblème (1989-1993).
Emblème (1994-2019).
Emblème depuis le 7 novembre 2019.

### Couleurs

Le drapeau belge.

Traditionnellement l'équipe de Belgique porte les trois couleurs de son drapeau national, avec un maillot domicile à prédominance rouge. C'est ce qui explique le surnom très couramment utilisé de « Diables Rouges ». Les maillots extérieur sont traditionnellement blanc ou noir, accompagnés en général sur le short et/ou les chaussettes des trois couleurs belges. Ces maillots ont valu aux joueurs d'être appelés les « Diables Blancs » ou les « Diables Noirs » à certaines occasions, même si de nos jours les « Diables Noirs » est le surnom donné à l'équipe nationale de rugby. En 2014, lors de la coupe du monde au Brésil, l'équipe inaugure un troisième équipement entièrement jaune, il ne sera toutefois pas utilisé.

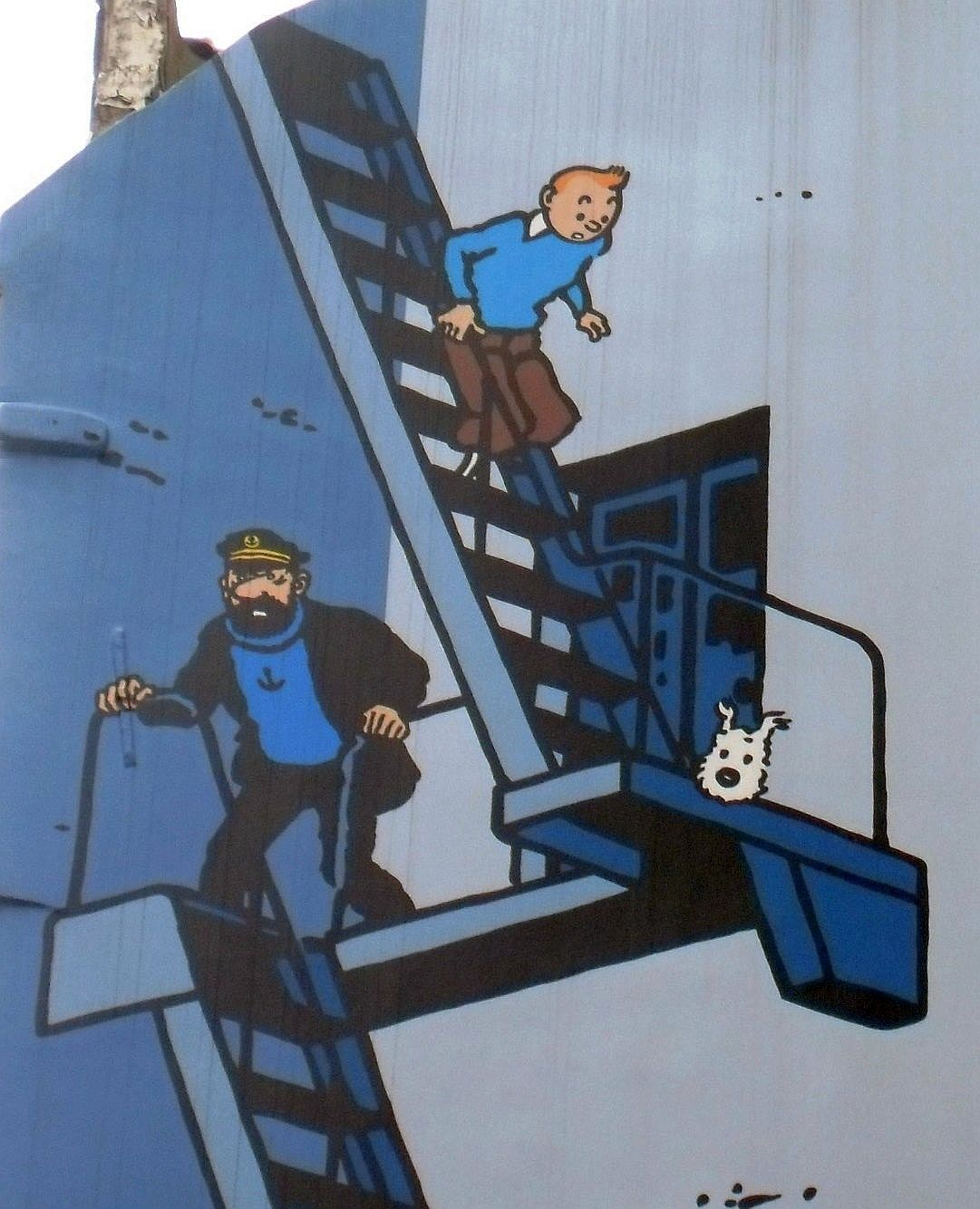
Tintin, Milou et le Capitaine Haddock représentés sur un mur de la ville de Bruxelles.

Lors de leur tout premier match en 1901, l'équipe nationale belge porte une tenue blanche avec des bandes tricolores sur le haut des bras. Ce n'est que lors du troisième match, en 1902, qu'il est décidé de fournir aux joueurs une « chemise aux couleurs nationales […] [qui désignera], par un galon, le nombre de fois que chaque joueur a participé à une rencontre ». Depuis 1904, le rouge exclusif du maillot de l'équipe belge n'a été écarté que trois fois. Pendant une brève période en 1904-1905, la Belgique utilisa des maillots satinés et barrés de trois bandes horizontales rouge, jaune et noir; maillots que l'ancien athlète et journaliste Victor Boin décrivit plus tard comme « le record de laideur ». Durant les années 1970, l'entraîneur Raymond Goethals opta pour une tenue entièrement blanche afin d'améliorer la visibilité de ses joueurs lors des matchs en nocturne, ce qui valu a l'équipe d'être temporairement surnommée les Diables Blancs.

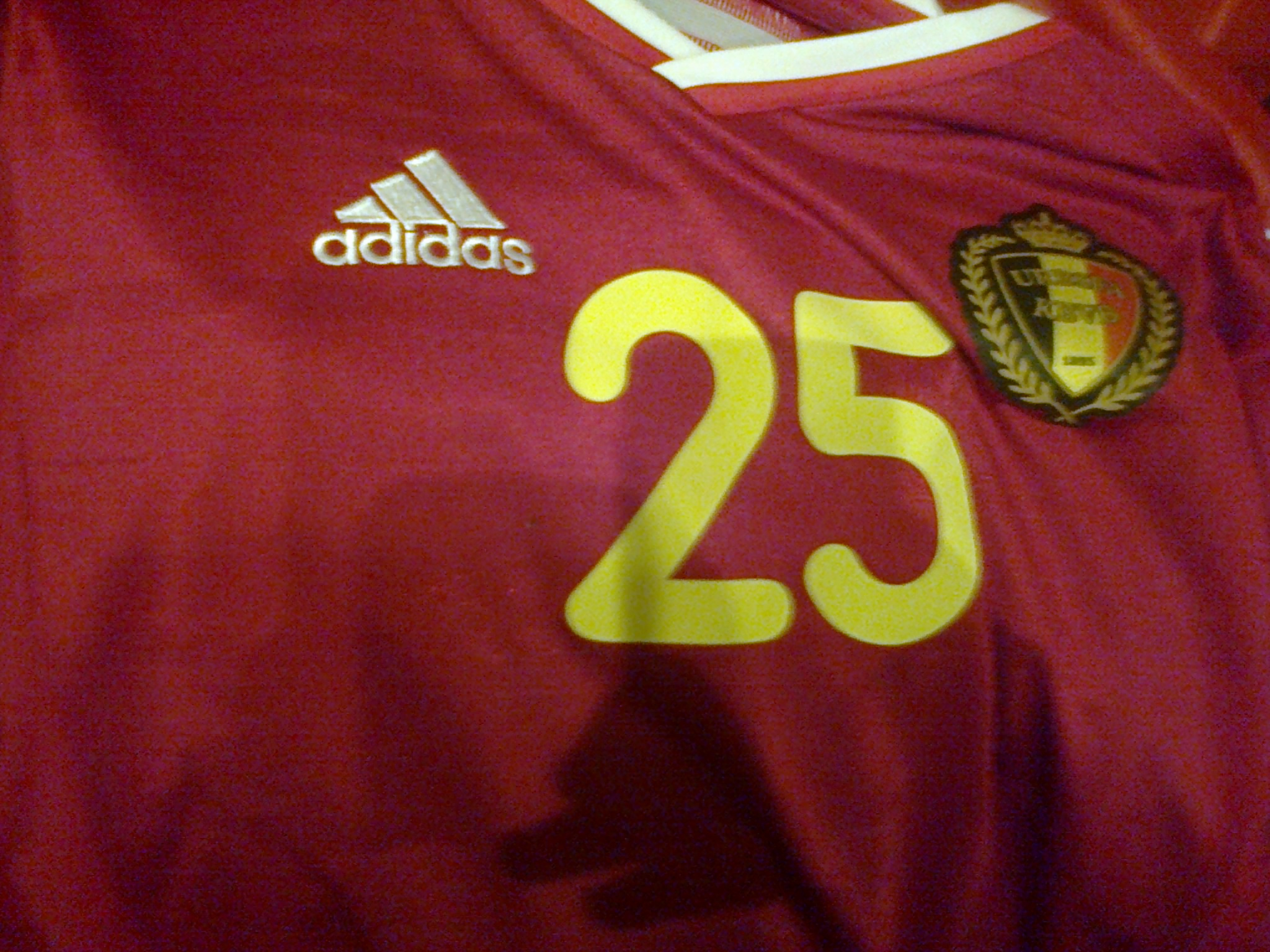
Maillot Adidas 2014-2015 de l'équipe nationale de Belgique.

Brièvement, lors des éliminatoires de l'Euro 2012, le maillot rouge se voit barré d'une bande ondulée noire au niveau des épaules, un design qu'Adidas a imité, cette fois avec une bande droite, pour le championnat d'Europe 2016 en France. Le maillot extérieur lors de ce tournoi a lui été inspiré de la vareuse de l'équipe nationale belge de cyclisme, notamment lors des championnats du monde 2014, bleu ciel avec le drapeau belge floqué horizontalement, en hommage aux sportifs de cette discipline,. Pour l'Euro 2024 en Alllemagne, l'équipementier Adidas frappe fort en proposant deux maillots desquels les trois couleurs nationales sont totalement absentes : le maillot domicile est bordeaux-grenat, liséré noir et or, accompagné d'un short noir alors que le deuxième maillot est bleu ciel muni d'un col et liséré blanc, associé à un short marron, en hommage à Tintin.
La Belgique a connu six équipementiers différents depuis 1970. Le logo d'Umbro (1970-73) est visible sur les maillots du début des années 1970. L'Allemand Adidas (1974-80), son successeur, est le dernier fabricant à avoir confectionné pour l'équipe de Belgique un maillot avec l'emblème historique, le lion stylisé. Après un court contrat avec l'équipementier britannique Admiral Sportswear (en) (1981-82) lors des qualifications et de la coupe du monde 1982, la Belgique retourne chez Adidas (1982-91) qui la fournit lors des trois coupes du monde suivantes. Dans les années 1990, la Belgique change trois fois d'équipementier : elle contracte d'abord avec l'Italien Diadora (1992-99) pour deux coupes du monde, puis avec l'américain Nike (1999-2010). Plus récemment, jusqu'à la coupe du monde 2014 au Brésil, son fournisseur est le suisso-qatari BURRDA (2010-14). Depuis le début des qualifications pour l'Euro 2016, la Belgique est retournée une nouvelle fois chez Adidas et y a signé un partenariat jusqu'en 2020, prolongé par la suite jusqu'en 2026.

#### Maillots domicile
| 1900-1902 | 1904-1957 | 1904-1905 | 1958-1970 | 1970-1979 | 1980-1981 | 1982-1996 |           |           |
| 1996-1998 | 1999-2000 | 2004-2005 | 2006-2007 | 2008-2010 | 2010-2011 | 2011-2012 | 2012-2013 | 2014-2015 |

#### Maillots extérieur
| 1900-1902 | 1904-1957 | 1904-1905 | 1958-1970 | 1913-1970 | 1971      | 1972-1996 |           |           |
| 1996-1998 | 1999-2000 | 2004-2005 | 2006-2007 | 2008-2010 | 2010-2011 | 2011-2012 | 2012-2013 | 2014-2015 |

### Tournois majeurs
L'équipe nationale belge fut équipée des maillots suivants lors des tournois majeurs auxquels elle a participé :
CE = Championnat d'Europe (Euro), CM = Coupe du monde, LN = Ligue des nations

#### Maillots domicile
| CM 1930 | CM '34, '38, '54 | CM '70, CE '72 | CE 1980 | CM 1982 | CE 1984 | CM 1986 | CM 1990 | CM 1994 | CM 1998 |
| CE 2000 | CM 2002          | CM 2014        | CE 2016 | CM 2018 | CE 2020 | CM 2022 | CE 2024 |         |         |

#### Maillots extérieur
| CM 1930 | CM '34, '38, '54 | CM '70, CE '72 | CE 1980 | CM 1982 | CE 1984 | CM 1986 | CM 1990 | CM 1994 | CM 1998 |
| CE 2000 | CM 2002          | CM 2014        | CE 2016 | CM 2018 | CE 2020 | CM 2022 | CE 2024 |         |         |

#### Maillots alternatifs
| CM 1982 · (vs. Argentine) | CM 1986 · (vs. Mexique) | QCE 2008 · (vs. Serbie) | CM 2014 · (non utilisé) | CE 2016 · (vs. Hongrie) | QCM 2018 · (vs. Estonie) | LN 2019 · (vs. Islande) | QCE 2020 · (vs. Russie) | LN 2021 · (vs.Danemark) | LN 2023 · (vs. Pologne) |
| QCM 2026 · (vs. Galles)   |                         |                         |                         |                         |                          |                         |                         |                         |                         |

### Capes
Une « cape » est une casquette qui symbolise la sélection d'un sportif dans l'équipe nationale de son pays. Ce terme est particulièrement utilisé au rugby (rugby à XV et rugby à XIII) ainsi qu'au football. Cette tradition a été inventée en Angleterre, avant d'être adoptée dans d'autres pays d'Europe, notamment en France, aux Pays-Bas et en Belgique.
En Belgique, la Fédération offre l'une de ces capes à tout joueur qui devient international en équipe première. Selon le modèle belge, le millésime indique l'année de la 1re sélection et le nombre d'étoiles, le nombre de sélections.
C'est le 30 avril 1905, face aux Pays-Bas à Anvers, que les représentants belges foulent pour la première fois la pelouse coiffés de leurs splendides casquettes, ou « caps » en anglais, sur lesquelles sera brodée, au fil du temps, une étoile par sélection obtenue en équipe nationale.
Jan Ceulemans est le joueur qui longtemps totalise le plus grand nombre de sélections, avec 96 capes, et ce pendant 27 ans entre 1991 et 2018; il détrône Paul Van Himst le 23 août 1989 face au Danemark. Van Himst glâne sa première sélection le 2 octobre 1960 contre les Pays-Bas, la même rencontre qui voit Victor Mees terminer sa carrière internationale, devenant lui-même recordman avec 68 sélections, et à qui il succède 14 ans plus tard avec un total de 81 sélections.
À l'heure actuelle, Jan Vertonghen est le Diable Rouge le plus capé avec 157 sélections ; il récolte sa 97e cape face à Chypre le 10 octobre 2017.

## Infrastructures

### Stades
L'équipe nationale belge a disputé la majorité de ses rencontres à domicile à Bruxelles. Le premier match de son histoire est joué au Stade du Vivier d'Oie, à Uccle, alors occupé par le Racing Club de Bruxelles, un des ténors du championnat. Les Diables Rouges évoluent ensuite dans d'autres stades de la capitale ou de sa périphérie, comme le Stade Joseph Marien ou le Stade Edmond Machtens sous leurs différentes appellations, puis le Stade Roi Baudouin où ont lieu la plupart des rencontres officielles de l'équipe depuis 1930, avec une courte interruption lors de sa rénovation à la fin des années 1990 où les Diables émigrent temporairement au Stade Constant Vanden Stock.
Les villes d'Anvers et de Liège, disposant de stades suffisamment grands, ont également accueilli les joueurs belges à plusieurs reprises. Au total, ce sont respectivement soixante-sept et vingt-six rencontres internationales qui ont eu lieu dans ces deux villes; à Anvers principalement contre les voisins, les Pays-Bas, vu la proximité.
À l'occasion de certains matchs amicaux ou de rencontres de qualification face à des adversaires moins « prestigieux », l'équipe nationale est amenée à jouer en dehors de la capitale. En plus de permettre à des supporters de venir encourager leurs favoris sans devoir se déplacer jusqu'à Bruxelles, l'organisation de ces rencontres dans d'autres villes permet également à la fédération de réduire ses coûts et de remplir le stade hôte, ce qui n'était pas toujours le cas au Stade Roi Baudouin, surtout entre 2000 et 2010. Ainsi, les Belges se sont produits neuf fois à Bruges, quatre fois à Charleroi et à Genk, trois fois à Gand, deux fois à Verviers, et une fois à Lokeren et à Waregem. Entre novembre 2020 et mars 2021, en raison du couvre-feu de 22 h à 6 h en vigueur à Bruxelles dans le cadre des mesures sanitaires liées à la pandémie de Covid-19, cinq rencontres sont disputées pour la première fois à Louvain,.
En mai 2013, il fut annoncé que le Stade Roi Baudouin serait prochainement abandonné et qu'un nouveau stade (sans piste d'athlétisme) baptisé Eurostadium verrait le jour à l'emplacement actuel du Parking C sur le plateau du Heysel. Le Sporting Anderlecht bénéficierait également de ces nouvelles installations pour y disputer ses rencontres à domicile (cela créera son lot de polémiques : Bart Verhaeghe, président du Club de Bruges, évoquant par exemple des problèmes « de concurrence déloyale et de conflit d'intérêt »). En septembre 2014, l'UEFA désigna Bruxelles comme l'une des treize villes hôtes pour le Championnat d'Europe de football 2020, le nouvel Eurostadium accueillant quatre rencontres dont un huitième de finale. L'inauguration de ce nouveau stade de 60.000 places est prévue vers la fin de la saison 2018-2019, soit trois ans après la pose de la première pierre, planifiée au départ lors du premier trimestre 2016. Le projet est longuement en discussion et le démarrage des travaux, d'abord repoussé à la mi-2018, puis à la mi-2019 à la suite des multiples remises en question des différents permis (environnement et urbanisme), s'annonce finalement fort compromis car, le 30 janvier 2018, la ministre flamande de l’Environnement Joke Schauvliege (CD&V) refuse d’accorder le permis d’environnement au promoteur Ghelamco et semble ainsi sceller définitivement l'enterrement du projet, même si Ghelamco ne s'avoue pas encore vaincu.
En mars 2019, il est finalement décidé de rénover le stade Roi Baudouin à l'horizon 2022, pour un montant d'environ 150 à 200 millions d'euro. C'est lors d'une conférence de presse commune entre Peter Bossaert (nl), CEO de l'URBSFA et Bob Verbeeck, co-organisateur du Mémorial Van Damme, que le projet est dévoilé.
Ce projet porte le nom de "Golden Generation Arena" et bénéficie du soutien de l'UEFA et de l'IAAF, ainsi que de tous les partis politiques du pays.

### Centre de préparation de l'équipe
Construit en une dizaine d'années, entre autres sur la base des bénéfices dégagés par l'Euro 2000, le Centre national d'entraînement de Tubize a été inauguré le 29 septembre 2016,. Il s'étale sur treize hectares et dispose de cinq terrains de football extérieurs et deux terrains de tennis, un terrain en salle ainsi que d'un hôtel équipé de diverses installations sportives. Ce complexe est voué à accueillir les différentes sélections nationales et vise à devenir un véritable centre d'élite. La Fédération royale belge de football prévoit par ailleurs d'y investir vingt millions d'euros et toutes les infrastructures de la fédération vont déménager de la « maison de verre », le siège historique situé Avenue Houba De Strooper à Bruxelles, vers Tubize dans le courant du premier trimestre de 2021,. Le site comportera alors quatre nouveaux terrains extérieurs, des bureaux, un centre de congrès avec un auditorium de 200 places et le centre névralgique du VAR.
En novembre 2019, à la suite de l'abandon du projet de l'Eurostadium, censé devenir le nouveau stade national, et des tergiversations politiques dans le cadre de la renovation du Stade Roi Baudouin, le ministre wallon des finances et des infrastructures sportives, Jean-Luc Crucke, jette un pavé dans la mare et propose de construire ce stade à Tubize, sur le site du centre national. Outre la future présence de toutes les structures administratives et sportives du football national, la ville dispose de nombreux atouts : elle se situe non loin de Bruxelles, est assez accessible (autoroutes à proximité, contournement en construction, gare, transports en communs, deux aéroports…) et se trouve également à l'intersection des régions wallonne et flamande,.

## Aspects socio-économiques

### Supporters

Logo de l’association de fait regroupant les supporters des Diables Rouges.

Tout comme l'équipe nationale, les supporters belges affichent les trois couleurs de la Belgique, généralement avec une dominante de rouge. Ce n'est qu'en 2012 que les fans ont uni leurs forces en fusionnant les clubs de supporters locaux en une grande fédération nationale nommée 1895 en mémoire de la date de fondation de l'Union Royale Belge des Sociétés de Football-Association. Un an plus tard, 1895 comptait plus de 24 000 membres. L'intérêt national envers l'équipe de football se reflète aussi par la présence occasionnelle des rois des Belges aux rencontres internationales depuis 1914,,. Le plus beau moment pour les Diables Rouges est probablement l'été 1986, lorsque la délégation belge à la Coupe du monde au Mexique fut accueillie très chaleureusement. À leur retour, les demi-finalistes sont apparus au balcon de l'Hôtel de ville de Bruxelles au pied duquel la Grand-Place de Bruxelles était submergée par une foule extatique qui salua ses héros comme si ceux-ci avaient remporté le tournoi.

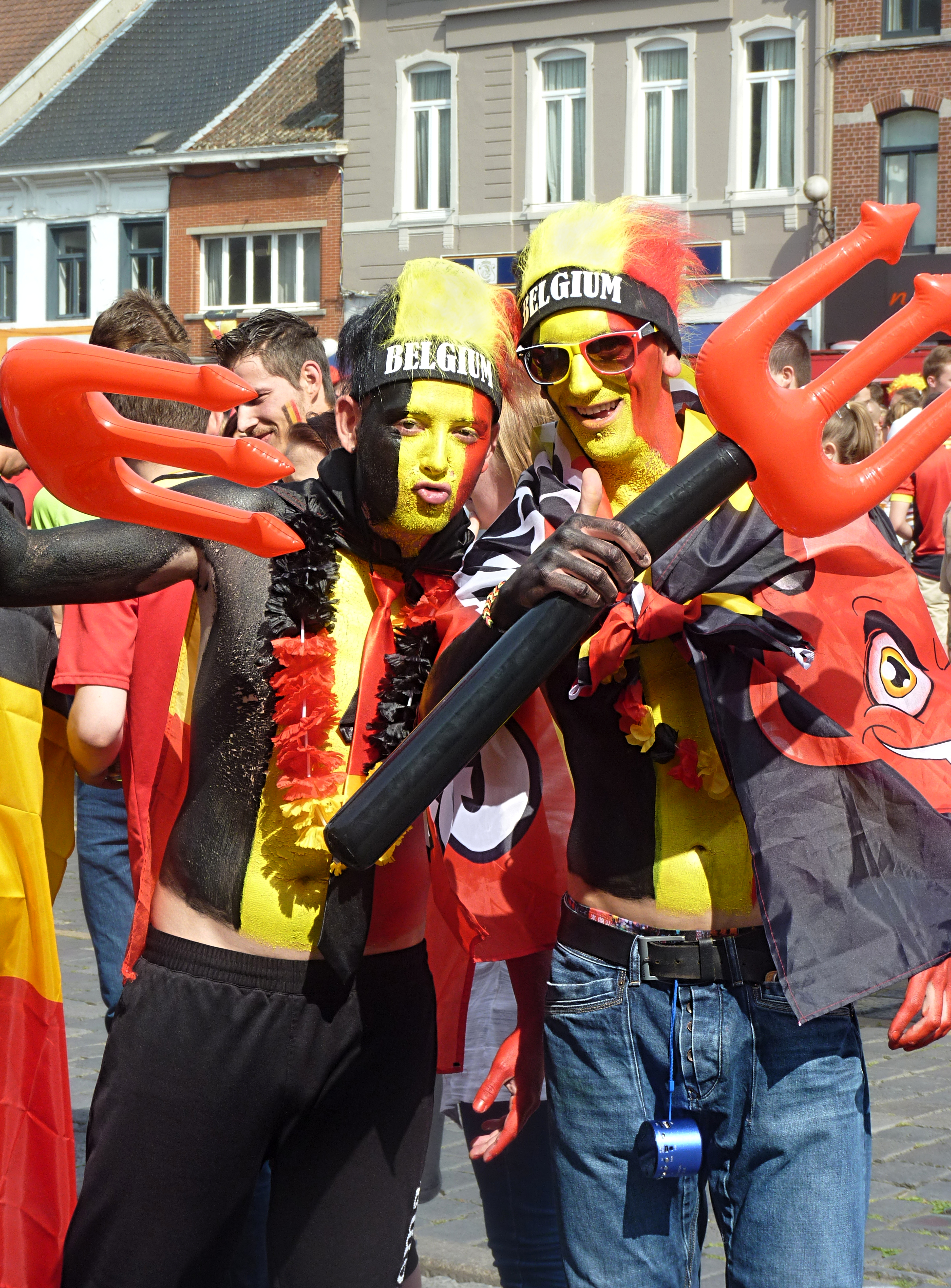
Supporters de l'équipe nationale belge de football.

Après six qualifications consécutives à la Coupe du monde entre 1982 et 2002, l'équipe belge échoua aux portes des phases finales des cinq Coupes du monde et Championnats d'Europe suivants. Entre 2004 et 2010, de nombreux journalistes décrivent alors le football belge comme moribond,. Malgré une baisse sévère de popularité générale, certains fans ont continué cependant à soutenir leur équipe dans les mauvais jours, le plus loyal d'entre eux étant sans doute Ludo Rollenberg. Ce supporter a assisté aux matchs des Diables dans le monde entier depuis 1990, ne manquant que la Kirin Cup au Japon en 1999 ainsi que deux autres rencontres en 2006 et se retrouvant même seul et unique supporter belge en Arménie en 2009.
En 2008, l'espoir renait lorsque les moins de 23 ans atteignent la quatrième place aux Jeux Olympiques de Pékin et, bien que les jeunes pousses n'arrivent pas à se qualifier pour la Coupe du monde 2010 et l'Euro 2012, la popularité et la foi en la participation à un tournoi majeur renaissent de leurs cendres.
Durant les qualifications pour la Coupe du monde 2014, le lien avec les supporters fut renforcé de manière très prononcée par le biais d'actions interactives baptisées « Les Défis des Diables » qui remportèrent un franc succès. À l'entame d'une rencontre de qualification à domicile, les footballeurs purent même découvrir pour la première fois un tifo de 10,50 m sur 11,50 m représentant un diable tricolore.
Le blason redoré de joueurs faisant aujourd'hui partie du gratin mondial et évoluant au sein de formations prestigieuses, allié aux résultats positifs obtenus par l'entraîneur Marc Wilmots durant son mandat, n'ont fait que gonfler l'enthousiasme et la popularité des Diables Rouges est actuellement à son apogée, les rencontres à domicile se jouant devant un stade le plus souvent comble. À la suite de ce pic de popularité, deux monuments belges ont été décorés aux couleurs nationales lors de la Coupe du monde 2014 : Manneken-Pis se vit revêtir d'une version miniature du maillot des Diables Rouges tandis que les facettes de la boule supérieure de l'Atomium furent couvertes de noir, de jaune et de rouge.
Les supporters belges sont aussi réputés pour êtres chaleureux et respecteux envers leurs adversaires. Par exemple, comme on peut le découvrir dans la série de reportages « Les Diables au cœur », lors du déplacement en Écosse à l'occasion des qualifications pour le Mondial 2014, quelques supporters belges ont distribué des cadeaux aux enfants malades d'un hôpital; ou encore en Bosnie-Herzégovine, lorsqu'à la fin de la rencontre ils se mirent à scander « Bosnia, Bosnia… ». Après l'élimination de leur équipe par le Pays de Galles lors de l'Euro 2016, les sympathisants belges ont démontré toute l'étendue de leur fair-play en faisant une haie d'honneur à leurs homologues gallois dans le hall de la gare de Lille-Europe.
Les chants de supporter sont typiques du pays et se déclinent dans les trois langues nationales. Les accessoires classiques du supporter des Diables Rouges sont un bonnet avec des cornes de diable ou une perruque tricolore, un trident et un maillot ou une écharpe aux couleurs de la Belgique, mais également très souvent un maquillage noir-jaune-rouge qui peut s'échelonner du très discret (joues et/ou front) à l'exubérance extrême (visage, torse et cheveux).

### Couverture médiatique

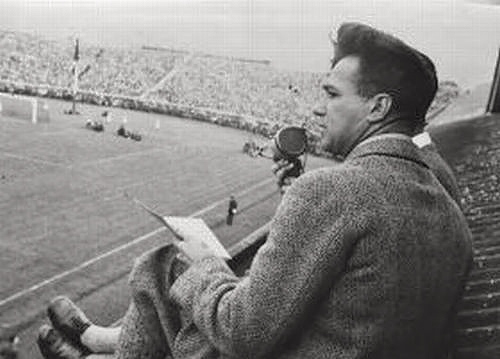
commente Belgique-Pays-Bas le 3 mai 1931.

La première couverture en direct d'un match de football de l'équipe nationale de Belgique a lieu le 3 mai 1931, quand le journaliste Gust De Muynck (nl) commente Belgique-Pays-Bas à la radio, ce qui est aussi à l'époque tout simplement le premier événement sportif jamais retransmis. Dans les décennies qui suivent, la télévision devient le moyen le plus populaire de suivre les matchs. Comme la population belge est répartie en trois communautés linguistiques, environ 60 % de néerlandophones, 40 % de francophones et moins d'1 % de germanophones, les rencontres sont diffusées à la fois en français et en néerlandais, les germanophones suivant régulièrement les matchs en français.
Jusqu'en 1991, tous les matchs de l'équipe nationale ont été diffusés sur les chaînes publiques, la RTBF pour la partie francophone du pays et la BRT pour la partie néerlandophone. Par après, des chaînes commerciales commencent à acheter les droits de diffusion de certaines rencontres. La première est la chaîne néerlandophone VTM, associée à sa chaîne-sœur Ka2. Côté francophone, c'est la chaîne privée à péage Canal+ qui joue les précurseurs et retransmet quelques matchs à l'extérieur entre 1995 et 1998. Ensuite, la chaîne RTL TVI a diffusé toutes les rencontres à domicile de 2002 à 2014, les matchs en déplacement étant retransmis par la RTBF. Cette dernière récupère l'intégralité des droits à partir de la Coupe du monde 2014. Côté néerlandophone, la situation était inversée, les matchs à domicile étant diffusés par la chaîne publique VRT et les rencontres en déplacement par la chaîne privée VT4. À partir du mondial brésilien, les deux chaînes publiques récupèrent les droits de diffusion de l'ensemble des rencontres.
Côté néerlandophone, VTM rachète en 2016 l'ensemble des droits de tous les matchs organisés sous l'égide de l'UEFA, à partir de 2018 et jusqu'en 2026, en ce compris la toute nouvelle Ligue des Nations,. Côté francophone, c'est RTL TVI qui a décroché les droits de diffusion de la Ligue des Nations jusqu'en 2022 alors que la RTBF conserve les autres compétitions jusqu'en 2026,.

### LesDiables Rougesdans la culture populaire
L'existence de trois langues nationales et trois régions, les tensions communautaires, l'émergence récurrente de partis à tendance séparatiste et le système politique belge particulièrement complexe sujet à de nombreuses et fréquentes crises, la plus grave ayant suivi l'organisation d'élections législatives anticipées le 13 juin 2010, compliquent fortement le sentiment d'appartenance nationale en Belgique. L'équipe nationale, les Diables Rouges, est avec le Roi, à l'image du mouvement de foule qu'a provoqué le décès du Roi Baudouin en 1993, et probablement à la seule exception près de la victoire belge de Sandra Kim à l'Eurovision, l'un des rares éléments autour desquels la nation se rassemble en oubliant les différents et les différences.
« "Cycling is the traditional national sport of Belgium, but soccer is the most popular." —Historian Richard Henshaw, 1979 »
« Le cyclisme est le sport national traditionnel en Belgique, mais le football est le plus populaire. —Richard Henshaw, historien, 1979 »

#### Télévision
Le ciment que représente l'équipe nationale de football se traduit, entre autres, dans les chiffres d'audience télévisuelle des rencontres internationales, les matchs des Diables Rouges trônant systématiquement en tête de l'audimat, particulièrement lors de leur participation à des tournois majeurs comme la Coupe du monde au Brésil. Les rencontres de qualification et de phase finale du Championnat d'Europe en France ont fait exploser tous les records rassemblant à chaque fois plus de 2 millions de Belges devant leur petit écran,. La barrière des 3 millions de téléspectateurs est franchie lors du premier match des Diables face au Canada lors de la Coupe du monde 2022 (1 180 443 au Sud du pays et 1 823 753 au Nord, selon le CIM).
En préambule à la Coupe du monde au Brésil, une série de reportages en 8 épisodes fut diffusée sur les deux chaînes nationales, intitulée « Les Diables au cœur » sur la RTBF côté francophone et « Iedereen Duivel » sur la VRT côté néerlandophone. La série filmée dans l'intimité des joueurs et du staff offrit un regard de l'intérieur sur la vie du groupe lors des rencontres de qualification ainsi que sur le fanatisme de quelques-uns de leurs supporters. Le volet le plus poignant concerne sans aucun doute Stijn Umans, atteint d'un cancer des os, dont le rêve était d'accompagner les Diables Rouges au Brésil et qui s'est éteint le 19 juin 2015.

#### Musique

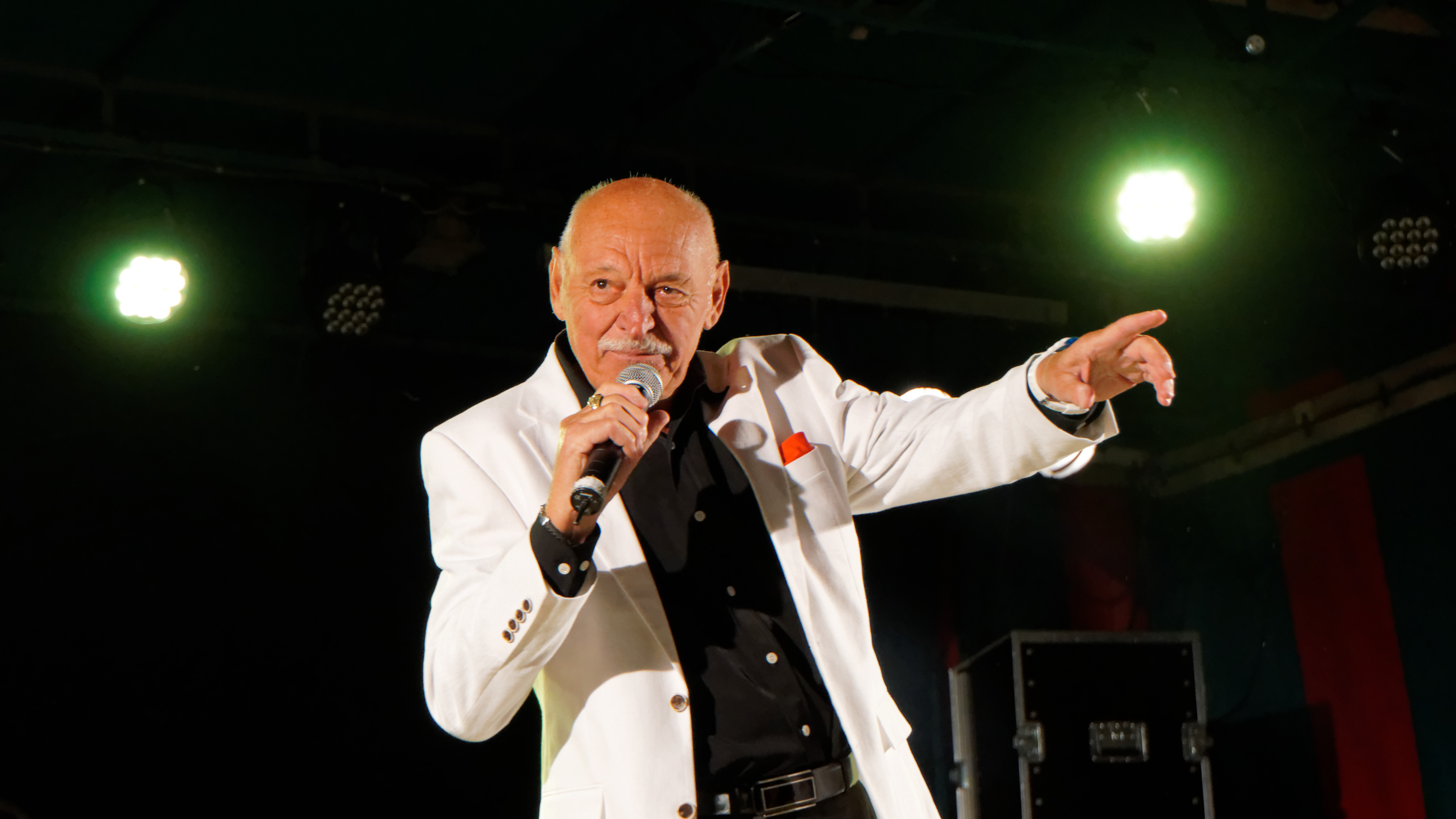
Le Grand Jojo lors de la fête nationale au Sablon en 2014.

L'engouement pour l'équipe nationale peut aussi se mesurer à travers les chansons écrites par le Grand Jojo, icône belge par excellence, connu et reconnu aux quatre coins du pays et représentant d'une certaine belgitude, et destinées à être reprises en cœur par tous les supporters, jeunes et vieux, du Nord au Sud, à gorge déployée lors des matchs des Diables. Chaque Coupe du monde à laquelle la Belgique a participé depuis 1986, et ce jusqu'à sa mort en 2021, a ainsi connu son tube :
- 1986 E viva Mexico
- 1990 Le Mondiale
- 1994 Les petits Belges en Amérique
- 2002 Les Belges à Tokyo
- 2013 Viva Brasil
- 2018 Goal, goal, goal[322]

Le Grand Jojo n'est pas le seul à accompagner musicalement les exploits de l'équipe nationale, plusieurs artistes ont été appelés par la fédération à composer et/ou interpréter les chansons « officielles » des Diables Rouges. C'est Stromae qui est désigné pour interpréter l'hymne officiel de l'équipe de football belge pour la Coupe du monde 2014 au Brésil. Il choisit le titre « Ta fête », 4e single de l'album « Racine carrée », qui sort le 3 février 2014.
- 2014 Ta fête

En mars 2016, il est rendu public que c'est Lou Deprijck, ex-leader du groupe Lou and the Hollywood Bananas, qui chanterait l'hymne des Diables Rouges à l'Euro 2016, en compagnie de Miss Belgique 2015, l'Anversoise Annelies Törös :
- 2016 Come on Belgium

Fin 2017, les joueurs eux-mêmes choisissent le rappeur Damso comme interprète de l'hymne officiel de l'équipe de football belge pour la Coupe du monde 2018 en Russie ce qui déclenche presque immédiatement une polémique eu égard au caractère misogyne des paroles de certaines de ses chansons. En mars 2018, dans le courant de la semaine internationale des droits des femmes, la fédération belge de football, après avoir d'abord maintenu et défendu son choix, cède à la pression des sponsors et annonce renoncer à sa collaboration avec l'artiste, en raison des paroles « sexistes » de ce dernier. Damso publie le 9 mars 2018 via Twitter un extrait du titre Humains qui parle de diversité et devait accompagner les Diables Rouges en Russie.
- 2018 Humains

Lors de l'Euro 2020, c'est un morceau inspiré du tube de MC Hammer « U Can't Touch This » qui est choisi avec pour vocation d'accompagner les Diables au-delà de l'Euro et de résonner également au Stade Roi Baudouin, lors de chaque but inscrit en Ligue des Nations et lors des matches qualificatifs pour le Mondial 2022,.
- 2021 #DEVILTIME

Pour la Coupe du monde 2022 au Qatar, c'est Oscar and the Wolf qui décroche la timbale avec sa chanson « Warrior » qui, pour l'interprète, s'adresse à tous ceux et celles qui se battent pour quelque chose.
- 2022 Warrior

À l'occasion de l'Euro 2024, l'humoriste Martin Charlier lance le projet de réunir 1 500 supporteurs et fans de musique afin d'enregistrer le titre « Wunderbar » destiné à motiver les joueurs belges tout au long de leur campagne en Allemagne,. Si ce dernier est l'hymne officiel choisi par la fédération belge, du côté flamand aussi un hymne « non officiel » voit le jour : « On Met La Patate », réalisé par une star des réseaux sociaux au nord de la Belgique, Rob Van Impe alias Average Rob (nl),.
- 2024 Wunderbar
- 2024 On Met La Patate

#### Littérature
De nombreux ouvrages ont été rédigés au cours des années sur les Diables Rouges, le plus souvent des recueils de statistiques et d'anecdotes des matchs de l'équipe nationale retraçant ainsi son histoire depuis ses débuts en 1904. Parmi les derniers en date, « Les Diables Rouges. Le livre officiel », édité par la Renaissance du Livre avec l'aval de l'URBSFA  (ISBN 978-2507051624) et paru le 16 novembre 2013, retrace une vue d'ensemble des plus beaux moments de la préparation des Diables Rouges à la Coupe du monde 2014, avec une sélection des meilleures photos d'archives et une description des moments forts de la campagne et a été rédigé par les plus grands spécialistes et journalistes belges. En février 2014 est paru un autre ouvrage sensiblement plus original et personnel, « Diables d'hommes », qui effectue un retour sur 20 ans de folie, entre 1982 et 2002 période à laquelle la Belgique n’a raté aucune Coupe du monde, à travers le témoignage et regard des acteurs, joueurs et entraîneurs, mais également de quelques témoins privilégiés et qui jette aussi un regard sur un avenir plein de promesses. En avril 2016 paraît une nouvelle édition de « Les Diables Rouges. Le livre officiel »  (ISBN 978-2507053789), avec des textes de Pierre Danvoye et qui couvre aussi la période préparatoire au Championnat d'Europe 2016.
Voici une liste non exhaustive de quelques ouvrages édités en français et dont certains ont fourni la matière à cet article (Bibliographie et Annexes en bas de page) :
- GULDEMONT, Henry. Toute l'histoire du football belge / Henry Guldemont, Bruxelles: Arts & Voyages, 1978. - 1 vol. (325p.) : ill., couv. ill en coul. ;  (ISBN 978-2-8016-0012-2) et  (ISBN 2-8016-0012-1)
- HUBERT, Christian. Les diables rouges / Christian Hubert. - Tournai: Arts et Voyages, 1980. - 1 vol. (208p.) : ill., couv. ill en coul. ;  (ISBN 2-8016-0046-6)
- HUBERT, Christian. Les diables rouges (édition revue et augmentée) / Christian Hubert. - Tournai: Gamma, 1981. - 1 vol. (253p.) : ill., couv. ill en coul. ;  (ISBN 2-7130-0494-2)
- DUBOIS, Michel. Le Mundial '82 des diables rouges et des autres / Michel Dubois. - Tournai: Gamma, 1982. - 1 vol. (309p.) : ill., couv. ill en coul.
- Collectif. Les Diables Rouges et la Coupe du monde / Rik De Saedeleer, Yvan Sonck, Raymond Arets, François Colin. - Zaventem: Elsevier, 1986. - 1 vol. (128p.) : ill., couv. ill en coul.
- HUBERT, Christian. De Montevideo à Orlando / Christian Hubert. - Bruxelles : Labor, 1994. - 1 vol. (215p.) : ill., couv. ill. en coul. ;  (ISBN 2-8040-1009-0)
- Collectif. Les Diables Rouges en Amérique / Michel Dubois, Joël Godaert, François Colin. - Tielt : Lannoo, 1994. - 1 vol. (150 p.) : ill. en noir et en coul., couv. ill. en coul. ;  (ISBN 90-209-2416-8)
- GULDEMONT, Henry. 100 ans de football en Belgique: 1895-1995, Union royale belge des sociétés de football association / Henry Guldemont, Bob Deps. - Bruxelles : Vif  éd., 1995. - 1 vol. (312 p.) : ill. en noir et en coul., couv. ill. en coul. ;  (ISBN 90-5466-151-8)
- Collectif. Le Dictionnaire des Diables Rouges / Bruno Govers, Pierre Bilic, Claude Henrot, Bruno Dubois, Pierre Danvoye. - Bruxelles : Euro Images Productions, 2000. - 1 vol. (320p.) : ill., couv. ill en coul. ;  (ISBN 978-9-0766-2811-0) et  (ISBN 90-76628-11-4)
- HUBERT, Christian. Le siècle des Diables rouges / Christian Hubert. - Bruxelles : Luc Pire, 2006. - 1 vol. (152p.) : ill., couv. ill en coul. ;  (ISBN 2-87415-684-1)
- Collectif. Les Diables Rouges : Le livre officiel / Karl Vannieuwkerke, Frank Raes, Bart Raes, Gilles De Coster, Dirk Deferme, Frédéric Larsimont, François Collin, Frank Buyse, Stefan Van Loock, Stefan Keignaert, Kristof Terreur, Jean-Marc Ghéraille, Stijn Vanderhaeghe et Philippe Albert. - Waterloo : Renaissance du Livre, 2013. - 1 vol. (176p.) : ill., couv. ill en coul. ;  (ISBN 978-2-50705-162-4)
- COLIN, François. Les Diables Rouges : 1900-2014 / François Colin ; [traduction du néerlandais : Étienne Terroir]. - Bruxelles : Racine, 2014. - 1 vol. (204p.) : ill., couv. ill en coul. ;  (ISBN 978-2-87386-892-5)
- BEAUJEAN, Olivier. Diables d'hommes / Olivier Beaujean, Frédéric Renson, Xavier Thirion - Bruxelles : Éditions Mardaga, 2014. - 1 vol. (160p.) : ill., couv. ill en coul. ;  (ISBN 978-2-80470-188-8)
- DANVOYE, Pierre. Les Diables Rouges : Le livre officiel / Pierre Danvoye. - Waterloo : Renaissance du Livre, 2016. - 1 vol. (192p.) : ill., couv. ill en coul. ;  (ISBN 978-2-50705-378-9)

#### Bande dessinée

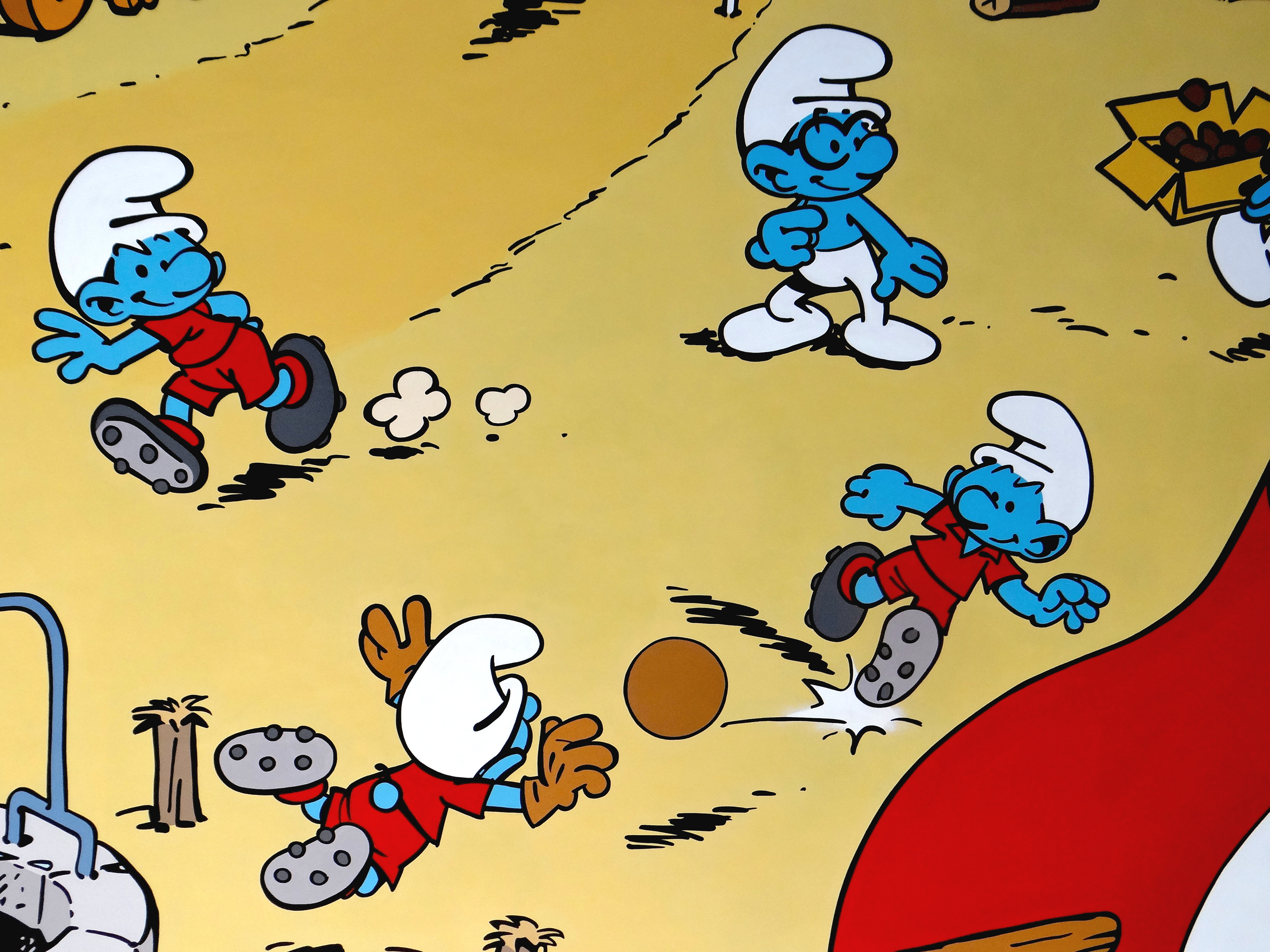
Détail de la fresque des Schtroumpfs, située sur le parcours BD de Bruxelles, en hommage et faisant référence aux Diables Rouges.

La consécration vint sans doute de l'entrée des Diables Rouges dans le monde de la bande dessinée, le « neuvième art », une véritable institution en Belgique.
En 1982, Françoise Hugues et Raymond Reding publient en effet, dans le cadre de leur série « Éric Castel », un album qui raconte les exploits des Diables Rouges sur le chemin de la qualification pour la Coupe du monde en Espagne.
- Hors série Éric Castel raconte… Allez les Diables Rouges !, Novedi Hachette, 1982
Scénario et dessin : Raymond Reding - Couleurs : Françoise Hugues - (ISBN 2-8001-1939-X)

Une autre série, entièrement consacrée à l'équipe nationale a vu le jour plus récemment en mai 2013, surfant sur la vague d'enthousiasme provoquée par le parcours exceptionnel en qualifications pour la Coupe du monde au Brésil. Intitulée « Les Diables Rouges », elle compte à ce jour 8 albums :
- 1 Destination Brésil, Joker éditions, 2013
Scénario : André Lebrun - Dessin : Philippe Bercovici - Couleurs : Ricardo Manhaes - (ISBN 978-2-87265-527-4)
- 2 On y va !, Joker éditions, 2013
Scénario : André Lebrun - Dessin : Philippe Bercovici - Couleurs : Ricardo Manhaes - (ISBN 978-2-87265-595-3)
- 3 Rendez-vous au sommet !, Joker éditions, 2014
Scénario : André Lebrun - Dessin : Philippe Bercovici - Couleurs : Ricardo Manhaes - (ISBN 978-2-87265-616-5)
- 4 Rendez-vous à Paris !, Joker éditions, 2015
Scénario : André Lebrun - Dessin : Philippe Bercovici - Couleurs : Ricardo Manhaes - (ISBN 978-2-87265-662-2)
- 5 On peut le faire !, Joker éditions, 2016
Scénario : André Lebrun - Dessin : Philippe Bercovici - Couleurs : Ricardo Manhaes - (ISBN 978-2-87265-690-5)
- 6 L'épopée russe, Kennes Éditions, 2018
Scénario : Lapuss et Falzar - Dessin : Stédo - Couleurs : BenBK - (ISBN 978-2-87580-526-3)
- 7 Enfer et dames nations, Kennes Éditions, 2021
Scénario : Lapuss - Dessin : Stédo - Couleurs : BenBK et Picksel - (ISBN 978-2-380-75073-7)
- 8 Mieux vaut Qatar que jamais !, Kennes Éditions, 2022
Scénario : Daniel Bultreys - Dessin et couleurs : Gurcan Gürsel - (ISBN 978-2-380-75764-4)

Parue en mai 2016, une nouvelle série intitulée « Les diablitos », dérivée de la précédente et suivant une tendance très marquée à revisiter les héros de bande dessinée au stade de l'enfance, renvoie les Diables Rouges sur les bancs de l'école, elle compte à ce jour 2 albums :
- 1 Écolage immédiat, Joker éditions, 2016
Scénario : Jean Derycke - Dessin et couleurs : Philippe Bercovici - (ISBN 978-2-87265-684-4)
- 2 Apprentissage sur le tas, Joker éditions, 2017
Scénario : Jean Derycke - Dessin et couleurs : Philippe Bercovici - (ISBN 978-2-87265-714-8)

En septembre 2022, une série visant un public plus jeune et intitulée « Les Diables Rouges Espoirs » est éditée à quelques semaines de la Coupe du monde au Qatar, elle compte à ce jour 1 album :
- 1 Hors-jeu, Kennes Éditions, 2022
Scénario : François Maingoval - Dessin : Jean-Marc Krings - Couleurs : Picksel - (ISBN 978-2-380-75500-8)

#### Vignettes à collectionner
En prélude à la Coupe du monde 2014 et à la suite de la popularité retrouvée des Diables Rouges, Carrefour Belgium, filiale du groupe Carrefour et sponsor officiel de l'équipe belge, flaire le bon coup. Profitant de l'effervescence et en collaboration avec la célèbre maison d'édition Panini, dès la fin avril 2014, elle propose un album exclusif de 180 vignettes à collectionner, entièrement consacré à l'équipe de Belgique. L'album, ainsi que les pochettes d'autocollants qui sont distribuées par tranche d'achat de 25 euros, n'est évidemment disponible que dans les magasins du groupe (hypermarchés Carrefour, Carrefour Market et Carrefour Express). Le succès est immédiat, plus de 12,6 millions de pochettes sont écoulées en moins d'un mois. Carrefour remet cela l'année suivante avec un nouvel album, en marge des éliminatoires du Championnat d'Europe 2016, et cette fois la rage est telle que l'entreprise se voit contrainte à deux reprises de recommander des albums à son réputé fournisseur,. Forte de ce raz-de-marée, l'enseigne continue sur sa lancée et démarre une nouvelle campagne le 6 avril 2016 avec un troisième album de… 320 vignettes, plus 20 à collecter après le tournoi, peu avant la phase finale de l'Euro en France. Une nouvelle fois, les albums et les pochettes de vignettes s'arrachent comme des petits pains. À l'aube de la Coupe du monde en Russie, Carrefour lance une nouvelle action fin avril 2018. Si celle-ci, dont la mécanique est inchangée, reste centrée sur un nouvel album de vignettes, chaque pochette contient cette fois également un autocollant épargne dont l'accumulation permet l'acquisition à prix réduit de figurines Diables Rouges. Du 19 octobre au 12 décembre 2022, Carrefour présente une nouvelle action, cette fois dans le cadre de la Coupe du monde au Qatar : un sachet de 4 vignettes est offert par tranche d'achat de 20 euros et un nouvel album de 132 vignettes est édité.

## Rivalités avec d'autres équipes nationales
Les principaux rivaux sont tout d'abord les proches voisins de la Belgique : les Pays-Bas, la France, le Grand-Duché de Luxembourg, l'Allemagne et l'Angleterre.
L'équipe de Belgique rivalise surtout avec deux pays : la France et les Pays-Bas. Ces trois pays s'affrontent d'ailleurs très souvent.
Le bilan des rencontres entre la Belgique et la France est de 30 victoires pour la Belgique à 26 pour la France auxquelles s'ajoutent 19 partages. La dernière confrontation entre les deux équipes ayant marqué les esprits remonte au 10 juillet 2018 lors de la demi-finale de la Coupe du monde. Les Diables se sont inclinés 1-0 face à une formation française supérieure tactiquement et défensivement. Malgré quelques occasions belges en première période, Samuel Umtiti a ouvert le score juste après la mi-temps sur corner. Les Belges ont été ensuite neutralisés et impuissants jusqu'à la fin du match, manquant ainsi leur rendez-vous avec la première finale mondiale de leur histoire.
Le bilan des oppositions entre la Belgique et les Pays-Bas est à l'avantage des Néerlandais avec 56 victoires contre 41 pour la Belgique (31 matchs nuls). L'un des derniers matchs fut cependant brillamment remporté par les Diables Rouges (4-2), juste avant les qualifications pour la Coupe du monde 2014.

### Rivalité avec les Pays-Bas

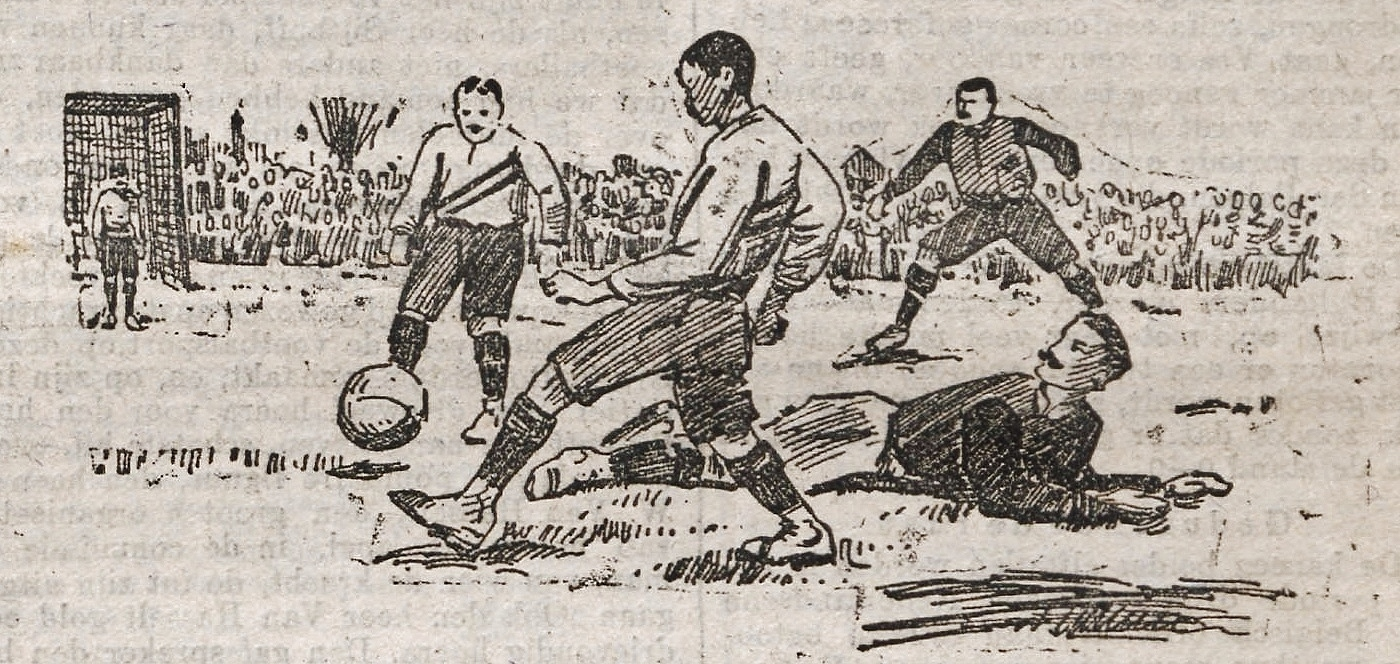
Illustration d'une rencontre amicale entre la Belgique et les Pays-Bas dans le cadre de la Rotterdamsch Nieuwsblad Beker au Schuttersveld de Rotterdam en 1905.

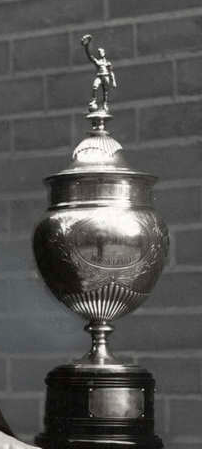
Coupe Van den Abeele « Het Koperen Dingetje ».

Plus qu'avec n'importe lequel de ses quatre pays voisins, la Belgique maintient une rivalité sportive importante avec les Pays-Bas, notamment dans le football. Cela peut essentiellement s'expliquer par la longue histoire commune des deux pays (ils ont été ensemble membre des Dix-Sept Provinces et du royaume uni des Pays-Bas), la taille similaire des deux pays et, dans ce cas particulier, leur passion commune partagée de longue date pour le football. Tenant compte de cela, on pourrait dire que les Diables Rouges et les Oranje sont des adversaires idéaux pour le football. Les compétitions sportives internationales entre la Belgique et les Pays-Bas, généralement les matchs de football, sont aussi appelés Derby des Plats Pays (Derbies der Lage Landen). Même si les deux pays entretiennent de bonnes relations, et que ces duels n'ont pas lieu dans une atmosphère hostile, l'ambiance est généralement très tendue, y compris lors des matchs amicaux.
Le premier contact international de la Belgique date du 28 avril 1901 et vit le jour grâce à un mécène, Frédéric Van den Abeele. Président du cercle d'escrime La Concorde et président d'honneur du Beerschot, il créa un challenge à son nom pour lequel un trophée fut conçu : la Coupe Van den Abeele, surnommée plus tard « Het Koperen Dingetje » (« la petite chose en cuivre »). Le but initial était de réunir les meilleures équipes du continent mais, devant l'extrême difficulté d'organisation, il fut décidé de s'en tenir à un match entre la meilleure formation belge, renforcée par quelques Anglais, et une sélection néerlandaise rassemblée par Cees van Hasselt (nl), joueur et entraîneur au Sparta Rotterdam. Pour la petite histoire, la Belgique a remporté ce match (non officiel) à domicile sur le score de (8-0). 3 nouvelles rencontres entre 1902 et 1904, toutes aussi officieuses et toujours dans le cadre de la Coupe Van den Abeele se soldèrent par autant de nouvelles victoires belges. Il a ensuite été décidé que la Belgique jouerait deux fois par an contre les Pays-Bas à partir de 1905, cette fois dans le cadre de rencontres officielles, généralement une fois à Anvers pour la Coupe Van den Abeele, et une fois à Rotterdam dans le cadre de la Rotterdamsch Nieuwsblad Beker, puis plus tard à Amsterdam. Les Oranje ont remporté le premier match officiel entre les deux sélections en 1905 à l'extérieur (1-4) après prolongation. Un an plus tard, la Belgique a également connu sa première victoire officielle dans un Derby (5-0). La Belgique et les Pays-Bas se sont rencontrés à 128 reprises. Jusqu'au milieu des années 1960, ces deux voisins se rencontraient normalement deux fois par an lors de matchs amicaux. Par la suite, les deux équipes se sont rencontrées plusieurs fois lors des qualifications pour la Coupe du monde ou le Championnat d'Europe. Elles se sont également rencontrées lors des Jeux Olympiques (en 1920) et à deux reprises au premier tour de la phase finale de la Coupe du monde (lors des éditions de 1994 et de 1998).
Dans les confrontations directes, les Oranje mènent, ils ont remporté 57 duels, les Diables Rouges 41 et 31 rencontres se sont terminées sur un partage. La dernière victoire néerlandaise date de 2022 en phase de groupes de la Ligue des nations (1-0) et la dernière victoire belge de 2012 en match amical (4-2).

### Rivalité avec la France

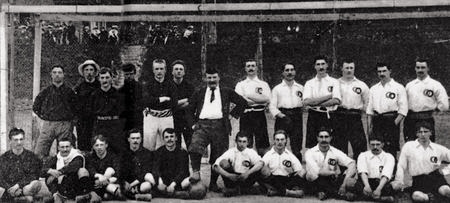
Le 1 mai 1904 : équipe belge (à gauche) et équipe française (à droite) encadrant l'arbitre John C. Keene, posant avec le ballon du match.

La rivalité sportive entre la Belgique et la France est également historique, la première rencontre entre les deux sélections a lieu le 1er mai 1904, ce match est la toute première rencontre officielle pour chacune des deux équipes. Dans le cadre de l'amitié franco-belge, le mécène Évence Coppée décide d'organiser un match de football pour un trophée qui porte son nom. Au cours de leur histoire, les deux équipes se sont rencontrées à de très nombreuses reprises, jusqu'au début des années 1970, ces sélections se rencontraient quasi-annuellement pour un match amical, par la suite la Belgique et la France se sont affrontées quatre fois durant des éliminatoires pour la Coupe du monde (éliminatoires 1958 et de 1982). Trois matchs ont eu lieu en phase finale de la Coupe du monde: le premier en huitième de finale de la Coupe 1938, le second pour la troisième place de l'édition de 1986 et le dernier en demi-finale en Russie en 2018. En ce qui concerne le Championnat d'Europe des nations, les deux pays se sont rencontrés quatre fois lors des éliminatoires (pour l'Euro 1968 et pour l'Euro 1976) et une fois en phase finale (Euro 1984).
Au total, les deux équipes se sont affrontés à 75 reprises, les Diables Rouges ont remporté 30 matchs, Les Bleus 26. La dernière victoire française date de 2021 en demi-finale de la Ligue des nations (2-3) et la dernière victoire belge de 2015 à Paris (3-4).

### Rivalité avec le Grand-Duché de Luxembourg
Les relations footballistiques de la Belgique et du Luxembourg sont fortement occultées par les statistiques officielles de l'URBSFA mais leur rivalité n'en est pas moins aussi fréquente et historique que face aux Pays-Bas ou à la France.

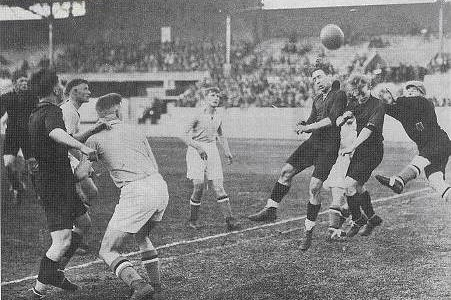
Phase de jeu disputée lors de la victoire face au Luxembourg (5–3) aux Jeux Olympiques de 1928.

Ces deux nations se sont affrontées à raison de 2 à 3 fois l'an depuis 1924 avec la seule distinction que, dans la très grande majorité des cas, à l'exception de matchs dans le cadre d'un tournoi majeur, c'est l'équipe « réserve » ou « équipe B » des Diables Rouges, aussi dite des « aspirants », qui est opposée à l'équipe du Luxembourg. La FLF comptabilise dès lors ces rencontres parmi ses statistiques officielles, à l'inverse bien évidemment de l'URBSFA. Entre 1924 et 1976 ce ne sont ainsi pas moins de 75 rencontres (non officielles côté belge) qui ont eu lieu pour un bilan très largement à l'avantage de la Belgique avec 57 victoires contre 7 au Grand-Duché. Les statistiques officielles belges ne font mention durant la même période que de seulement 8 matchs dont une opposition lors des Jeux Olympiques (en 1928), un match de qualification pour la Coupe du monde (éliminatoires 1938) et deux rencontres de qualification pour le Championnat d'Europe (éliminatoires 1968). De manière officielle, La Belgique et le Luxembourg se sont ainsi affrontés au total à 18 reprises et le Grand Duché ne s'imposa qu'une seule et unique fois en 1945 lors d'un match amical (4-1). C'est encore et toujours la dernière victoire en date des Luxembourgeois, la dernière victoire belge datant elle de 2008 (5-1), avec notamment le premier triplé de la carrière de Romelu Lukaku. Cette dernière rencontre fut initialement déclassée et requalifiée comme match d’entraînement par la FIFA le 3 juin 2014 car la Belgique avait effectué 7 remplacements au lieu des 6 autorisés lors de joutes amicales.

### Rivalité avec l'Allemagne
L'Allemagne est, avec l'équipe des amateurs anglais et la Suède, l'un des premiers adversaires que la Belgique a rencontré en dehors de ses autres voisins directs, la France et les Pays-Bas. La première rencontre officielle entre les deux formations a lieu le 16 mai 1910 et se solde par une victoire belge (0-3), elle est toutefois précédée d'une rencontre officieuse à Liège le 24 mai 1908 achevée sur le même résultat. Les deux nations se sont rencontrées ensuite de manière régulière tous les 2 à 3 ans, à l'exception des périodes de guerre et d'une interruption de près de dix ans entre 1995 et 2004.
Le bilan est largement à l'avantage des Allemands avec 20 victoires contre 5 aux Diables Rouges et un partage. La dernière victoire allemande date de 2011 lors de éliminatoires du Championnat d'Europe 2012 et la dernière victoire belge de 2023 en match amical.
La Mannschaft peut d'ailleurs être considérée comme la « bête noire » de la Belgique, l'ayant écartée de deux participations au Championnat d'Europe des nations (éliminatoires 1992 et 2012) et battue deux fois en phase finale (en demi-finales de l'édition 1972 et en finale de l'édition 1980). Les Diables sont également éliminés par la sélection allemande à deux reprises au stade des huitièmes de finale de la Coupe du monde (1934 et 1994).
Les Diables Rouges ont également été opposés à l'Allemagne de l'Est lors de deux phases de qualifications au Championnat d'Europe des nations (éliminatoires 1976 et 1984) et de quelques rencontres amicales dont la dernière, le 12 septembre 1990, fut le tout dernier match officiel de la R.D.A.
Le bilan face aux Est-Allemands est beaucoup plus équilibré, chacun des deux pays ayant remporté trois victoires et partagé à deux occasions.

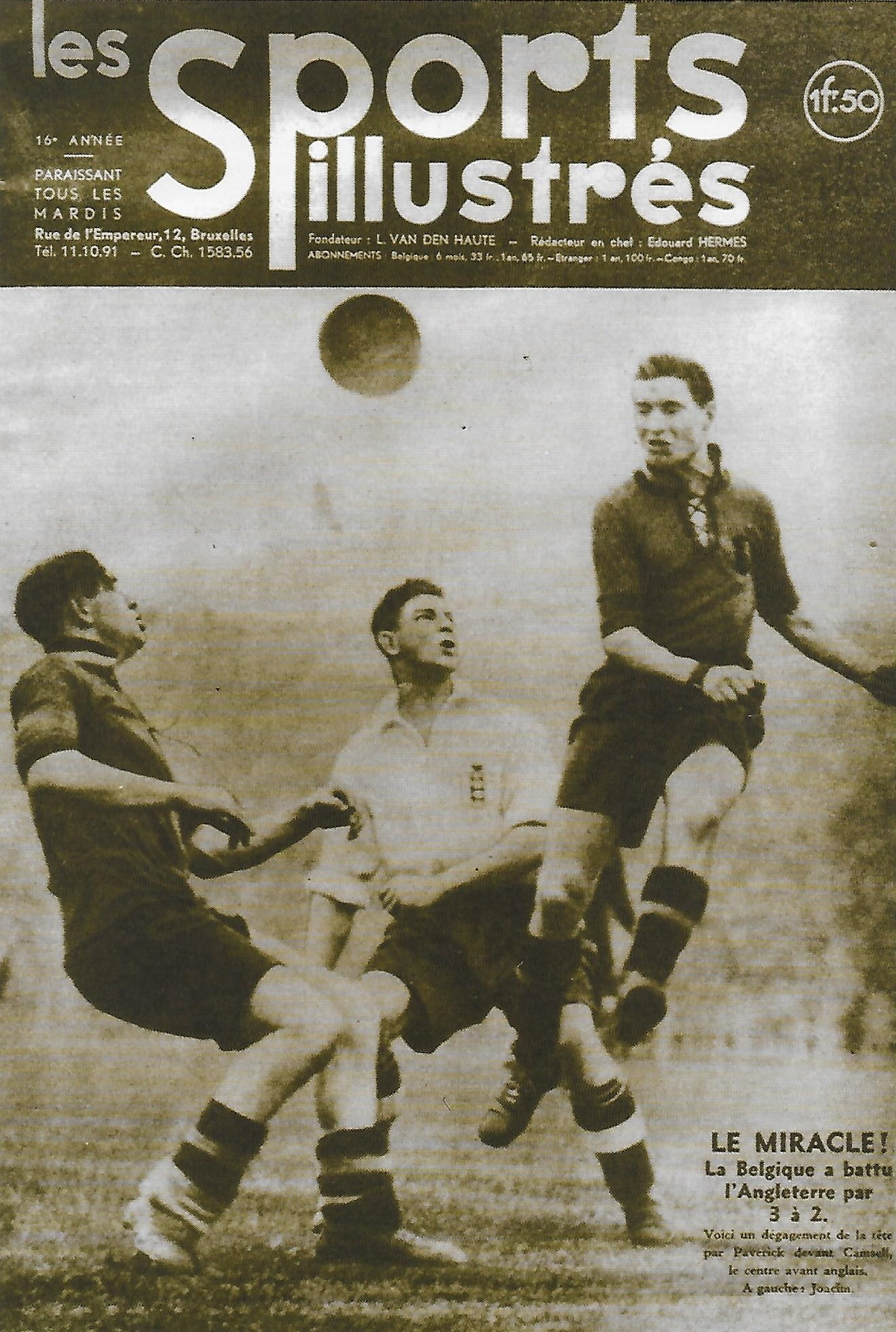
Couverture de la revue "Les Sports Illustrés" après la victoire face à l'Angleterre, le 9 mai 1936.

### Rivalité avec l'Angleterre
La rivalité entre la Belgique et l'Angleterre remonte à 1908. Durant la période avant-guerre, les Belges se sont toutefois frottés aux amateurs britanniques avant de se mesurer aux professionnels à partir de 1921.
Les deux nations se sont affrontées en moyenne une fois par an jusqu'à la Coupe du monde 1954, à l'exception des périodes de guerre, et tous les dix ans environs depuis.
La Belgique et l'Angleterre ne se sont jamais affrontées durant les éliminatoires pour le Championnat d'Europe des nations ou la Coupe du monde. Elles se sont par contre affrontées cinq fois en phases finales, à trois reprises lors des phases de groupes du Championnat d'Europe 1980, de la Coupe du monde 1954 et de la Coupe du monde 2018, et une fois au stade des huitièmes de finale de la Coupe du monde 1990 ainsi qu'a l'occasion du match pour la troisième place de la Coupe du monde 2018.
La rencontre de 1990 est également synonyme de l'une des plus grandes frustrations du football belge, les Diables Rouges ayant été éliminés par un but de David Platt à la 119e minute d'un match qu'ils avaient archi-dominé.
Même si le bilan est largement à l'avantage des Anglais avec 6 victoires contre 2 aux Diables Rouges et un partage face aux amateurs, 17 victoires contre 4 à la Belgique et 5 matchs nuls face aux professionnels, c'est face à l'Angleterre que la Belgique a signé trois de ses plus grands exploits. En effet, le 26 mars 1910, les amateurs sont tenus en échec (2-2) pour la première fois de leur histoire par une équipe du continent; le 9 mai 1936, ce sont les professionnels qui s'inclinent (3-2) sur ce qui est très longtemps resté la seule victoire face à ceux-ci, qualifiée de miracle par la presse belge de l'époque, et le 14 juillet 2018, la Belgique s'impose une seconde fois (2-0) dans le match pour la troisième place, après avoir déjà remporté la rencontre en phase de poules (1-0) le 28 juin 2018, à l'occasion de la Coupe du monde en Russie, mettant ainsi fin à plus de 80 ans de disette et signant le meilleur résultat jamais atteint dans cette compétition.
Les deux dernières victoires respectives des deux équipes remontent à la double confrontation dans le cadre de la Ligue des nations où chacune d'entre elles a remporté sa rencontre à domicile (2-1 pour les Anglais à Wembley et 2-0 pour les Belges à Louvain).

## Personnalités historiques

### Sélectionneurs
Avant 1910, un comité de la fédération belge sélectionne les joueurs. Depuis le recrutement de l'Écossais William Maxwell, un sélectionneur appointé officie à la tête de la sélection.

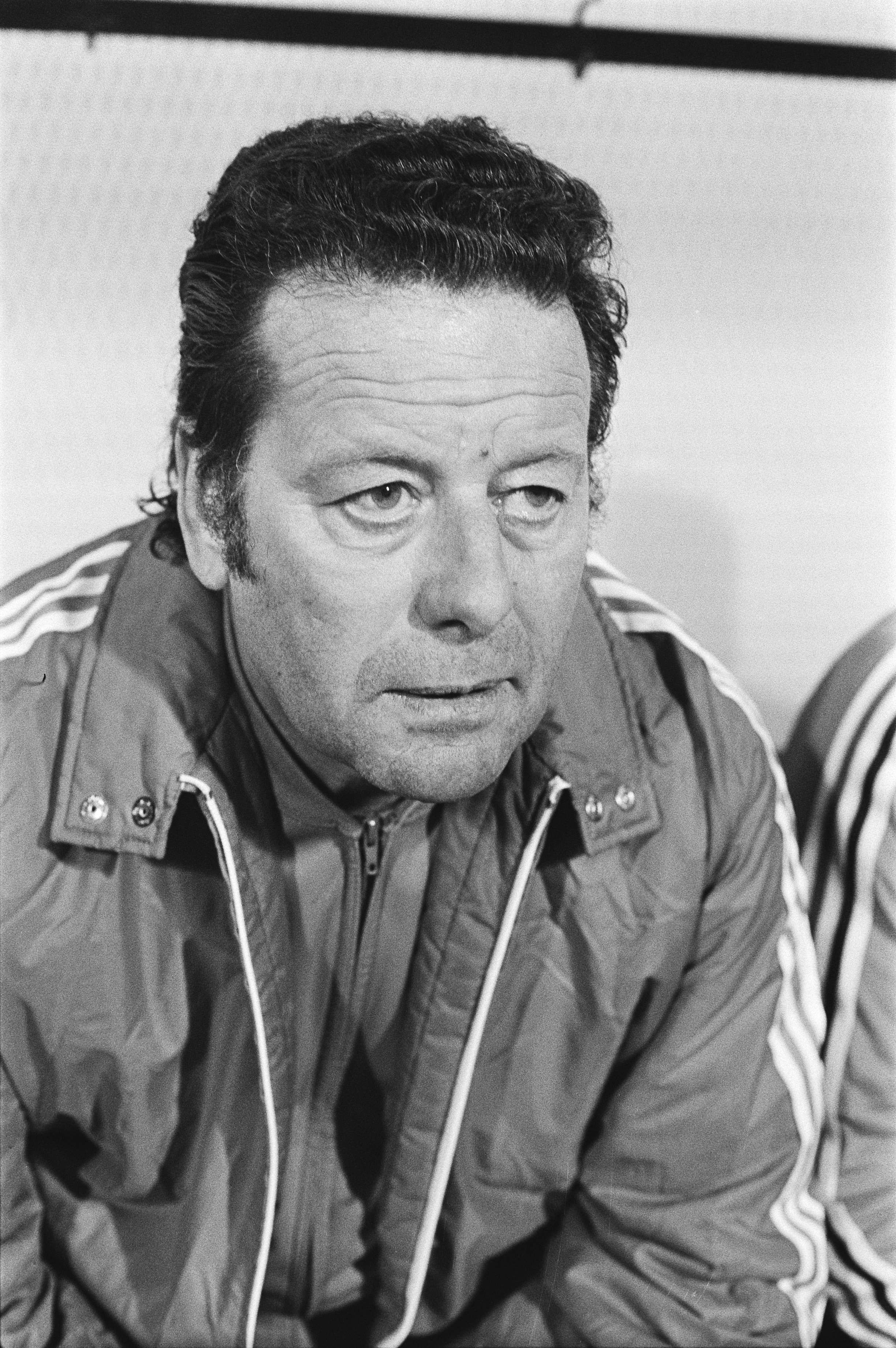
Guy Thys, sélectionneur de 1976 à 1989 et de 1990 à 1991. La plus grande longévité (114 matchs) et le meilleur bilan (finaliste de l'Euro 1980 et demi-finaliste du Mondial 1986).

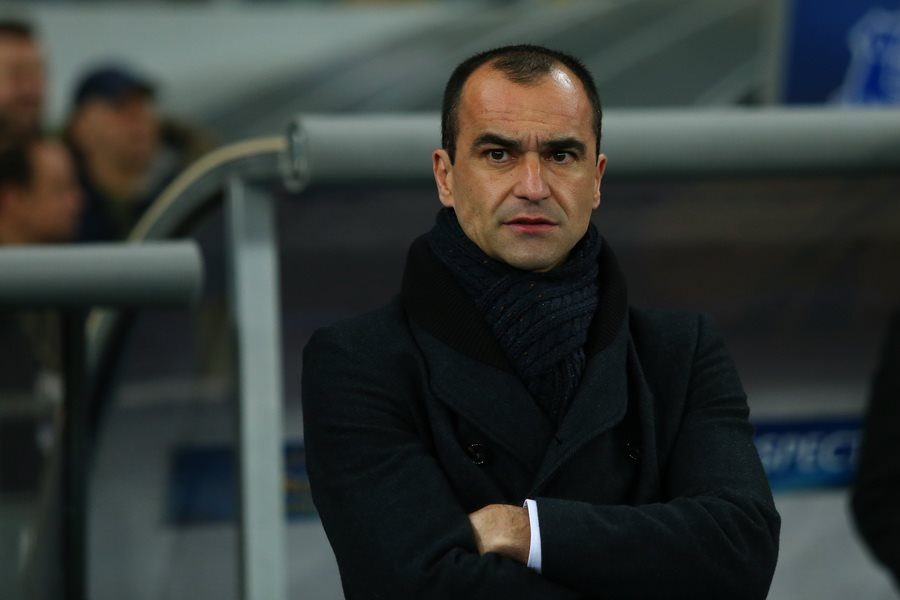
Roberto Martínez, sélectionneur de 2016 à 2022, obtient le meilleur résultat (troisième du Mondial 2018).

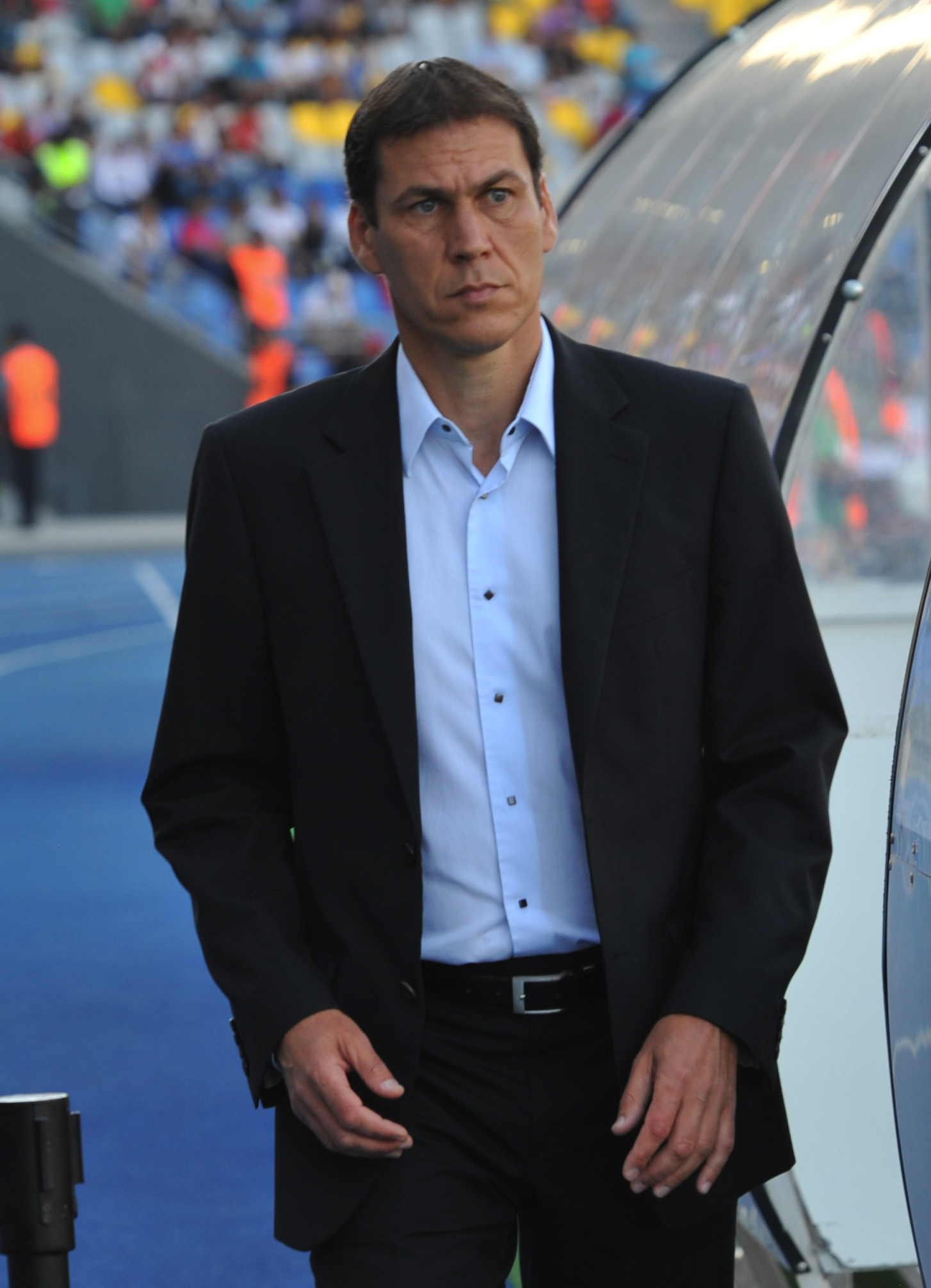
Rudi Garcia, sélectionneur actuel depuis le 24 janvier 2025.

| Sélectionneur         | Période   | Matchs | Gagnés | Nuls | Perdus | Gagnés % | PPM  |
| --------------------- | --------- | ------ | ------ | ---- | ------ | -------- | ---- |
| William Maxwell (1)   | 1910–1913 | 19     | 8      | 3    | 8      | 42,10    | 1,42 |
| Charles Bunyan        | 1914      | 4      | 0      | 0    | 4      | 0,00     | 0,00 |
| William Maxwell (2)   | 1920–1928 | 56     | 18     | 10   | 28     | 32,14    | 1,14 |
| Viktor Löwenfeld (en) | 1928–1930 | 11     | 5      | 2    | 4      | 45,45    | 1,55 |
| Hector Goetinck (1)   | 1930–1934 | 31     | 7      | 5    | 19     | 22,58    | 0,84 |
| Jules Turnauer (en)   | 1935      | 3      | 0      | 1    | 2      | 0,00     | 0,33 |
| Jack Butler           | 1935–1939 | 30     | 7      | 7    | 16     | 23,33    | 0,93 |
| Hector Goetinck (2)   | 1939–1940 | 2      | 1      | 0    | 1      | 50,00    | 1,50 |
| François Demol        | 1944–1946 | 8      | 2      | 2    | 4      | 25,00    | 1,00 |
| Bill Gormlie          | 1947–1953 | 44     | 18     | 9    | 17     | 40,91    | 1,43 |
| Doug Livingstone      | 1953–1954 | 13     | 5      | 6    | 2      | 38,46    | 1,62 |
| André Vandeweyer      | 1955–1957 | 17     | 4      | 2    | 11     | 23,53    | 0,82 |
| Louis Nicolay (en)    | 1957      | 1      | 1      | 0    | 0      | 100,00   | 3,00 |
| Géza Toldi            | 1957–1958 | 6      | 1      | 2    | 3      | 16,67    | 0,83 |
| Constant Vanden Stock | 1958–1968 | 68     | 28     | 11   | 29     | 41,18    | 1,40 |
| Raymond Goethals      | 1968–1976 | 44     | 25     | 8    | 11     | 56,82    | 1,89 |
| Guy Thys (1)          | 1976–1989 | 101    | 45     | 24   | 32     | 44,55    | 1,57 |
| Walter Meeuws         | 1989–1990 | 6      | 2      | 3    | 1      | 33,33    | 1,50 |
| Guy Thys (2)          | 1990–1991 | 13     | 4      | 4    | 5      | 30,77    | 1,23 |
| Paul Van Himst        | 1991–1996 | 36     | 19     | 5    | 12     | 52,78    | 1,72 |
| Wilfried Van Moer     | 1996      | 5      | 2      | 2    | 1      | 40,00    | 1,60 |
| Georges Leekens (1)   | 1997–1999 | 29     | 10     | 10   | 9      | 34,48    | 1,38 |
| Robert Waseige        | 1999–2002 | 34     | 16     | 11   | 7      | 47,06    | 1,74 |
| Aimé Anthuenis        | 2002–2005 | 29     | 12     | 7    | 10     | 41,38    | 1,48 |
| René Vandereycken     | 2005–2009 | 30     | 10     | 7    | 13     | 33,33    | 1,23 |
| Franky Vercauteren    | 2009      | 5      | 0      | 1    | 4      | 0,00     | 0,20 |
| Dick Advocaat         | 2009–2010 | 5      | 3      | 0    | 2      | 60,00    | 1,80 |
| Georges Leekens (2)   | 2010–2012 | 19     | 8      | 7    | 4      | 42,11    | 1,63 |
| Marc Wilmots          | 2012–2016 | 51     | 34     | 8    | 9      | 66,67    | 2,16 |
| Roberto Martínez      | 2016–2022 | 80     | 56     | 13   | 11     | 70,00    | 2,26 |
| Domenico Tedesco      | 2023-2025 | 24     | 12     | 6    | 6      | 50,00    | 1,75 |
| Rudi Garcia           | 2025-     | 4      | 2      | 1    | 1      | 50,00    | 1,75 |

Note : Les sélectionneurs en italique ont assuré l'intérim. PPM = Points par match, sur base d'une victoire à 3 points.

### Joueurs emblématiques

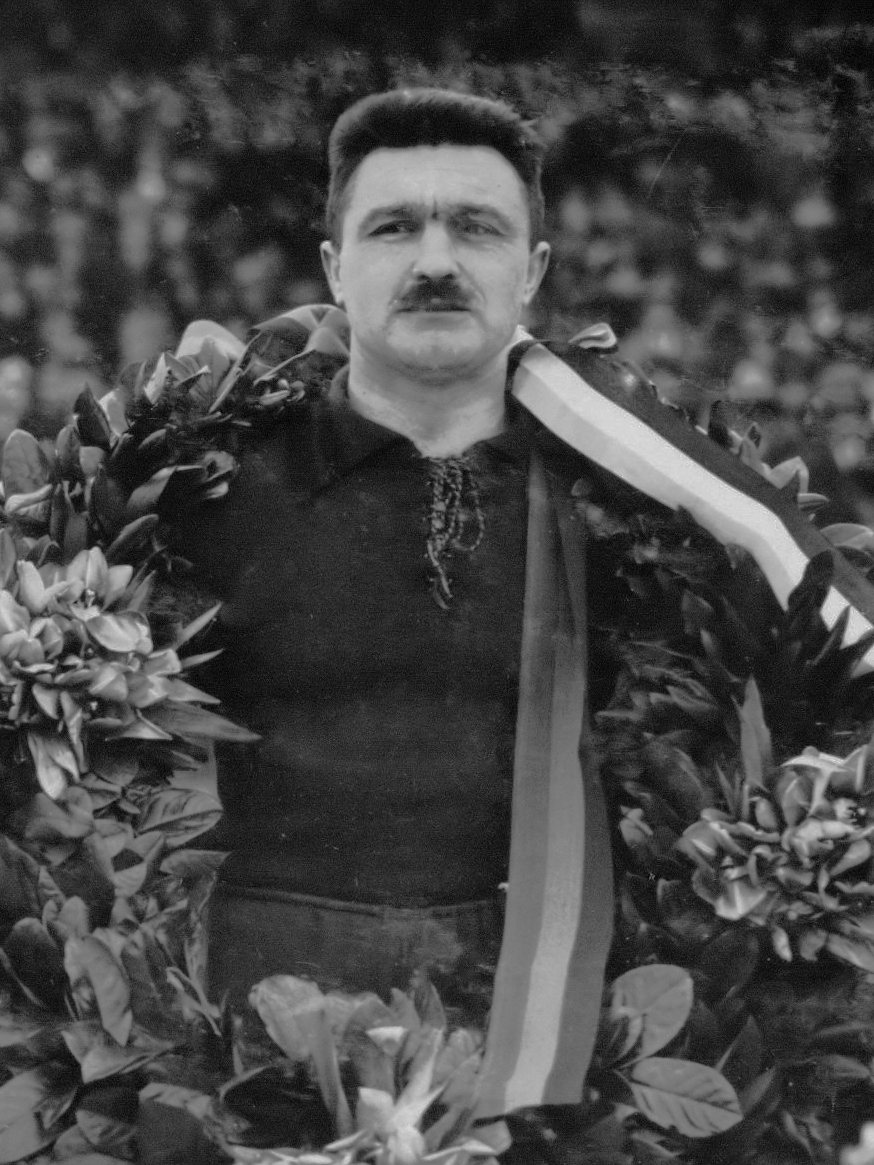
Armand Swartenbroeks, fêté pour sa, le 11 mars 1928.

#### Avant-guerre
Sans appartenir aux meilleures nations mondiales, la Belgique a régulièrement disposé de joueurs de talent. Avant la Première Guerre mondiale, la vedette de l'équipe est sans conteste l'avant-centre Robert De Veen, deux fois meilleur buteur du championnat, qui inscrit 26 buts en 23 matchs, dont cinq lors d'une rencontre amicale contre la France en 1911, un record deux fois égalé mais jamais battu. De son côté, Richard Henshaw décrit Alphonse Six comme étant « le meilleur joueur belge de la période avant-guerre… [qui] fut souvent considéré comme l'attaquant le plus doué hors d'Angleterre ». Après le conflit, le gardien Jean De Bie, aidé des défenseurs Oscar Verbeeck et Armand Swartenbroeks, premier Diable Rouge à dépasser le cap des cinquante matchs disputés, assurent un peu plus de stabilité derrière. L'entrejeu se construit autour d'Émile Hanse, capitaine d'un des plus grands clubs belges de l'époque, l'Union saint-gilloise, et de la sélection nationale durant le tournoi olympique. L'attaque est emmenée par Louis Van Hege, buteur prolifique du Milan AC avant le conflit, et Robert Coppée, meneur de l'attaque de l'Union saint-gilloise. Cette première « génération dorée » permet à la Belgique de décrocher son seul titre international, la médaille d'or aux Jeux Olympiques d'Anvers en 1920. Durant la suite des années 1920, d'autres avants vont se révéler sous le maillot national, comme Ferdinand Adams et Raymond Braine, ce dernier étant néanmoins suspendu à la fin de la décennie pour « faits de professionnalisme », ce qui le poussera à partir jouer au Sparta Prague.

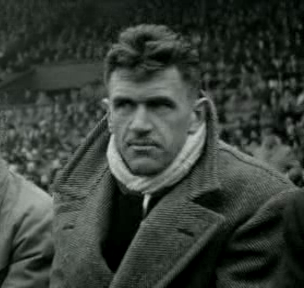
Jef Mermans, lors de Pays-Bas-Belgique, le 3 avril 1955.

Dans les années 1930, la Belgique participe aux trois premières éditions de la Coupe du monde de football. Dans les buts, Arnold Badjou a pris la place de titulaire. Devant, les buteurs du Standard de Liège, Jean Capelle, et du Lierse, Bernard Voorhoof (longtemps meilleur buteur de l'histoire de l'équipe nationale belge avec trente réalisations jusqu'à ce que Romelu Lukaku ne prennent la relève), inscrivent de nombreux buts pour l'équipe. En défense par contre, seul Robert Paverick, dans la seconde moitié de la décennie, parvient à se démarquer.

#### Années 1940-1950
Après la Seconde Guerre mondiale, la Belgique conserve sa tradition d'attaquants prolifiques. Ainsi, des joueurs comme Victor Lemberechts, Léopold Anoul, Rik Coppens, Albert De Cleyn et Jef Mermans parviennent à marquer très régulièrement en équipe nationale, servis par le milieu de terrain Victor Mees, véritable maître à jouer de la sélection. Mis à part Fons Van Brandt, l'équipe ne compte pas de bons défenseurs et n'a pas de gardien de but titulaire indiscutable, une instabilité qui l'empêche de réaliser de bons résultats, en dehors de la qualification pour la Coupe du monde 1954 en Suisse.

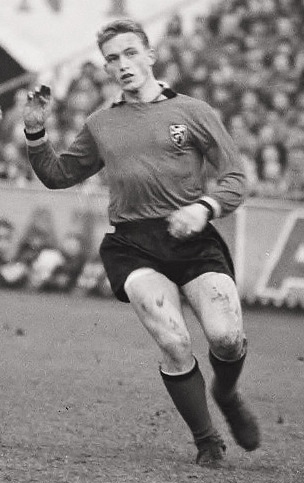
Paul Van Himst, lors d'une rencontre amicale contre les Pays-Bas en 1964.

#### Années 1950-1970
À la fin des années 1950 et au début des années 1960, une nouvelle génération de joueurs talentueux apparaît en équipe nationale. Le gardien Jean Nicolay est le premier d'une longue lignée de portiers de haut niveau qui feront la réputation de la Belgique durant les décennies suivantes. Devant lui, la défense est articulée autour de Georges Heylens. Au milieu, Paul Van Den Berg, Jef Jurion, Pierre Hanon et Léon Semmeling sont chargés d'alimenter les attaquants, Jacques Stockman, Wilfried Puis, Raoul Lambert et surtout Paul Van Himst, qui égale le record de Bernard Voorhoof et est élu en 1995 meilleur joueur belge du vingtième siècle. Une partie de ces joueurs font toujours partie de la sélection au début des années 1970, quand la Belgique rejoue deux compétitions internationales, la Coupe du monde 1970 et l'Euro 1972. Christian Piot a pris le relais dans les buts, la défense est renforcée par l'émergence de Jean Thissen et Jean Dockx tandis que devant, Odilon Polleunis et Johan Devrindt font figure de compléments idéaux à la vedette de l'équipe, Paul Van Himst. La plupart de ces joueurs mettent un terme à leur carrière internationale au milieu de la décennie.

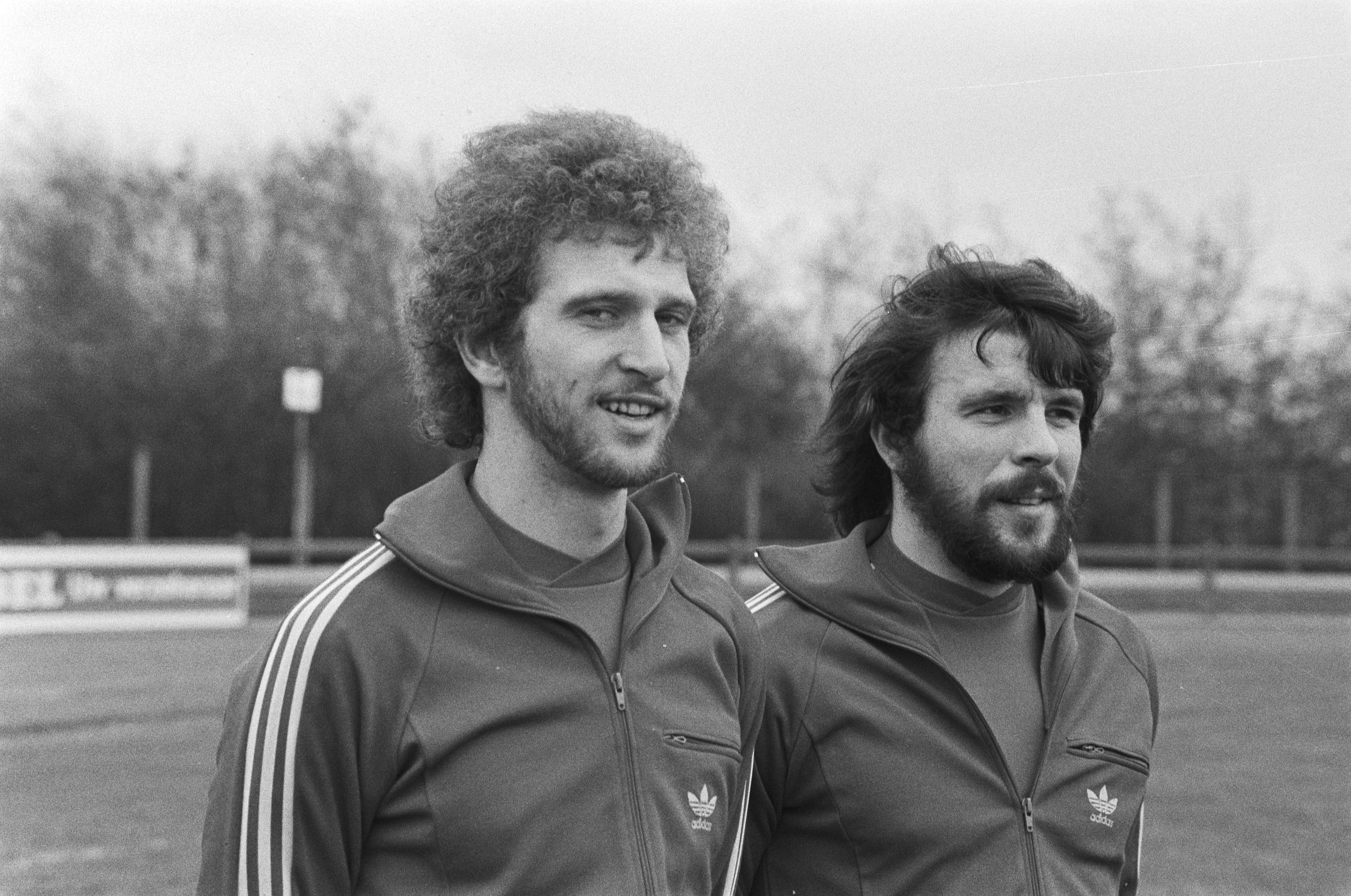
Ludo Coeck et Eric Gerets, lors d'un entraînement des Diables Rouges en 1980.

#### Années 1970-1990
Après quelques années de disette, la Belgique va connaître une longue période faste à partir de la fin des années 1970 et durant toutes les années 1980, emmenée par une génération de joueurs doués dans tous les secteurs de jeu. Jean-Marie Pfaff s'installe comme titulaire au poste de gardien pour dix ans. La défense est tenue par Hugo Broos, Eric Gerets, Walter Meeuws, Luc Millecamps ou encore Michel Renquin. Dans l'entre-jeu, la Belgique peut compter sur des garçons comme Ludo Coeck, René Vandereycken, Franky Vercauteren, Julien Cools ou encore Wilfried Van Moer pour animer le jeu, ces deux derniers se retirant au début des « eighties ». Enfin, à l'attaque, la vedette brugeoise Jan Ceulemans, Erwin Vandenbergh (six fois meilleur buteur du championnat belge) et François Van Der Elst sont les joueurs les plus souvent alignés. Ils disputent la finale de l'Euro 1980 et, renforcés par de jeunes talents comme les milieux Vincenzo Scifo ou Franky van der Elst, les défenseurs Lei Clijsters, Stéphane Demol et Georges Grün ou l'attaquant Nico Claesen, ils atteignent les demi-finales du Mondial 1986, au cours duquel Pfaff est nommé meilleur gardien et Scifo meilleur jeune.

#### Années 1990-2000

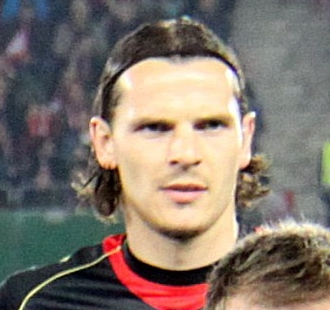
Daniel Van Buyten avant la rencontre contre l'Autriche le 25 mars 2011, lors des éliminatoires de l'Euro 2012.

Les années 1990 voient la Belgique participer à trois coupes du monde, sans jamais dépasser le stade des huitièmes de finale. Lors des éditions 1990 et 1994, le but est défendu par Michel Preud'homme, considéré comme le plus grand gardien de l'histoire du football belge et reconnu meilleur gardien du monde en 1994. En défense, la Belgique compte dans ses rangs des joueurs comme Philippe Albert, Vital Borkelmans, Rudi Smidts et Marc Emmers. Des jeunes arrières comme Éric Deflandre, Glen De Boeck et Bertrand Crasson s'affirment comme les successeurs de leurs glorieux ainés.
Le milieu de terrain reste articulé autour de Scifo et Van Der Elst, formant un triangle avec Lorenzo Staelens. Devant, des joueurs comme Marc Degryse, Marc Wilmots et Luc Nilis s'affirment, rejoints par les premiers joueurs étrangers naturalisés, le Brésilien Luis Oliveira et le Croate Josip Weber.

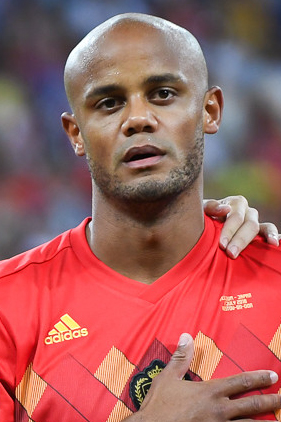
Vincent Kompany lors de la Coupe du monde 2018.

#### Années 2000-2010
Le tournant des années 2000 marque un profond renouvellement des cadres dans l'équipe. En défense, Glen De Boeck et Éric Van Meir deviennent les titulaires dans l'axe, avec Nico Van Kerckhoven sur le flanc gauche, le poste d'arrière-droit changeant régulièrement. Daniel Van Buyten intègre également l'équipe au début de ce millénaire et prend rapidement une place dans le onze de base. Au poste de milieu défensif, Timmy Simons obtient rapidement la préséance sur ses concurrents et devient, en 2013, le deuxième joueur le plus capé de la sélection belge, à trois longueurs de l'ancien record de Ceulemans. Aux artistes comme Scifo ou Degryse succèdent des milieux plus sobres, comme Bart Goor ou Gert Verheyen, travailleurs mais efficaces devant le but. Enfin, en attaque, les frères Émile et Mbo Mpenza marquent l'équipe mais de trop nombreuses blessures les limitent en dessous des soixante sélections, tandis que la retraite de Marc Wilmots est compensée par l'émergence de Wesley Sonck, buteur opportuniste qui inscrira 24 buts en 55 sélections.

#### Années 2010-2016

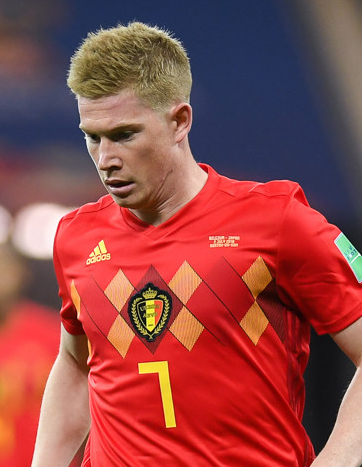
Kevin De Bruyne lors de la Coupe du monde 2018.

Après quasiment une décennie sans éclat, la Belgique compte depuis 2008 sur une nouvelle génération prometteuse. Quatrièmes aux Jeux Olympiques de Pékin en 2008, les Espoirs ont fourni l'ossature de l'équipe qui a atteint les quarts de finale à la Coupe du monde 2014 au Brésil ainsi qu'au Championnat d'Europe 2016 en France. Le pays compte maintenant des joueurs de talent qui évoluent dans les plus grands clubs européens : les défenseurs Vincent Kompany, capitaine des Diables Rouges pour une grande partie de la décennie, Thomas Vermaelen et Jan Vertonghen faisaient partie du noyau espoir et sont alors titulaires indiscutables en équipe nationale aux côtés de Toby Alderweireld, éventuellement suppléé par Thomas Meunier, devant le géant Thibaut Courtois, déjà considéré à 23 ans seulement comme un des meilleurs gardiens du monde. En milieu de terrain : Axel Witsel, Marouane Fellaini et Radja Nainggolan sont les trois piliers de l'entre-jeu. Devant, Eden Hazard et Kevin De Bruyne, respectivement nommés meilleur joueur de Premier League et de Bundesliga lors de la saison 2014-2015 encadrent le plus souvent Christian Benteke ou le jeune Romelu Lukaku, international avant ses 17 ans. L'éclosion fulgurante de Yannick Ferreira Carrasco à l'Atlético de Madrid entraîne toutefois quelques remaniements au milieu du terrain à l'occasion de l'Euro 2016, renvoyant Fellaini sur le banc et replaçant De Bruyne dans l'axe, en tant que meneur de jeu. L'entraîneur fédéral, Marc Wilmots, dispose alors encore, sur le banc ou à côté, de nombreuses possibilités de valeur comme l'autre gardien de talent et titulaire à Liverpool, Simon Mignolet; les jokers de luxe Dries Mertens et Kevin Mirallas ou encore les jeunes espoirs Adnan Januzaj, Jordan Lukaku, Divock Origi ou Michy Batshuayi et, comme il aime à le souligner lui-même, il ne possède pas une équipe-type et des remplaçants mais bien 25 titulaires potentiels.

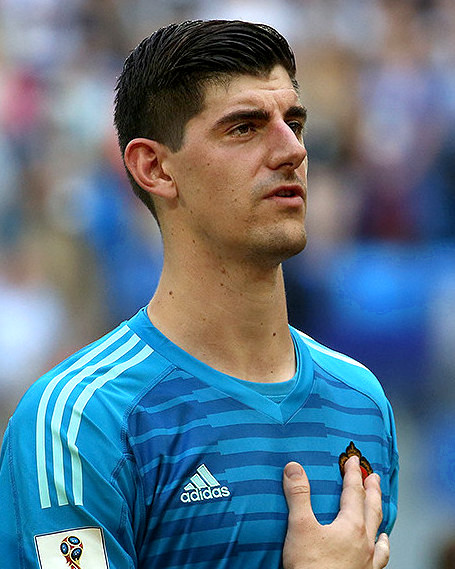
Thibaut Courtois lors de la Coupe du monde 2018.

#### Années 2016-2020
Peu après son arrivée, Roberto Martínez modifie le schéma de jeu et passe à une défense à trois joueurs. Les absences répétées et prolongées de Kompany et Vermaelen liées au changement tactique permettent dès lors à Laurent Ciman de s'installer au sein du noyau et quitter le banc, auquel il était éternellement confiné jusque-là, et replacent Meunier au milieu du jeu. Le retour des deux titulaires en puissance écarte toutefois Ciman d'une participation à la Coupe du monde 2018 à laquelle sont par contre conviés les jeunes espoirs Thorgan Hazard, Youri Tielemans et Leander Dendoncker. Conforté par un parcours exceptionnel et une 3e place historique en Russie, Martínez entame la Ligue des nations en maintenant sa politique d'équilibre entre éléments expérimentés indéboulonnables et jeunes à potentiel, sélectionnant ainsi notamment Hans Vanaken, Timothy Castagne, Leandro Trossard ou Dennis Praet qui semblent avoir les qualités pour s'incrire dans la durée.

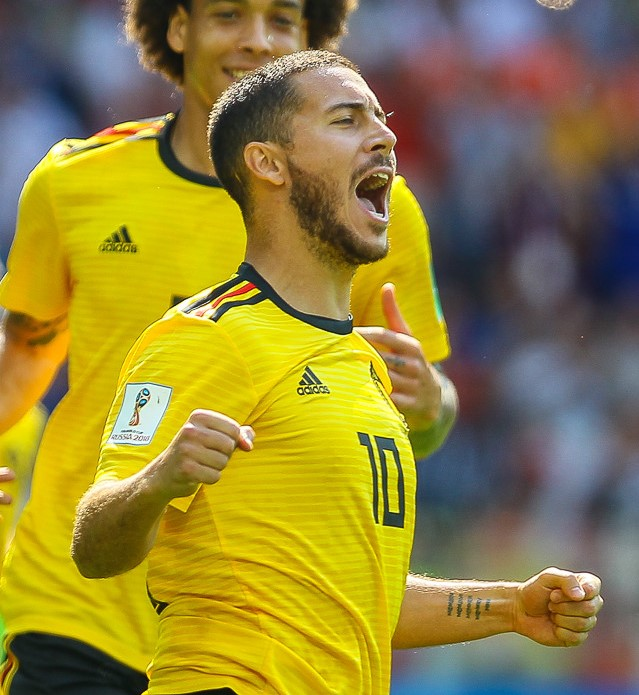
Eden Hazard lors de la Coupe du monde 2018.

La génération de cette époque n'a probablement jamais été aussi riche et les années futures s'annoncent alors prometteuses tant en ce qui concerne la participation à des tournois majeurs qu'au niveau de la relève, à l'image de la brillante 3e place conquise par les moins de 17 ans à la Coupe du monde au Chili en 2015 et la qualification des espoirs au Championnat d'Europe pour la première fois depuis dix ans.

#### Années 2020-2024

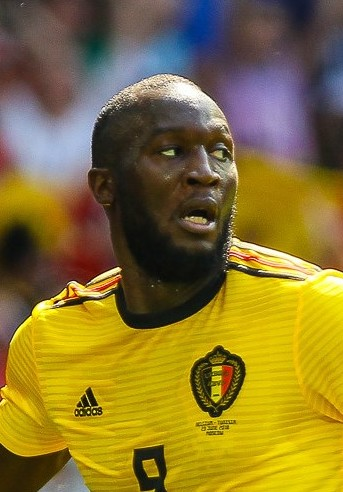
Romelu Lukaku lors de la Coupe du monde 2018.

Fidèle à sa volonté d'incorporer des jeunes talents en devenir, Roberto Martínez démarre la nouvelle campagne de Ligue des nations en frappant les esprits, il appelle en effet Jérémy Doku et Landry Dimata pour la première fois et maintient sa confiance en Yari Verschaeren, pourtant en manque de temps de jeu dans son club. Le reste du noyau repose sur des valeurs sûres aux yeux de l'entraîneur et mêle éléments jeunes et expérimentés : Courtois reste le portier numéro un indiscutable, devenu littéralement incontournable au Real Madrid, il est toujours doublé par Mignolet, revenu entretemps glâner du temps de jeu au Club Bruges ; Vincent Kompany ayant décidé de prendre sa retraite, Jason Denayer semble avoir la préséance pour le remplacer dans le centre de la défense de l'équipe-type, épaulé des désormais routiniers Alderweireld et Vertonghen ; le milieu semble avoir été figé autour de Witsel, Tielemans et De Bruyne avec Meunier ou Castagne à droite et Thorgan Hazard ou Carrasco à gauche derrière un trident offensif formé du capitaine Eden Hazard et Mertens en appui du centre avant et meilleur buteur historique Lukaku. Après l'Euro 2020, en vue notamment du carré final de la Ligue des nations 2021 et des dernières rencontres des éliminatoires de la Coupe du monde 2022, Martínez incorpore les très prometteurs Charles De Ketelaere et Alexis Saelemaekers dans la sélections élargie avant de déclarer ne vouloir sélectionner que des joueurs avec moins de 50 capes pour les matches amicaux de mars 2022 en vue de préparer l'avenir. Ceux qui auront alors convaincu le sélectionneur ont une chance de rejoindre les routiniers pour la nouvelle campagne de Ligue des nations et le Mondial au Qatar.
Convaincu par leurs qualités, Martínez sélectionne Arthur Theate, qui éclate alors en Italie au Bologne FC, pour la phase finale de la Ligue des nations 2021 ainsi que Loïs Openda pour les rencontres de poules de la nouvelle édition et, pour la Coupe du monde, l'anderlechtois Zeno Debast ainsi que Amadou Onana, qui vient alors de décrocher un transfert retentissant vers Everton, son troisième club en deux ans d'une ascension fulgurante, avant de tirer sa révérence au terme du tournoi tout comme certains cadors, notamment Eden Hazard, Simon Mignolet et Toby Alderweireld qui annoncent tous leur retraite internationale. Les quatre jeunes joueurs sont conservés dans le noyau de Domenico Tedesco, le nouvel entraîneur, au début des éliminatoires pour l'Euro 2024 qui y ajoute plusieurs anciens ou actuels espoirs, tels Wout Faes, Johan Bakayoko ou Roméo Lavia, cherchant à rajeunir l'équipe afin d'assurer la relève.
Lors du match décisif pour la qualification à l'Euro face à l'Autriche, Tedesco sélectionne et fait monter au jeu les deux milieux de terrains de l'Antwerp, Arthur Vermeeren et Mandela Keita qui célèbrent ainsi leur première cape alors qu'il ne fait aucun doute aux yeux des observateurs que ces deux joueurs font partie de l'avenir des Diables.

### Records de capes et buts
Il est à noter qu'il y a eu discussion entre 2014 et 2017 sur les statistiques officielles concernant les sélections, capes et buts de l'ensemble des Diables Rouges qu'il est possible de consulter sur le site officiel de la Fédération. En effet, la FIFA a initialement déclassé trois rencontres qu'elle a requalifié comme matchs d'entraînement : il s'agit des rencontres face à la Roumanie du 14 novembre 2012; face au Luxembourg du 26 mai 2014 et contre la Tchéquie du 5 juin 2017. Les statistiques (sélections, capes et buts) afférentes à ces trois parties auraient dès lors dû été effacées des tablettes, le triplé inscrit par Romelu Lukaku contre le Grand-Duché par exemple ou les trois sélections glanées par Jan Vertonghen à l'occasion de ces trois rencontres ne peuvent donc en principe pas être pris en compte. Face à l'étonnement et au courroux de certains cadres, dont Vertonghen, la fédération belge annonce par voie de presse vouloir clarifier la situation autour des statistiques des joueurs internationaux belges et confirme qu'elle comptabilise ces trois parties contrairement aux instances internationales. Toutefois, lors de la publication officielle des équipes pour la Coupe du monde au Qatar en 2022, la FIFA semble avoir fait table rase des exclusions du passé car le total des sélections des joueurs les ayant disputées inclut dorénavant également ces trois rencontres.
| #   | Joueurs             | Période   | Capes | Buts |
| --- | ------------------- | --------- | ----- | ---- |
| 1.  | Jan Vertonghen      | 2007–2024 | 157   | 10   |
| 2.  | Axel Witsel         | 2008–     | 132   | 12   |
| 3.  | Toby Alderweireld   | 2009–2022 | 127   | 5    |
| 4.  | Eden Hazard         | 2008–2022 | 126   | 33   |
| 5.  | Romelu Lukaku       | 2010–     | 124   | 89   |
| 6.  | Kevin De Bruyne     | 2010–     | 111   | 31   |
| 7.  | Dries Mertens       | 2011–2025 | 109   | 21   |
| 8.  | Thibaut Courtois    | 2011–     | 103   | 0    |
| 9.  | Jan Ceulemans       | 1977–1991 | 96    | 23   |
| 10. | Timmy Simons        | 2001–2016 | 94    | 6    |
| 11. | Vincent Kompany     | 2004–2019 | 89    | 4    |
| 12. | Marouane Fellaini   | 2007–2018 | 87    | 18   |
| 13. | Eric Gerets         | 1975–1991 | 86    | 2    |
| 13. | Franky Van der Elst | 1984–1998 | 86    | 1    |
| 15. | Thomas Vermaelen    | 2006–2021 | 85    | 2    |
| 15. | Daniel Van Buyten   | 2001–2014 | 85    | 10   |
| 17. | Enzo Scifo          | 1984–1998 | 84    | 18   |
| 18. | Mousa Dembélé       | 2006–2018 | 82    | 4    |
| 19. | Paul Van Himst      | 1960–1974 | 81    | 30   |

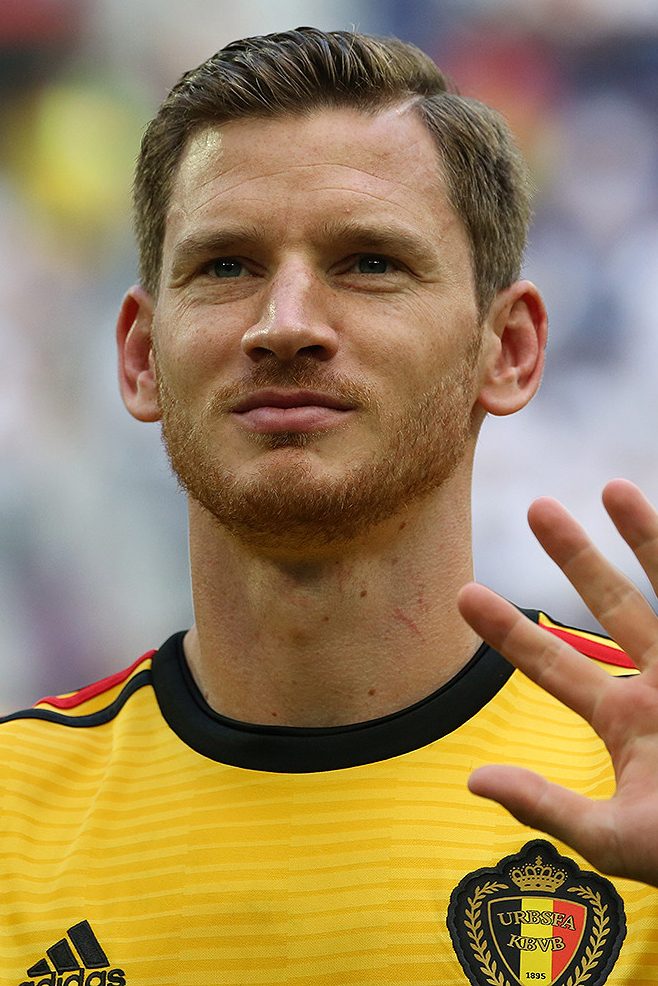
Jan Vertonghen est le joueur le plus capé (depuis le 10 octobre 2017) avec 157 sélections.

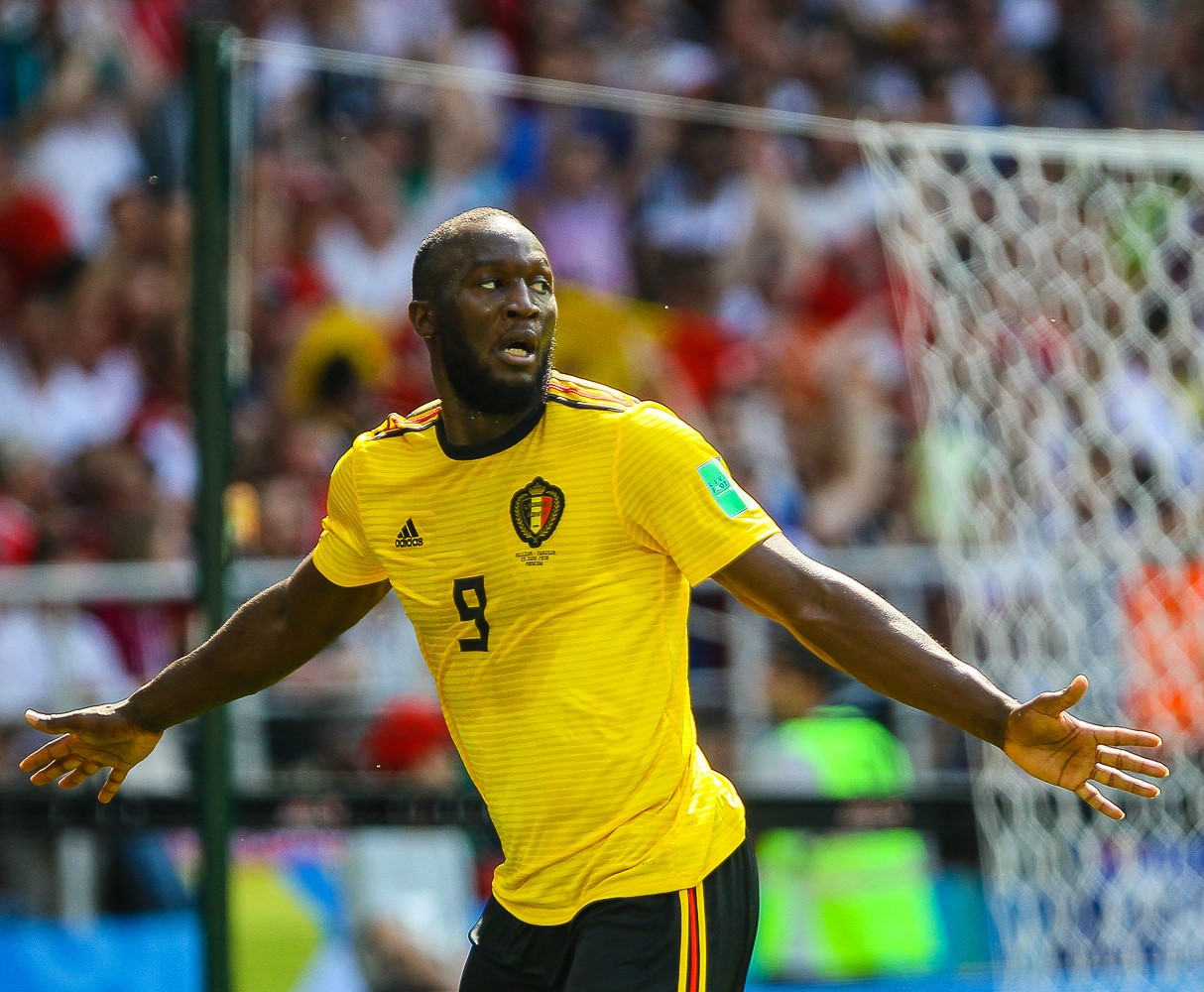
Romelu Lukaku est le Diable Rouge le plus prolifique (depuis le 14 novembre 2017) avec 89 buts.

Note : Les joueurs en gras sont encore en activité.
Le tableau suivant liste les différents joueurs belges ayant successivement détenu le record de sélections depuis 1904.
| #   | Joueurs           | Période   | Buts | Capes | Moyenne |
| --- | ----------------- | --------- | ---- | ----- | ------- |
| 1.  | Romelu Lukaku     | 2010–     | 89   | 124   | 0.72    |
| 2.  | Eden Hazard       | 2008–2022 | 33   | 126   | 0.26    |
| 3.  | Kevin De Bruyne   | 2010–     | 31   | 111   | 0.28    |
| 4.  | Bernard Voorhoof  | 1928–1940 | 30   | 61    | 0.49    |
| 4.  | Paul Van Himst    | 1960–1974 | 30   | 81    | 0.37    |
| 6.  | Marc Wilmots      | 1990–2002 | 29   | 70    | 0.41    |
| 7.  | Jef Mermans       | 1945–1956 | 28   | 56    | 0.5     |
| 8.  | Michy Batshuayi   | 2011–     | 27   | 55    | 0.49    |
| 9.  | Robert De Veen    | 1906–1913 | 26   | 23    | 1.13    |
| 9.  | Raymond Braine    | 1925–1939 | 26   | 54    | 0.48    |
| 11. | Wesley Sonck      | 2001–2010 | 24   | 55    | 0.44    |
| 12. | Marc Degryse      | 1984–1996 | 23   | 63    | 0.37    |
| 12. | Jan Ceulemans     | 1977–1991 | 23   | 96    | 0.24    |
| 14. | Rik Coppens       | 1949–1959 | 21   | 47    | 0.45    |
| 14. | Dries Mertens     | 2011–2025 | 21   | 109   | 0.19    |
| 16. | Léopold Anoul     | 1947–1954 | 20   | 48    | 0.42    |
| 16. | Erwin Vandenbergh | 1979–1991 | 20   | 48    | 0.42    |

Note : Les joueurs en gras sont encore en activité.
Le tableau suivant liste les différents joueurs belges ayant successivement détenu le record de buts inscrits depuis 1904.

### Capitaines
La Belgique a été dirigée jusqu'ici par au moins 92 joueurs différents ayant commencé un match international en tant que capitaine, mais en raison de remplacements ou d'exclusions le nombre total est plus élevé. Le premier joueur à mener l'équipe était le milieu Camille Van Hoorden, capitaine à douze reprises. Pendant très longtemps, la tradition voulait que ce soit systématiquement le joueur le plus capé qui porte le brassard de capitaine. Le joueur qui a commencé le plus souvent en tant que capitaine est Eden Hazard (52 fois). Au moins quinze attaquants et neuf gardiens de but ont rempli ce rôle, mais dans la majorité des cas, des défenseurs et milieux de terrain ont été nommés capitaine. Ayant pris la relève de Timmy Simons, le défenseur Vincent Kompany, également capitaine de son club Manchester City, endosse le même rôle au sein de l'équipe belge dès 2010. Blessé contre la France et suspendu contre le Pays de Galles en juin 2015, il a cédé le brassard à Eden Hazard lors de ces deux rencontres, un rôle que celui-ci a une nouvelle fois endossé contre Andorre en octobre 2015 et à l'occasion de la rencontre amicale contre l'Italie en novembre 2015. Une grave blessure encourue en demi-finales de la Ligue des champions écartant Kompany d'une participation à l'Euro en France, l'entraîneur Marc Wilmots désigne  Eden Hazard comme capitaine lors de cette compétition le 12 mai 2016. Il le restera lors de la première rencontre de l'ère Martínez contre l'Espagne le 1er septembre 2016, ainsi qu'à l'occasion de la majorité des matchs jusqu'à l'issue de la Coupe du monde 2022 et est aujourd'hui le recordman absolu de brassards. Début 2023, le nouveau sélectionneur, Domenico Tedesco, nomme Kevin De Bruyne comme capitaine titulaire. À l'occasion de la première rencontre des éliminatoires pour la Coupe du monde 2026 du 6 juin 2025 face à la Macédoine du Nord, Rudi Garcia désigne Thomas Meunier pour porter le brassard et il devient ainsi le 96e capitaine des Diables Rouges. 
| #   | Joueurs              | Période   | Capitanats |
| --- | -------------------- | --------- | ---------- |
| 1.  | Eden Hazard          | 2015–2022 | 59         |
| 2.  | Jan Ceulemans        | 1984–1991 | 51         |
| 3.  | Jef Jurion           | 1960–1967 | 40         |
| 4.  | Vincent Kompany      | 2010–2017 | 38         |
| 5.  | Armand Swartenbroeks | 1914–1928 | 37         |
| 5.  | Paul Van Himst       | 1968–1974 | 37         |
| 7.  | Timmy Simons         | 2004–2009 | 36         |
| 8.  | Jef Mermans          | 1949–1956 | 30         |
| 9.  | Georges Grün         | 1991–1995 | 24         |
| 9.  | Jan Vertonghen       | 2012–2021 | 24         |
| 11. | Eric Gerets          | 1981–1991 | 23         |
| 11. | Marc Wilmots         | 1999–2002 | 23         |
| 13. | Julien Cools         | 1977–1980 | 20         |
| 13. | Bart Goor            | 2002–2005 | 20         |

Note : Les joueurs en gras sont encore en activité.
Dans le tableau suivant sont indiqués tous les différents joueurs belges ayant commencé un match international en tant que capitaine depuis 1904. Les joueurs ayant porté le brassard de capitaine à la suite d'un remplacement ou d'une expulsion en cours de match ne sont pas mentionnés.

### Meilleure équipe de tous les temps
À l'occasion des 125 ans de la fédération royale belge de football, cette dernière organise un sondage via son site internet pour élire la « 125 Years Icons Team ». Environ 7 600 personnes ont voté pour composer la meilleure équipe de Diables Rouges de tous les temps.
Cette équipe est assez représentative de la diversité en Belgique puisqu'elle est composée de cinq Flamands (Jan Ceulemans, Kevin De Bruyne, Eric Gerets, Romelu Lukaku et Jan Vertonghen), cinq Wallons (Philippe Albert, Eden Hazard, Michel Preud'homme, Enzo Scifo et Axel Witsel) et d'un Bruxellois (Vincent Kompany), mais également de quatre joueurs issu de l'immigration (Vincent Kompany, Romelu Lukaku, Enzo Scifo, Axel Witsel).
Les votants ont aussi désigné Guy Thys comme sélectionneur de cette équipe mythique, il fut à la tête des Diables Rouges de 1976 à 1989 et de 1990 à 1991. Il est l'entraîneur qui a connu la plus grande longévité (114 matchs) et les meilleurs résultats (finaliste de l'Euro 1980 et demi-finaliste du Mondial 1986).
| Preud'homme Vertonghen Albert Kompany Gerets De Bruyne Witsel Scifo Lukaku Ceulemans Hazard |

## Effectif actuel
Voici la liste des 26 joueurs sélectionnés pour les deux rencontres comptant pour les éliminatoires pour la Coupe du monde 2026 face à la Macédoine du Nord et au pays de Galles, respectivement les 6 et 9 juin.
Sélections et buts actualisés le 9 juin 2025 après la rencontre contre le pays de Galles

### Appelés récemment
Les joueurs suivants ne font pas partie du dernier groupe appelé mais ont été retenus en équipe nationale lors des douze derniers mois.
Les joueurs qui comportent le signe  sont blessés au moment de la dernière convocation.
Les joueurs qui comportent le signe  sont suspendus au moment de la dernière convocation.
| Pos. | Nom                  | Date de Naissance | Sél. | Buts | Club                | Depuis | Dernier appel               |
| ---- | -------------------- | ----------------- | ---- | ---- | ------------------- | ------ | --------------------------- |
| GB   | Thibaut Courtois     | 11 mai 1992       | 103  | 0    | Real Madrid         | 2011   | vs Ukraine, 20 mars 2025    |
| AT   | Michy Batshuayi      | 2 octobre 1993    | 55   | 27   | Eintracht Francfort | 2015   | vs Ukraine, 20 mars 2025    |
| DF   | Timothy Castagne     | 5 décembre 1995   | 54   | 2    | Fulham FC           | 2018   | vs Ukraine, 20 mars 2025    |
| DF   | Ameen Al-Dakhil      | 6 mars 2002       | 6    | 0    | VfB Stuttgart       | 2024   | vs Ukraine, 20 mars 2025    |
| ML   | Bryan Heynen         | 6 février 1997    | 1    | 0    | KRC Genk            | 2025   | vs Ukraine, 20 mars 2025    |
| ML   | Orel Mangala         | 18 mars 1998      | 23   | 0    | Everton FC          | 2022   | vs Israël, 17 novembre 2024 |
| GB   | Koen Casteels        | 25 juin 1992      | 20   | 0    | Al-Qadsiah FC       | 2020   | vs Israël, 17 novembre 2024 |
| AT   | Johan Bakayoko       | 20 avril 2003     | 18   | 1    | PSV Eindhoven       | 2023   | vs Israël, 17 novembre 2024 |
| ML   | Arthur Vermeeren     | 7 février 2005    | 6    | 0    | RB Leipzig          | 2023   | vs Israël, 17 novembre 2024 |
| ML   | Arne Engels          | 8 septembre 2003  | 4    | 0    | Celtic FC           | 2024   | vs Israël, 17 novembre 2024 |
| ML   | Albert Sambi Lokonga | 22 octobre 1999   | 2    | 0    | Séville FC          | 2021   | vs Israël, 17 novembre 2024 |
| DF   | Killian Sardella     | 2 mai 2002        | 1    | 0    | RSC Anderlecht      | 2024   | vs Israël, 17 novembre 2024 |
| DF   | Matte Smets          | 4 janvier 2004    | 1    | 0    | KRC Genk            | 2024   | vs Israël, 17 novembre 2024 |
| AT   | Norman Bassette      | 9 novembre 2004   | 1    | 0    | Coventry City       | 2024   | vs Israël, 17 novembre 2024 |
| AT   | Samuel Mbangula      | 16 janvier 2004   | 0    | 0    | Juventus FC         | 2024   | vs Israël, 17 novembre 2024 |
| ML   | Aster Vranckx        | 4 octobre 2002    | 9    | 0    | VfL Wolfsburg       | 2023   | vs France, 14 octobre 2024  |
| DF   | Sebastiaan Bornauw   | 22 mars 1999      | 4    | 0    | VfL Wolfsburg       | 2020   | vs France, 14 octobre 2024  |
| AT   | Cyril Ngonge         | 26 mai 2000       | 1    | 0    | SSC Naples          | 2024   | vs France, 14 octobre 2024  |
| GB   | Ortwin De Wolf       | 23 avril 1997     | 0    | 0    | KV Malines          | 2024   | vs France, 14 octobre 2024  |
| AT   | Julien Duranville    | 5 mai 2006        | 2    | 0    | Borussia Dortmund   | 2024   | vs France, 9 septembre 2024 |
| GB   | Thomas Kaminski      | 23 octobre 1992   | 1    | 0    | Luton Town          | 2013   | vs France, 9 septembre 2024 |
| DF   | Jan Vertonghen       | 24 avril 1987     | 157  | 10   | RSC Anderlecht      | 2007   | vs France, 1er juillet 2024 |
| DF   | Axel Witsel          | 12 janvier 1989   | 132  | 12   | Atlético de Madrid  | 2008   | vs France, 1er juillet 2024 |
| AT   | Yannick Carrasco     | 4 septembre 1993  | 78   | 11   | Al-Shabab FC        | 2014   | vs France, 1er juillet 2024 |
| ML   | Mandela Keita        | 10 mai 2002       | 1    | 0    | Parme Calcio        | 2023   | vs Monténégro, 5 juin 2024  |

## Statistiques

### Nations rencontrées

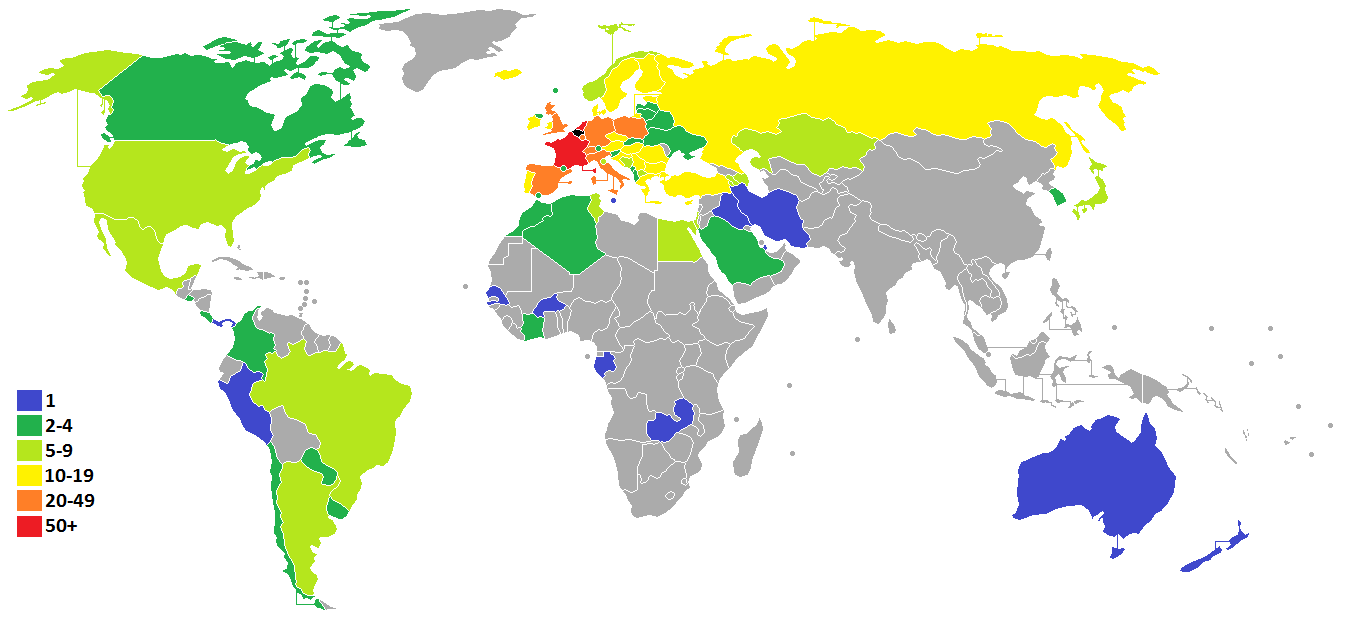
Fréquence des rencontres de la Belgique face à ses différents adversaires dans le monde (au 9 juin 2025 en football),.

#### Au niveau mondial
Au total, la Belgique a disputé 852 rencontres, le bilan est de 376 victoires, 179 matchs nuls et 297 défaites,.
Les quatorze participations belges à la Coupe du monde et les matchs amicaux joués sur plusieurs continents ont permis aux Diables Rouges de se mesurer à de nombreuses autres sélections, même si la majorité des rencontres ont eu lieu face à d'autres équipes européennes. La Belgique dispute son premier match face à une sélection non européenne, le 2 juin 1928 face à l'Argentine lors des Jeux olympiques d'Amsterdam. Ces différentes compétitions ont donné l'occasion à l'équipe nationale de rencontrer en match officiel des sélections d'Afrique (Tunisie et Maroc deux fois, Algérie), d'Asie (Corée du Sud à trois reprises, Japon deux fois, Irak et Arabie saoudite), d'Amérique du Sud (Argentine quatre fois, Paraguay et Brésil à deux reprises, Uruguay) et d'Amérique du Nord (Mexique à trois reprises, Salvador et États-Unis deux fois, Panama et Canada).
| Adversaire           | Victoires | Partages | Défaites | Total |
| -------------------- | --------- | -------- | -------- | ----- |
| Pays-Bas             | 41        | 31       | 57       | 129   |
| France               | 30        | 19       | 29       | 78    |
| Suisse               | 15        | 6        | 9        | 30    |
| Allemagne            | 5         | 1        | 20       | 26    |
| Angleterre           | 4         | 6        | 16       | 26    |
| Italie               | 4         | 5        | 17       | 26    |
| Espagne              | 5         | 6        | 12       | 23    |
| Pologne              | 8         | 6        | 7        | 21    |
| Luxembourg           | 16        | 3        | 1        | 20    |
| Écosse               | 13        | 3        | 4        | 20    |
| Tchéquie             | 7         | 4        | 8        | 19    |
| Portugal             | 6         | 7        | 6        | 19    |
| Pays de Galles       | 8         | 5        | 5        | 18    |
| Serbie               | 8         | 3        | 7        | 18    |
| Suède                | 9         | 3        | 5        | 17    |
| République d'Irlande | 6         | 7        | 4        | 17    |
| Danemark             | 7         | 3        | 6        | 16    |
| Autriche             | 3         | 4        | 9        | 16    |

De plus, les nombreux matchs amicaux organisés à travers le monde par la fédération ont permis aux Diables Rouges de rencontrer de nombreuses autres équipes nationales avec des résultats parfois très bons, comme les victoires de prestige contre l'Allemagne (2-0), fraîchement auréolée du titre de championne du monde au terme du « Miracle de Berne » en 1954 ou face au Brésil (5-1) à Bruxelles en 1963, ce qui leur valut à une époque le surnom de « Champions du Monde des matchs amicaux », ou plus récemment contre la France (1-2), détentrice du double titre de Championne du monde 1998 et d'Europe 2000, en 2002 à Paris, juste avant la Coupe du monde en Corée du Sud et au Japon; ou nettement plus médiocres, à l'image des défaites à domicile face au Maroc (1-4) à Bruxelles en 2008 ou au Japon (4-0) à Tokyo en 2009.
Ses adversaires récurrents sont principalement les autres nations d'Europe de l'Ouest, à savoir les Pays-Bas, la France, la Suisse et l'Allemagne mais aussi l'Espagne, l'Angleterre ou l'Italie, la Belgique a eu l'occasion de rencontrer à plus de vingt reprises chacune ces nations, que ce soit en amical ou en match officiel.
À l'inverse, parmi les meilleures sélections mondiales, les Diables Rouges n'ont jusqu'à présent jamais affronté le Nigeria pour l'Afrique, l’Équateur pour l'Amérique du Sud, le Honduras pour l'Amérique centrale, la Chine pour l'Asie, la Nouvelle-Zélande pour l'Océanie.
Pour l'anecdote, il est amusant de constater que lors des Jeux olympiques d'été de 2008 à Pékin, les Espoirs belges ont rencontré pas moins de trois de ces adversaires issus de trois continent différents (Chine, Nouvelle-Zélande et Nigéria) en l'espace de seulement quinze jours et six rencontres !

#### En Europe
La Belgique a disputé fort logiquement le plus de rencontres face à des sélections membres de l'UEFA. Les Diables Rouges ont disputé un total de 776 rencontres face à des nations membre de l'UEFA, le bilan est de 335 victoires, 166 matchs nuls et 275 défaites,.
La Belgique a joué de nombreux matchs à enjeux face à des sélections européennes, que ce soit en Coupe du monde, en Championnat d'Europe ou en Ligue des nations.
En 1934 puis en 1938 la Belgique est éliminée deux fois consécutivement par l'Allemagne et par la France en huitième de finale de la Coupe du monde. En 1972, la Belgique est éliminée en demi-finale de son Championnat d'Europe par la RFA (2-1), en 1980, la Belgique s'incline une nouvelle fois contre la RFA (2-1), en finale cette fois-ci. Lors de la Coupe du monde 1986, la Belgique termine à la 4e place, lors de cette phase finale, les Belges font tomber l'URSS en huitième de finale (4-3) puis l'Espagne aux tirs au but (1-1, 5-4 t. a. b.) en quart de finale, ils retrouvent de nouveau une sélection européenne en petite finale, ils s'inclinent lors de cette rencontre (4-2) face à la France. En 1990 puis en 1994, la Belgique est éliminée deux fois consécutivement au stade des huitièmes de finale, par l'Angleterre (1-0) puis par sa bête noire dans les matchs à élimination directe, l'Allemagne (3-2). En 2016, après avoir écarté la Hongrie (4-0) lors des huitièmes de finale du Championnat d'Europe, les Diables Rouges sont éliminés par le Pays de Galles (3-1) en quart de finale. Lors de la Coupe du monde 2018 en Russie, la Belgique est défaite par la France (1-0) en demi-finale avant de s'imposer face à l'Angleterre (2-0) dans le match pour la troisième place. À l'occasion de l'Euro 2020, les Belges sont éliminés en quarts de finale par l'Italie (1-2) après avoir écarté les tenants du titre (1-0), le Portugal, en huitièmes de finale. En demi-finale de la Ligue des nations 2021, les Diables Rouges s'inclinent (2-3) face à la France avant de s'avouer vaincus contre l'Italie (1-2) lors de la finale de consolation. À l'occasion de la Coupe du monde 2022, alors qu'une victoire est impérative lors de la troisième et dernière rencontre de poules pour prétendre à la phase à élimination directe, les Belges n'arrive pas à décrocher mieux qu'un partage face à la Croatie (1-1), finaliste du précédent opus et qui termine troisième au Qatar, et sont dès lors éliminés. Lors de l'Euro 2024, la Belgique est éliminée en en huitièmes de finale par la France (0-1).
| En 2024, l'équipe de Belgique a rencontré 77 des 210 autres associations membres de la FIFA.                                           | En 2024, l'équipe de Belgique a rencontré 77 des 210 autres associations membres de la FIFA.                                           | En 2024, l'équipe de Belgique a rencontré 77 des 210 autres associations membres de la FIFA.                                           |

Carte des membres de la FIFA selon leur confédération, au 1 janvier 2006 (avant cette date, voir cette carte).

| L'équipe de Belgique a déjà rencontré au moins un pays membre de cinq parmi les six confédérations de la FIFA.                         | L'équipe de Belgique a déjà rencontré au moins un pays membre de cinq parmi les six confédérations de la FIFA.                         | L'équipe de Belgique a déjà rencontré au moins un pays membre de cinq parmi les six confédérations de la FIFA.                         |
| En 2024, l'équipe de Belgique a rencontré 27 associations membres issues d'autres confédérations que celle à laquelle elle appartient. | En 2024, l'équipe de Belgique a rencontré 27 associations membres issues d'autres confédérations que celle à laquelle elle appartient. | En 2024, l'équipe de Belgique a rencontré 27 associations membres issues d'autres confédérations que celle à laquelle elle appartient. |
| Pays membres de la CONCACAF que la Belgique a déjà rencontré (6 sur 35 membres)                                                        | Pays membres de l'UEFA que la Belgique n'a jamais rencontré (4 sur 54 membres)                                                         | Pays membres de l'AFC que la Belgique a déjà rencontré (6 sur 46 membres)                                                              |
| --- | --- | --- |
| Canada | Géorgie | Arabie saoudite |
| Costa Rica | Kosovo | Australie |
| États-Unis | Liechtenstein | Corée du Sud |
| Mexique | Moldavie | Irak |
| Panama | | Japon |
| Salvador | | Qatar |
| Pays membres de la CONMEBOL que la Belgique n'a jamais rencontré (3 sur 10 membres)                                                    | Pays membres de la CAF que la Belgique a déjà rencontré (8 sur 54 membres)                                                             | Pays membre de l'OFC que la Belgique a déjà rencontré (0 sur 11 membres)                                                               |
| Bolivie | Algérie | |
| Équateur | Burkina Faso | |
| Venezuela | Côte d'Ivoire | |
| | Égypte | |
| | Gabon | |
| | Maroc | |
| | Tunisie | |
| | Zambie | |

### Classements FIFA
Durant les trois premières années du classement FIFA créé en 1992, les Belges se maintiennent dans le top 25 notamment grâce à leur huitième de finale atteint lors du Mondial 1994. L'absence de la Belgique lors de l'Euro 1996 entraine un recul du classement aux alentours de la 40e position. La sélection belge participe à la Coupe du monde 1998 puis à l'Euro 2000, deux participations qui lui permettent d'améliorer son classement malgré, à chaque fois, un parcours modeste (deux éliminations en phase de groupes). La Belgique atteint à nouveau les huitièmes de finale d'une Coupe du monde en 2002, ce qui lui permet d'intégrer pour la première fois le top 20 du classement FIFA. Par la suite, la Belgique échoue cinq fois consécutivement dans les qualifications pour les compétitions européennes et mondiales et retombe dès lors à la 71e place en juin 2007, son plus mauvais classement à ce jour. Les Diables Rouges enregistrent à nouveau de bons résultats à partir de 2012, ce qui leur permet de réintégrer le top 25 mondial. Une excellente phase de qualifications pour la Coupe du monde 2014 les positionne à la porte du top 10 en 2013 et un quart de finale atteint lors de la phase finale les fait même entrer dans le top 5 en 2014. Le 5 novembre 2015, la Belgique monte à la 1re place après la phase qualificative pour l'Euro 2016 et devient la 8e nation mondiale à atteindre cette position. Éliminée en quarts de finale, elle redescend à la 5e place mais un excellent parcours lors de la Coupe du monde 2018 lui permet de réintégrer la pole position. La Belgique clôture 2021 toujours à la 1re place pour la 4e année de rang. Éliminée dès la phase de groupe de la Coupe du monde 2022, elle chute ensuite à la 4e place. Éliminée prématurément de l'Euro 2024 au stade des huitièmes de finale et troisième et barragiste au terme de la phase de groupes de la Ligue des nations 2024-2025, elle pointe fin 2024 à la 8e position. Depuis la création du classement FIFA, le classement moyen de la Belgique se situe au 26e rang.
| Année               | 1992 | 1993 | 1994 | 1995 | 1996 | 1997 | 1998 | 1999 | 2000 | 2001 | 2002 | 2003 | 2004 | 2005 | 2006 | 2007 | 2008 | 2009 | 2010 | 2011 | 2012 | 2013 | 2014 | 2015 | 2016 | 2017 | 2018 | 2019 | 2020 | 2021 | 2022 | 2023 | 2024 |
| ------------------- | ---- | ---- | ---- | ---- | ---- | ---- | ---- | ---- | ---- | ---- | ---- | ---- | ---- | ---- | ---- | ---- | ---- | ---- | ---- | ---- | ---- | ---- | ---- | ---- | ---- | ---- | ---- | ---- | ---- | ---- | ---- | ---- | ---- |
| Classement mondial  | 17   | 25   | 24   | 24   | 42   | 41   | 35   | 33   | 27   | 20   | 17   | 16   | 45   | 55   | 53   | 49   | 54   | 66   | 57   | 41   | 21   | 11   | 4    | 1    | 5    | 5    | 1    | 1    | 1    | 1    | 4    | 4    | 8    |
| Classement européen | 13   | 17   | 16   | 16   | 22   | 20   | 17   | 23   | 18   | 15   | 12   | 11   | 22   | 27   | 28   | 27   | 28   | 35   | 33   | 24   | 13   | 7    | 2    | 1    | 2    | 3    | 1    | 1    | 1    | 1    | 2    | 3    | 6    |

| Légende du classement mondial : | - de 1 à 25 | - de 26 à 50 | - de 51 à 211 |

### Classements UEFA
Démarrant le nouveau classement UEFA des nations au 27e rang, le 24 novembre 2007, après de nombreuses années de vaches maigres durant lesquelles elle n'a participé à aucun tournoi majeur après la Coupe du monde 2002, la Belgique est redescendue fin 2009 jusqu'à la 35e place du classement pris en considération pour les éliminatoires de l'Euro 2012. N'ayant pris part ni à la Coupe du monde 2010 en Afrique du Sud, ni au Championnat d'Europe 2012 en Pologne et Ukraine, elle a continué à stagner à ce niveau pour atteindre la 33e position fin 2011. Une bonne entame des éliminatoires pour le Brésil permet aux Diables Rouges de progressivement remonter jusqu'à la 16e place fin 2013. Un excellent parcours global en qualifications, où elle n'a pas connu la défaite, puis en phase finale de la Coupe du monde 2014, atteignant les quarts de finale, ainsi que la récente campagne des éliminatoires de l'Euro 2016 ont permis à la Belgique de grimper au 5e rang fin 2015 et de figurer ainsi parmi les six têtes de série pour le tirage au sort de la phase finale en France avant d'atteindre la seconde place fin 2016, la plus haute jamais acquise par les Diables Rouges qui occupent actuellement la 3e position. Le classement UEFA est actuellement délaissé à la suite de l'introduction de la Ligue des nations de l'UEFA dont les classements respectifs décidera dorénavant de la désignation des têtes de séries pour les éliminatoires du Championnat d'Europe de football.
| Année / Date     | 2007   | 2008 | 2009   | 2010 | 2011   | 2012 | 2013   | 2014   | 2015   | 2016   |  | 25/03/2017 | 11/06/2017 | 11/10/2017 |
| ---------------- | ------ | ---- | ------ | ---- | ------ | ---- | ------ | ------ | ------ | ------ |  | ---------- | ---------- | ---------- |
| Classement UEFA  | 27     | nc   | 35     | nc   | 33     | nc   | 16     | 11     | 5      | 2      |  | 3          | 3          | 3          |
| Coefficient UEFA | 24.041 | nc   | 21.426 | nc   | 22.544 | nc   | 28.732 | 31.929 | 34.442 | 28.982 |  | 29.782     | 31.422     | 38.123     |

| Légende du classement européen : | - de 1 à 10 | - de 11 à 30 | - de 31 à 55 |

Note : Il n'est tenu compte ici que du ranking selon le nouveau système de calcul introduit en 2008 par l'UEFA,.

### Trophées non officiels

#### Bâton de Nasazzi
Le Bâton de Nasazzi (« Batuta de Nasazzi » en espagnol) est un trophée virtuel transmis d'équipe nationale à équipe nationale depuis 1930, date de la victoire uruguayenne lors de la première Coupe du monde organisée dans son pays. Il tire son nom du capitaine de l'équipe nationale d'Uruguay d'alors, José Nasazzi.
Ce trophée, d'abord détenu par l'équipe d'Uruguay à l'issue de sa victoire finale lors de la toute première Coupe du monde, se conquiert en battant, dans un match officiel, l'équipe qui le détient.
La Belgique a conquis le bâton à quatre reprises pour une détention totale cumulée de 55 jours.
Les Diables Rouges remportent le trophée pour la première fois lors de l'Euro 1984 en France à l'occasion de la victoire (2-0) contre la Yougoslavie et le conservent alors 3 jours avant de le perdre au profit de la France (0-5). La dernière conquête de la Belgique date de la Coupe du monde 2014 au Brésil après la victoire contre la Russie (1-0) où la Belgique conserve le bâton pendant 13 jours avant de devoir le céder à l'Argentine (0-1) en quart de finale du tournoi.
| Date             | Compétition                        | Précédent détenteur | Score | Nouveau détenteur | Temps gardé |
| ---------------- | ---------------------------------- | ------------------- | ----- | ----------------- | ----------- |
| 13 juin 1984     | Championnat d'Europe               | Yougoslavie         | 0-2   | Belgique (1)      | 3 jours     |
| 16 juin 1984     | Championnat d'Europe               | Belgique            | 0-5   | France            |             |
| 16 octobre 1985  | Éliminatoires de la Coupe du monde | Pays-Bas            | 0-1   | Belgique (2)      | 35 jours    |
| 20 novembre 1985 | Éliminatoires de la Coupe du monde | Belgique            | 1-2   | Pays-Bas          |             |
| 17 juin 1990     | Coupe du monde                     | Uruguay             | 1-3   | Belgique (3)      | 4 jours     |
| 21 juin 1990     | Coupe du monde                     | Belgique            | 1-2   | Espagne           |             |
| 22 juin 2014     | Coupe du monde                     | Russie              | 0-1   | Belgique (4)      | 13 jours    |
| 5 juillet 2014   | Coupe du monde                     | Belgique            | 0-1   | Argentine         |             |

#### Championnat du monde de football non officiel
Le Championnat du monde de football non officiel (en anglais : Unofficial Football World Championships ou UFWC) est un mode de calcul particulier déterminant un champion du monde de football en titre officieux, parmi les équipes nationales de football affiliées à la FIFA. Le mode de calcul utilise un système similaire à celui pratiqué en boxe, opposant ainsi un champion défendant son titre contre un challenger. Pour devenir champion en titre, il faut donc non seulement battre le champion en titre, mais également avoir été retenu comme équipe challenger par les instances de l'UFWC.
La Belgique a remporté le titre à quatre reprises pour un bilan total cumulé de 5 victoires, 5 partages et 8 défaites en 18 rencontres disputées. Trois fois sur les quatre, elle ne conserve son titre que le temps d'un seul match. Les Diables Rouges remportent le trophée pour la première fois lors de l'Euro 1984 en France à l'occasion de la victoire (2-0) contre la Yougoslavie avant de le perdre au profit de la France (0-5) trois jours plus tard. Le second titre est remporté sur les Pays-Bas (1-0) avant que ceux-ci ne se le réapproprient le mois suivant (1-2) à l'occasion de la double confrontation en barrages des éliminatoires de la Coupe du monde 1986. La Belgique conquiert son troisième sacre pendant la phase finale de cette même Coupe du monde lorsqu'elle arrache la victoire aux tirs au but en quart de finale face à l'Espagne (1-1, 5-4 t. a. b.) avant de céder les lauriers à l'Argentine au tour suivant.
La Belgique remporte son dernier titre en date au terme d'un match amical face au Danemark (3-0) le 23 août 1989 et le conserve le temps de trois rencontres d'éliminatoires de la Coupe du monde avant de perdre sa couronne face à la Grèce (0-2), à nouveau lors d'une joute amicale, le 17 janvier 1990. À quatre reprises depuis, elle s'est présentée comme challenger : face à la Russie en 1996, contre les Pays-Bas en 2003, opposée à l'Italie en 2021 en quart de finale de l'Euro 2020, et face à la Croatie lors de la Coupe du monde 2022 sans toutefois pouvoir décrocher la timballe (respectivement, 0-0, 1-1, 1-2 et 0-0).

## Autres sélections

### Équipe A'
L'équipe de Belgique A' (originellement dénommée « équipe de Belgique des aspirants » ou encore « équipe de Belgique B ») correspond à l'équipe réserve de l'équipe de Belgique. À ce titre, elle rassemble une sélection de joueurs belges proches du niveau international, et ne peut pas disputer de compétition internationale officielle. Ce n'est pas une sélection permanente ; elle répond à une demande spécifique du sélectionneur de l'équipe de Belgique.
L'équipe dispute son premier match en 1924 contre la France B. Jusqu'en 1981, elle affronte régulièrement des sélections nationales A et B, dont le Luxembourg qu'elle affronte à 75 reprises entre 1924 et 1976. Peu utilisée par la suite, l'équipe est ressuscitée, sous le nom « équipe de Belgique A' », par le sélectionneur Paul Van Himst en 1996 avant d'être remise en sommeil.
Cette sélection disparaît définitivement après 2005 et une dernière rencontre et défaite (1-2) face aux Pays-Bas U21 le 16 août 2005 à Tessenderlo.

### Équipe olympique
La Belgique participe à trois tournois olympiques consécutifs (en 1920, 1924 et 1928) dont un victorieux (à domicile à Anvers en 1920) qui reste encore aujourd'hui le seul titre majeur de l'équipe belge.
Après de nombreuses années d'absence aux qualifications ou compétitions olympiques, où l'amateurisme régnait toujours et ne correspondait plus au changement radical dans le statut du football opéré depuis quelques années, et sous l'impulsion de Guy Thys, alors sélectionneur des Diables Rouges, la fédération belge va inscrire une équipe spécifique, dont il prendra les rênes tout au long des années 1980, au tournoi pré-olympique qualificatif pour les Jeux de Moscou. L'équipe belge prend également part au tournoi pré-olympique des Jeux de 1984 à Los Angeles ainsi qu'aux éliminatoires aux JO de 1988 à Séoul sans jamais parvenir à se qualifier pour le tournoi final. Depuis 1992, ce sont les espoirs qui représentent la Belgique aux Jeux olympiques.

### Équipes de jeunes
L'équipe de Belgique espoirs est créée en 1956 dans le but de rassembler les meilleurs joueurs belges de moins de 23 ans d'abord, ensuite de moins de 21 ans à partir de 1978. Les Diablotins atteignent les demi-finales du Championnat d'Europe espoirs en 2007 et remportent l'International Challenge Trophy (en) en 2009. Depuis 1992, ils représentent la Belgique aux Jeux olympiques, dont ils atteignent les demi-finales en 2008.
Les juniors UEFA disputent déjà un tournoi international européen dès 1948 et les Belges s'y distinguent d'ailleurs en 1952 (finalistes, face à l'Espagne à Barcelone, après un partage 0-0 mais perdue à la différence de buts) et en 1977 (vainqueurs à Bruxelles face à la Bulgarie). Dès 1972, une sélection de moins de 15 ans est également mise sur pied. Après les scolaires (-15 ans), c'est au tour des cadets (12-14 ans) en 1978 puis des minimes (10-12 ans) en 1982. Michel Sablon (nl), futur directeur technique de la fédération et ancien adjoint de Guy Thys et de Paul Van Himst en équipe A, assure la coordination technique de l'ensemble des catégories de jeunes dans les premières années.

### Équipe militaire
L'équipe de Belgique militaire voit le jour au cours de la première Guerre mondiale alors que de nombreux matchs furent organisés pour trouver des recettes destinées à soulager les militaires présents sur le front et surtout pour distraire et soutenir moralement les troupes. Le Roi Albert Ier fit d'ailleurs personnellement don de cinq cents paires de chaussures de football aux armées. Les Belges remportent la Coupe du monde militaire à quatre reprises en 1947, 1953, 1954 et 1960 ainsi que le Challenge Kentish à 29 occasions, pour la dernière fois en 1999, avant que l'équipe masculine ne soit supprimée en 2008. Il subsiste actuellement une équipe de Belgique militaire féminine qui dispute les compétitions internationales organisées par le Conseil international du sport militaire (CISM).

### Équipe féminine
L'équipe de Belgique féminine joue son premier match contre la France le 30 mai 1976 au Stade Auguste Delaune à Reims en France. Les Red Flames se qualifient pour la première fois de leur histoire à une compétition majeure lors de l'Euro 2017 mais n'ont encore jamais participé aux Jeux olympiques. Janice Cayman détient le record de sélections avec 162 matchs et Tessa Wullaert le record de buts marqués avec 92 buts. La sélectionneuse actuelle est l'islandaise Elísabet Gunnarsdóttir (en).

## Archives
Les Archives générales du Royaume détiennent depuis 2009 les archives de l'Union royale belge des Sociétés de Football (URBSFA). Quelque 400 mètres d'archives de l'URBSFA sont ainsi conservées à Bruxelles. L'exposition virtuelle GOAAAL ! Un siècle de football belge offre un premier avant-goût de ce qui se trouve en dépôt.
Les archives de l'URBSFA comprennent de nombreuses sources en rapport avec les Diables Rouges (organisation des tournois et matchs internationaux, avec l'Euro 2000 en apogée) ainsi que de nombreux dossiers concernant les clubs de football (statuts des clubs et données sur leur affiliation à l'URBSFA ; fiches de joueurs jusqu'en 1984, rangées par numéro de matricule de leur équipe) ou encore le journal de l'Union Belge, La Vie Sportive, qui reprend les résultats de compétition.
Une bonne partie des données a trait au fonctionnement de l'URBSFA et à ses procédures et activités internes : échange de lettres, procès-verbaux des réunions du Comité Exécutif, règlements fédéraux à travers les années, rapports d'arbitre, dossiers impliquant les procédures disciplinaires, les scandales de corruption et de fraude, le drame du Heysel, les marchés conclus avec les sponsors, les campagnes de fair-play, d'antidoping, d'antiracisme, etc.
En ce qui concerne le matériel iconographique, les Diables Rouges sont les mieux représentés. Le matériel photographique pour la période 1895-1920 est rare, mais à partir des années 1920, les albums photo des matchs internationaux sont systématiquement intégrés.
On y trouve également la collection photo de « Jeanke Foto » (1987-2006), alias Jean Van Hauwermeiren, photographe attitré du RSC Anderlecht et un phénomène dans le monde du football belge. Durant quarante ans, il a été quotidiennement présent au stade Constant Vanden Stock, à l'entraînement des Diables Rouges. Après sa mort survenue en 2006, ses photos des Diables Rouges ont rejoint l'URBSFA et via l'Union de Football, les Archives générales du Royaume.
À propos des affiches, ce sont surtout les matchs internationaux qui sont documentés : affiches des concours dans le cadre des rondes qualificatives des Championnats d'Europe et de la Coupe du Monde, affiches officielles des Championnats d'Europe et des Coupes du Monde, affiches des tournois internationaux pour jeunes, des J-Days nationaux et régionaux annuels, du football ardennais, du football de plage, etc.
Dans les archives de l'URBSFA, conservées aux Archives générales du Royaume, à Bruxelles, se trouve aussi quantité de supports audiovisuels : CD-ROMs, cassettes vidéo, disquettes et bandes magnétiques.